# Desnudo (género artístico)

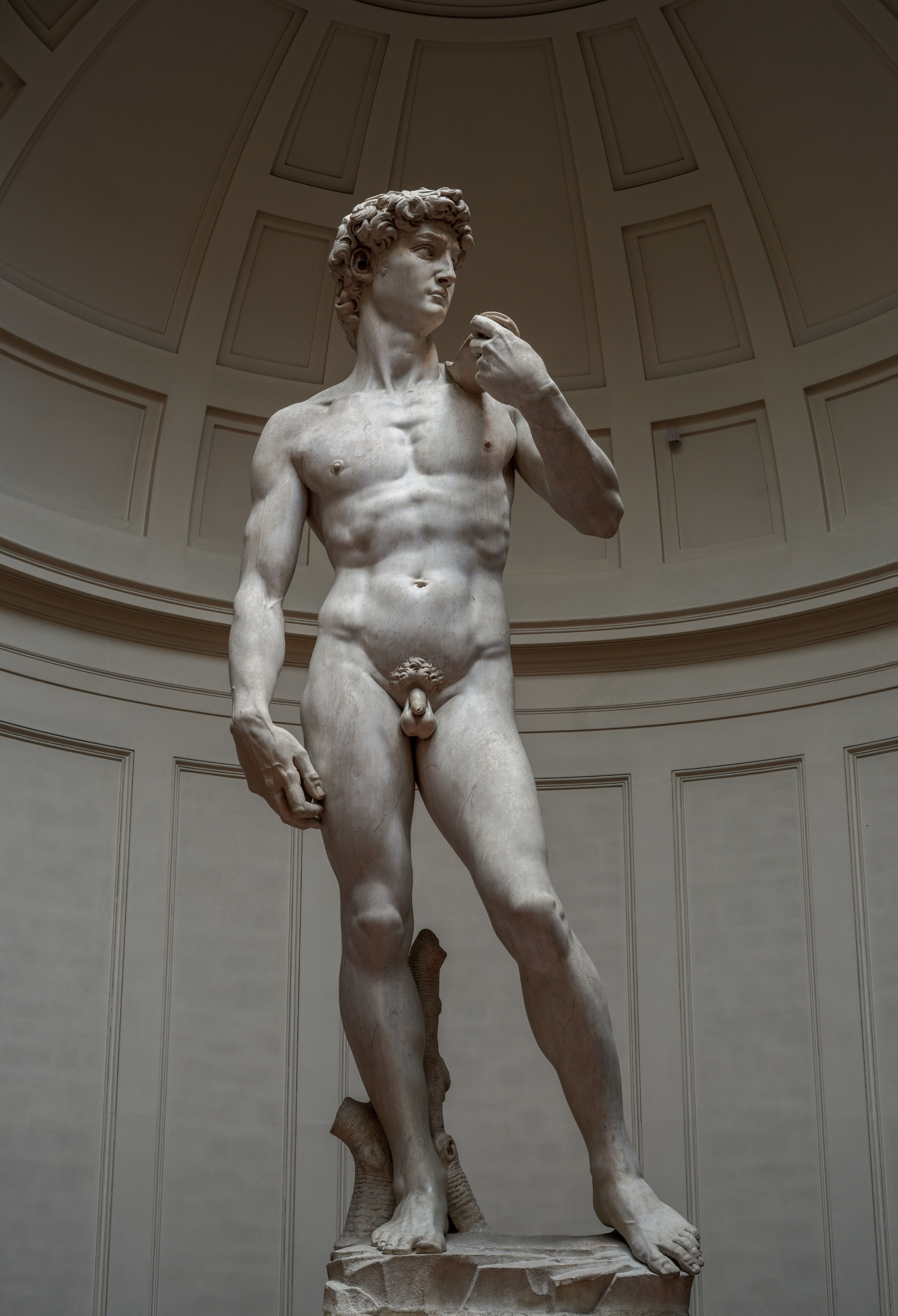
David (1501-1504), de Miguel Ángel, Galería de la Academia de Florencia.

El desnudo es un género artístico que consiste en la representación en diversos medios artísticos —pintura, escultura o, más recientemente, cine y fotografía— del cuerpo humano desnudo. Es considerado una de las clasificaciones académicas de las obras de arte. La desnudez en el arte ha reflejado por lo general los estándares sociales para la estética y la moralidad de la época en que se realizó la obra. Muchas culturas toleran la desnudez en el arte en mayor medida que la desnudez en la vida real, con diferentes parámetros sobre qué es aceptable: por ejemplo, aun en un museo en el cual se muestran obras con desnudos, en general no se acepta la desnudez del visitante. Como género, el desnudo resulta un tema complejo de abordar por sus múltiples variantes, tanto formales como estéticas e iconográficas, y hay historiadores del arte que lo consideran el tema más importante de la historia del arte occidental.
Aunque se suele asociar al erotismo, el desnudo puede tener diversas interpretaciones y significados, desde la mitología hasta la religión, pasando por el estudio anatómico, o bien como representación de la belleza e ideal estético de perfección, como en la Antigua Grecia. El arte ha sido desde siempre una representación del mundo y el ser humano, un reflejo de la vida. Por ello, el desnudo no ha dejado de estar presente en el arte, sobre todo en épocas anteriores a la invención de procedimientos técnicos para captar imágenes del natural (fotografía, cine), cuando la pintura y la escultura eran los principales medios para representar la vida. Sin embargo, su representación ha variado conforme a los valores sociales y culturales de cada época y cada pueblo, y así como para los griegos el cuerpo era un motivo de orgullo, para los judíos —y, por ende, para el cristianismo— era motivo de vergüenza, era la condición de los esclavos y los miserables.
El estudio y representación artística del cuerpo humano ha sido una constante en toda la historia del arte, desde la prehistoria (Venus de Willendorf) hasta nuestros días. El ser humano ha sentido desde antaño la necesidad de profundizar en su esencia, de conocerse a sí mismo, tanto en el aspecto exterior como interior. El cuerpo proporciona placeres y dolores, tristeza y alegría, pero es un compañero presente en todas las facetas de la vida, con el cual el ser humano transita por el mundo, y por el cual siente la necesidad de indagar en su conocimiento, en sus pormenores, en su aspecto tanto físico como recipiente de su «yo interior». Desde su faceta más mundana, relacionada con el erotismo, hasta la más espiritual, como ideal de belleza, el desnudo ha sido un tema recurrente en la producción artística prácticamente en todas las culturas que se han sucedido en el mundo a lo largo del tiempo. Kenneth Clark, en su obra El desnudo. Un estudio de la forma ideal (1956), enfatiza la distinción en lengua inglesa de dos tipos de desnudo: la forma humana natural (naked) y la transcripción de esa forma de un modo idealizado (nude). Esta distinción entre desnudo corporal y desnudo artístico proviene de los críticos ingleses del siglo XVIII, para los que la esencia de la pintura y la escultura era el cuerpo humano desnudo.
El desnudo ha tenido desde tiempos antiguos —especialmente desde las formulaciones clásicas de la Antigua Grecia— un marcado componente estético, por cuanto el cuerpo humano es objeto de atracción erótica, y constituye un ideal de belleza que va cambiando con el tiempo, según el gusto colectivo de cada época y cada pueblo, o incluso el particular de cada espectador. La sexualidad más o menos implícita de estas imágenes ha llevado al género del desnudo a ser objeto de admiración o bien de condena y rechazo, llegando a estar prohibido en épocas de moral puritana, si bien siempre ha gozado de un público que ha adquirido y coleccionado este tipo de obras. En tiempos más recientes, los estudios en torno al desnudo como género artístico se han centrado en los análisis semióticos, especialmente en la relación entre obra y espectador, así como en el estudio de las relaciones de género. El feminismo ha criticado el desnudo como utilización objetual del cuerpo femenino y signo del dominio patriarcal de la sociedad occidental. Artistas como Lucian Freud y Jenny Saville han elaborado un tipo de desnudo no idealizado para eliminar el concepto tradicional de desnudo y buscar su esencia más allá de los conceptos de belleza y género.
En la actualidad, el desnudo artístico es ampliamente aceptado por la sociedad —al menos en el ámbito occidental—, y su presencia cada vez mayor en medios de comunicación, cine, fotografía, publicidad y otros medios, lo ha convertido en un elemento icónico más del panorama cultural visual del hombre y la mujer actual, aunque para algunas personas o algunos círculos sociales sigue siendo un tema tabú, debido a convencionalismos sociales y educacionales, generando un prejuicio hacia la desnudez, que es conocido como «gimnofobia» o «nudofobia».

Ahora comprenderemos mejor el porqué un arte preocupado principalmente por la figura humana deba atender ante todo al desnudo, así como la razón de que éste haya constituido el problema más apasionante del arte clásico de todas las épocas. No sólo es el mejor vehículo transmisor de todo aquello que en el arte corrobora y acrecienta de manera inmediata el sentido de la vida, sino que es también en sí mismo el objeto más significante del mundo de los hombres.
Bernard Berenson, Los pintores italianos del Renacimiento (1954).

## Fundamentos del desnudo en el arte

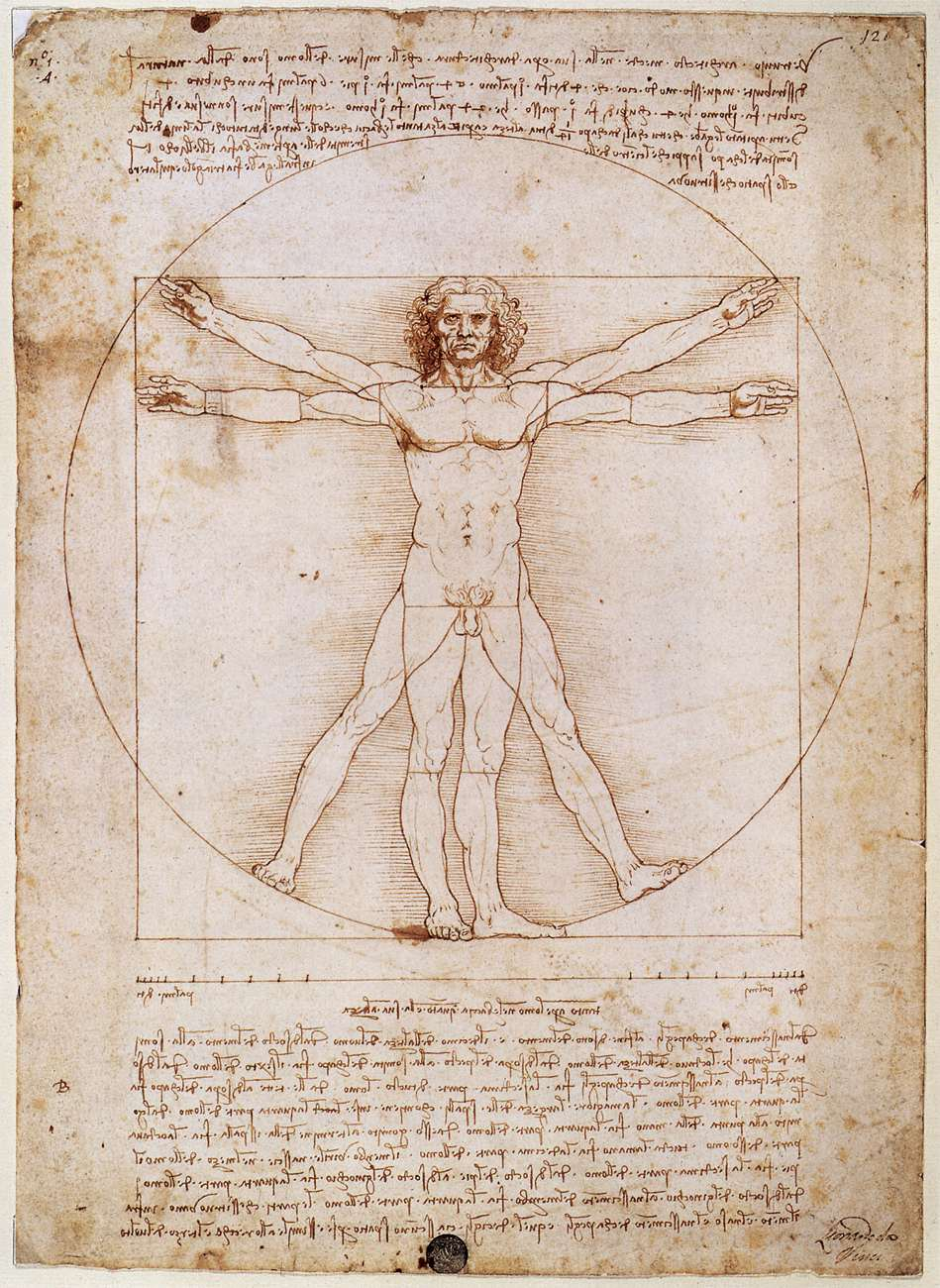
El Hombre vitruviano (1487), de Leonardo da Vinci, Galería de la Academia de Venecia. Estudio de las proporciones en el cuerpo humano.

El desnudo ha tenido desde la Antigua Grecia un marcado componente idealizador, por lo general se ha representado más desde el idealismo que desde la imitación naturalista, procurando hallar en la forma humana un ideal de perfección que trascendiese la materia para evocar el alma, la pureza de la unión entre cuerpo y espíritu. Así, los artistas griegos más que imitar el cuerpo humano lo perfeccionaban. En palabras de Aristóteles: «el arte completa lo que la naturaleza no puede terminar. Por el artista conocemos los objetivos inalcanzados de la naturaleza». Así, en el desnudo el espectador aprecia errores que no son tales, sino que son juicios de gusto, reflexiones estéticas que derivan de un concepto de belleza ideal inherente a cualquier persona. De tal manera resulta imposible establecer unos criterios generales por los que cualquier desnudo resulte bello para todo el mundo, y algunos autores han intentado —sin éxito— establecer una «forma media», basada en las proporciones más habituales, que sin embargo no llega a satisfacer al espectador, puesto que la belleza es algo abstracto, inconmensurable, utópico, y por tanto de difícil realización práctica.
El ideal de perfección del cuerpo humano proviene de la Grecia clásica, y es constatable en todas sus obras, si bien no existe referencia de cómo expresaban los escultores griegos las proporciones ideales del cuerpo humano. Han llegado noticias del célebre «canon de Policleto», pero no se sabe exactamente en qué consistía. Sin embargo, una de las expresiones más famosas de las proporciones en el cuerpo humano proviene de un arquitecto romano, Vitruvio, quien en el tercer libro de su De architectura establecía que las proporciones ideales en arquitectura se deben basar en la medida del cuerpo humano, que es un modelo perfecto porque con brazos y piernas extendidos encaja inmejorablemente en las dos principales formas geométricas —consideradas perfectas—, el círculo y el cuadrado. Esbozó así el llamado Hombre de Vitruvio, que tuvo gran relevancia en la teoría artística del Renacimiento.
Sin embargo, estos intentos de fundamentar el cuerpo humano en proporciones perfectas fueron un tanto baldíos, y sus resultados a menudo insatisfactorios, como la Némesis de Alberto Durero (1501), basada en las proporciones vitruvianas y sin embargo carente de atractivo físico. En última instancia, no hay fórmulas para plasmar de forma exacta la belleza del cuerpo, porque nuestra percepción siempre está tamizada por el pensamiento, por nuestro gusto, nuestros recuerdos, nuestras vivencias. Decía Francis Bacon que «no hay belleza excelente que no tenga algo raro en la proporción». El mismo Durero, tras sus primeros intentos de una geometrización del cuerpo humano, renunció a tal pretensión, y pasó a inspirarse más en la naturaleza. En la introducción de su tratado Cuatro libros de las proporciones humanas (1528) expresó: «no existe un hombre en la tierra capaz de emitir un juicio definitivo sobre cuál pueda ser la forma más hermosa del hombre».

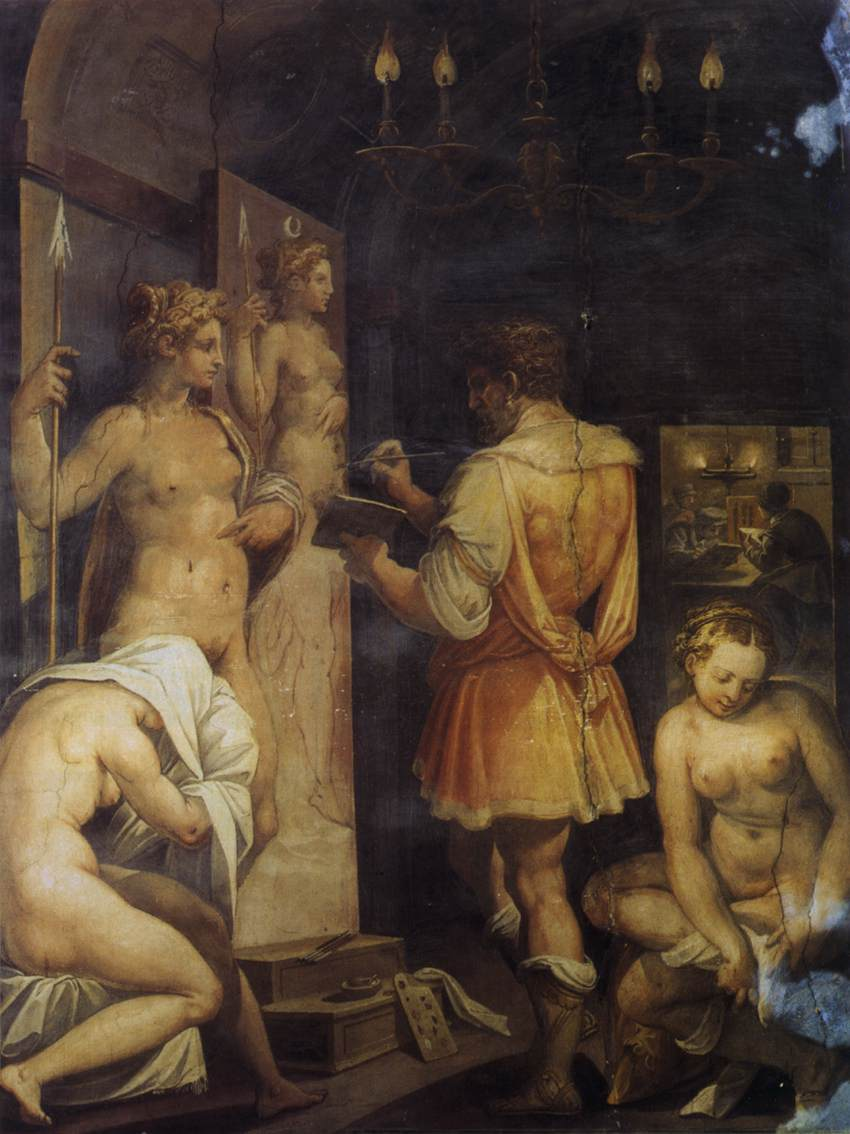
El estudio del pintor (1563), de Giorgio Vasari, Casa Vasari, Florencia.

Se puede concluir que el factor estético del desnudo depende tanto de ciertas reglas en cuanto a proporción y simetría como a un variado conjunto de valores de carácter subjetivo, desde la espontaneidad y exuberancia de la naturaleza hasta el componente psíquico de la percepción estética, sin desechar el carácter individual de todo juicio de gusto. Según Kenneth Clark, «el desnudo representa el equilibrio entre un esquema ideal y las necesidades funcionales», siendo éstas el conjunto de factores que otorgan vida y credibilidad al desnudo artístico.
Las primeras reflexiones teóricas sobre el desnudo se efectuaron en el Renacimiento: en el tratado Della Pittura (1436-1439), Leon Battista Alberti opinaba que el «estudio del desnudo» era la base del procedimiento académico de la pintura, estableciendo que «para pintar el desnudo, empezad por los huesos; añadid luego los músculos y cubrid después el cuerpo con carne, de forma que quede visible la posición de los músculos. Podrá objetarse que un pintor no debe representar lo que no se puede ver, pero este procedimiento es análogo a dibujar un desnudo y luego cubrirlo de ropajes». Esta práctica académica ha llegado prácticamente hasta nuestros días, junto al estudio del natural, constatable a principios del siglo XV en unos dibujos de Pisanello, primer autor del que se conservan este tipo de bocetos —otros anteriores pueden haberse perdido—. Alberti también recomendaba para cualquier representación de grupo efectuar antes un boceto con las figuras desnudas, antes de vestirlas en la obra final, como se percibe en un boceto de la Disputà de Rafael, donde un grupo de jóvenes desnudos y de complexión atlética conforma el conjunto que luego serían los Padres de la Iglesia y los teólogos. El desnudo, junto a la perspectiva, fueron los dos grandes factores estructurales de la composición pictórica renacentista, y en la segunda mitad del siglo XV era ya un estudio común para el aprendizaje de cualquier aspirante a artista, como se denota por obras conservadas de los talleres de Filippino Lippi, Ghirlandaio y los hermanos Antonio y Piero Pollaiuolo, y así está documentado en las Vidas (1542–1550) de Vasari.

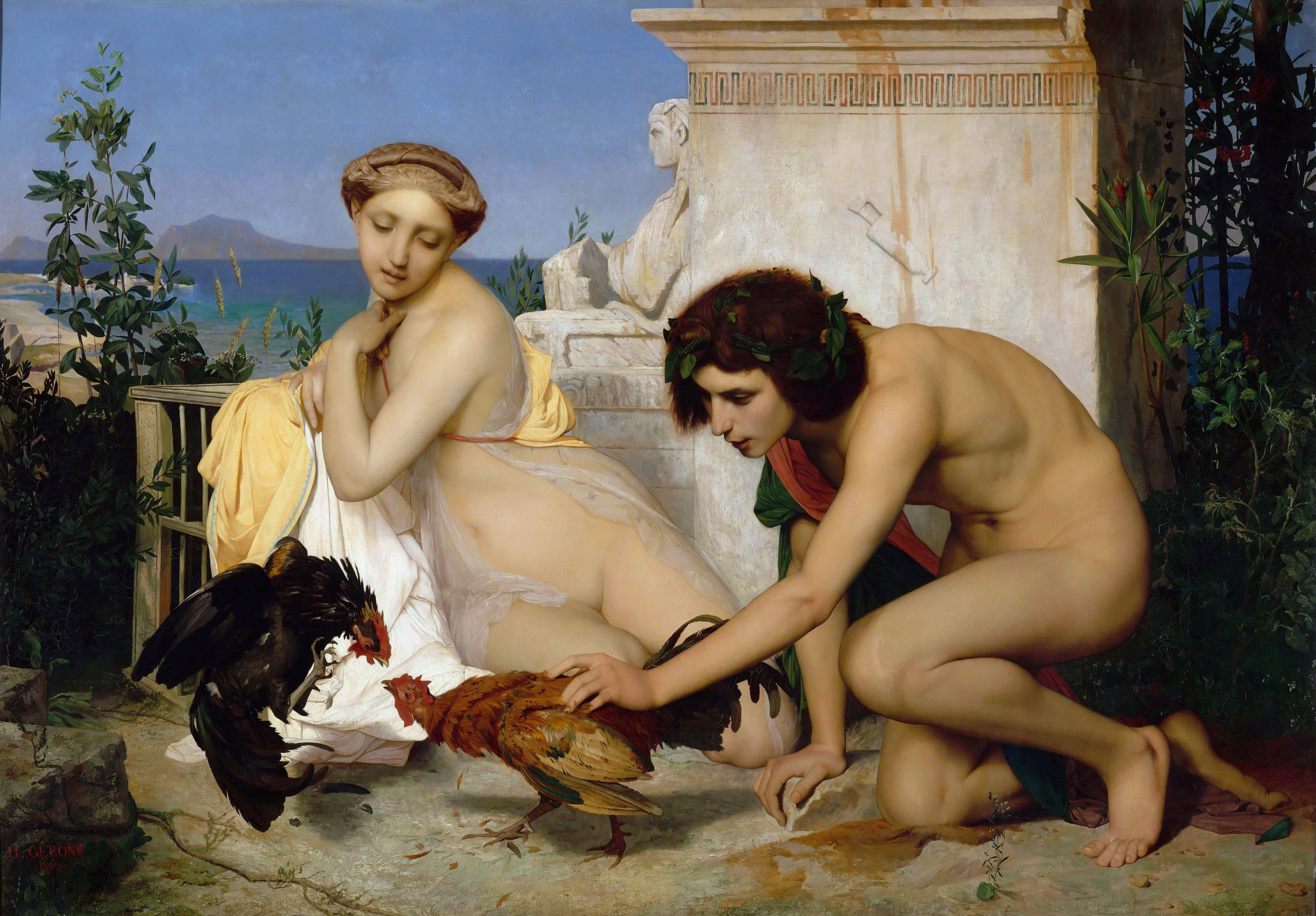
El desnudo era aceptado por los que concurrían a los salones literarios franceses del, siempre y cuando el entorno fuera claramente «clásico», presentando personajes de una cultura en la cual la desnudez era usual, como en este cuadro de Jean-Léon Gérôme, Jóvenes griegos con pelea de gallos (Musée d'Orsay, París, 1846).

El desnudo renacentista fue la base del estudio del cuerpo humano para la enseñanza académica del arte hasta prácticamente el siglo XX, con la premisa de estar fundamentado en la anatomía y de estar concebido bajo un criterio idealizador que excluyese cualquier connotación puramente sensualista. Uno de los principales artistas que han influido en el arte académico ha sido Rafael, uno de los primeros artistas que en sus obras incluía desnudos sin una justificación temática —como en su Matanza de los inocentes, donde los soldados de Herodes van desnudos sin haber ninguna referencia al respecto en los pasajes bíblicos sobre el tema—, pero aun así, por su estudio anatómico, por sus posturas estilizadas —que recuerdan más a bailarines que a soldados—, contienen un elemento ideal, elevado, puramente intelectual, que les confiere un sentido de nobleza artística que los aleja de cualquier consideración peyorativa. Ese era el ideal academicista, y en las principales realizaciones de esa escuela —principalmente las del llamado art pompier del siglo XIX— el elemento idealizante del desnudo es primordial para la concepción de la obra, donde cualquier atisbo de realismo o de simple sensualidad sería considerado vulgar.
Un componente indisoluble del desnudo es el erotismo, elemento ineluctable por cuanto la visión del cuerpo humano desnudo genera atracción, deseo, apetito sexual. Para Kenneth Clark, este aspecto no se debe obviar ni intentar minimizar o relativizar, y mucho menos menospreciarlo moralmente, y en su ensayo sobre el desnudo contrapone a la afirmación de Samuel Alexander (en Beauty and Other Forms of Value) sobre que el desnudo de tipo erótico es un «arte falso y una moral mala» la vindicación de que si el desnudo no es erótico es un «arte malo y una moral falsa». Sin embargo, el cuerpo humano puede producir también otras sensaciones, en cuanto es el vehículo a través del cual experimentamos el mundo; Clark menciona cinco de las principales sensaciones que provoca el desnudo: armonía, energía, éxtasis, humildad y pathos.
La difícil tarea de delimitar en el desnudo artístico la frontera entre el erotismo y el idealismo, entre lo sensual y lo espiritual, llevó a artistas y filósofos a plantear diversas teorías que justificasen la existencia de estos diversos ámbitos: Platón estableció en El banquete dos distintas naturalezas de la diosa Afrodita, la natural y la celeste; la primera representaría lo material, lo vinculado a la carne, a los sentidos, el deseo y la atracción sexual; la segunda significaría lo espiritual, la belleza inmaterial, relacionada con el bien y la virtud, la expresión del alma y el intelecto. Este concepto estuvo vigente durante la Edad Media y fue retomado por el neoplatonismo del Renacimiento, convirtiéndose en fórmula del desnudo clasicista y académico, como queda perfectamente ejemplarizado en el cuadro Amor sacro y amor profano de Tiziano. En tiempos más recientes, fue reformulado en términos similares por Friedrich Nietzsche, quien en El nacimiento de la tragedia en el espíritu de la música (1872) distinguía entre lo apolíneo y lo dionisíaco, es decir, entre el equilibrio intelectual y la disgregación orgiástica.

## Censura

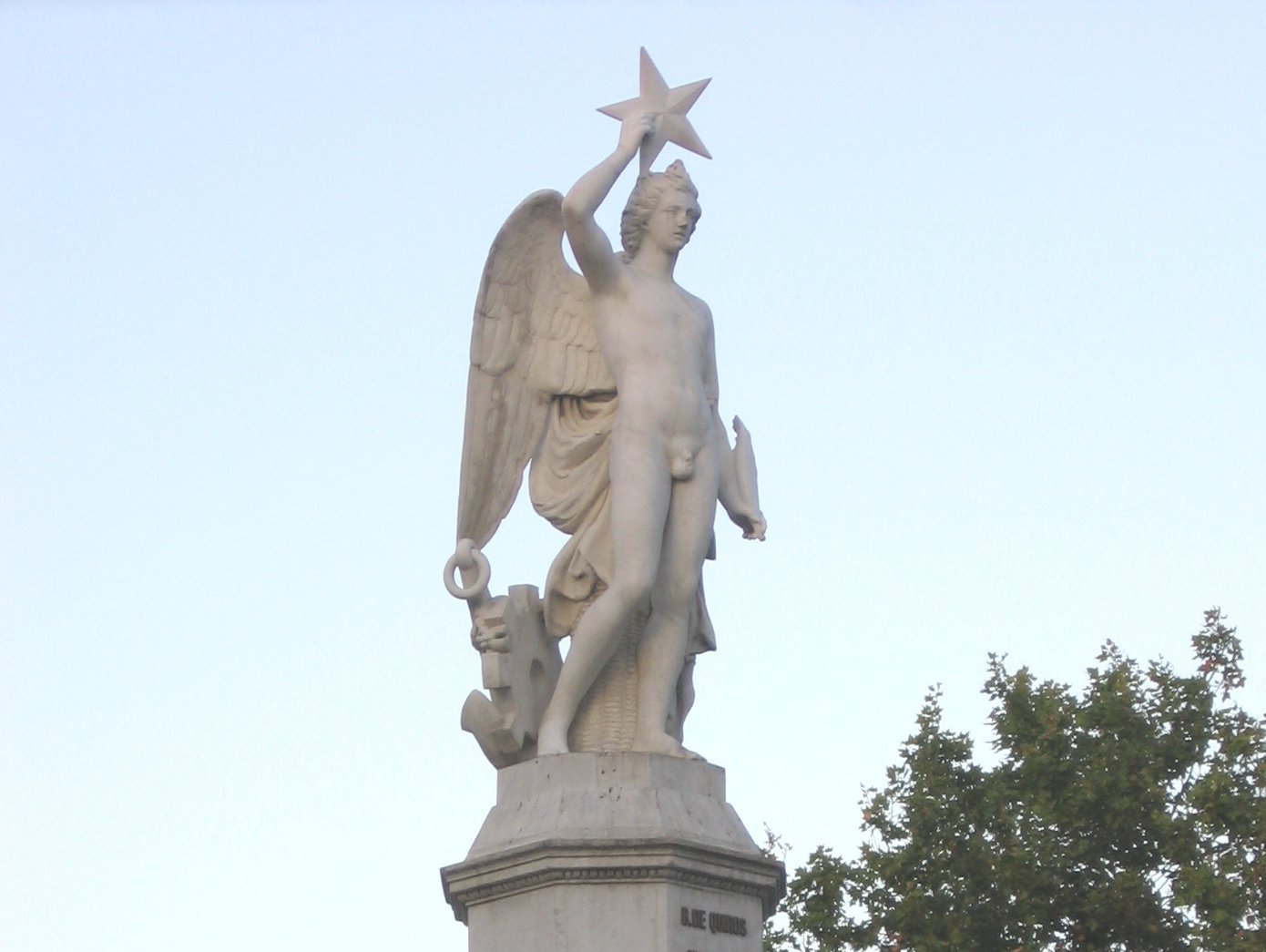
Fuente del Genio Catalán (Al Marqués de Campo Sagrado) (1856), de Fausto Baratta y Josep Anicet Santigosa, Pla de Palau, Barcelona. Tras su inauguración, «iban mujeres en procesión a tomar vistas de la gentileza de formas de la citada estatua», según relata el cronista Francesc Puig i Alfonso. Por ello, el obispo de Barcelona, José Domingo Costa Borrás, mandó castrarla y cubrirla con un taparrabos. En los años 1980 se retiró la tela y quedaron al descubierto sus genitales mutilados, mientras que en 1990 una nueva restauración le añadió un pene que parecía un tubo, hecho con resinas por un picapedrero. Por último, entre 2007 y 2008 se hizo una nueva restauración, decidiéndose retirar la prótesis del pene y dejarlo tal cual, como el Hermes de Praxíteles, ya que no se conserva ningún documento de la obra original y es imposible saber la forma y el tamaño que le dio su creador.

La representación artística del desnudo ha oscilado en la historia del arte desde la permisividad y tolerancia de sociedades que lo veían como algo natural, e incluso lo alentaban como ideal de belleza —como en la Antigua Grecia—, hasta el rechazo y la prohibición por sociedades de moral más puritana, donde generalmente desde unas premisas basadas en la religión el desnudo ha sido objeto de censura e incluso de persecución y destrucción de sus obras. En especial, el cristianismo ha sido una religión que no ha tolerado la representación del cuerpo humano desnudo excepto en imágenes de contenido religioso, donde algunos temas aislados estaban justificados por las sagradas escrituras, como los casos de Adán y Eva, la crucifixión de Jesús o la representación de las almas en el infierno. En la Edad Media, estas premisas estaban plenamente asumidas por artistas y la sociedad en general, y al no existir transgresiones a esta norma no se contabilizan numerosos casos de censura. Sin embargo, en el Renacimiento, la valoración de la cultura clásica y el retorno al antropocentrismo en la cultura comportaron un auge del desnudo, justificado tan solo por motivos mitológicos o alegóricos, lo que propició el rechazo de la Iglesia especialmente desde la Contrarreforma. El Concilio de Trento (1563) reservó un papel destacado al arte, como medio de divulgación de la enseñanza religiosa, pero al tiempo lo constriñó a la más estricta interpretación de las escrituras, otorgando al clero la tarea de vigilar la correcta observancia de los preceptos católicos por parte de los artistas.
Tras el Concilio, el catolicismo contrarreformista censuró la desnudez. Un claro ejemplo es la orden del papa Paulo IV en 1559 a Daniele da Volterra de cubrir con ropas las partes íntimas de las figuras del Juicio Final de la Capilla Sixtina realizadas poco antes por Miguel Ángel —por esta acción Volterra fue llamado desde entonces il Braghettone, «el calzones»—. Poco después, otro papa, Pío V, encomendó la misma tarea a Girolamo da Fano, y no contento con esto Clemente VIII tenía deseos de eliminar por completo la pintura, aunque, por fortuna, fue disuadido por la Accademia di San Luca. Desde entonces, la Iglesia católica se encargó con esmero de cubrir las desnudeces de numerosas obras de arte, bien con telas o con la famosa hoja de parra, la planta con la que Adán y Eva se taparon después del pecado original. Otro ejemplo de rechazo del desnudo en el arte fue el de la famosa estatua de David de Miguel Ángel, que al ser colocada en la Piazza della Signoria de Florencia fue apedreada por el público que presenciaba la escena, aunque con el tiempo se acostumbraron a su presencia e incluso se ganó el afecto de los florentinos.
En España, defensora a ultranza de la Contrarreforma, la Inquisición fue la encargada de velar por la decencia y el decoro en el arte, designando inspectores para supervisar el cumplimiento de los decretos conciliares en el arte, como el suegro de Velázquez, el pintor sevillano Francisco Pacheco. En 1632 se publicó a instancias de un noble de origen portugués, Francisco de Braganza, un documento titulado Copia de los pareceres, y censuras de los reverendísimos maestros, y señores catedráticos de las insignes Vniversidades de Salamanca y Alcalá, y de otras personas doctas. Sobre el Abuso de las figuras, y pinturas lascivas y deshonestas; en que se muestra, que es pecado mortal pintarlas, esculpirlas, y tenerlas patentes donde sean vistas, donde se expresaba la común opinión de la época —sobre todo en ámbitos eclesiásticos— de la inmoralidad de la representación del desnudo, cuando este es lascivo y no tiene una justificación religiosa. Esta opinión generalizada explica el pequeño número de obras de desnudo producido en el arte renacentista y barroco español. Tiziano, por ejemplo, consciente del puritanismo de la corte española, cubrió con ramas de higuera los cuerpos desnudos de Adán y Eva antes de enviar el cuadro a Felipe II en 1571. En relación con el desnudo, el Tribunal de la Inquisición tenía establecido que:

Y para obviar en parte el grave escándalo y daño no menor que ocasionan las pinturas lascivas: mandamos que ninguna persona sea osada a meter en estos reinos imágenes de pintura, láminas, estatuas u otras de escultura, lascivas, ni usar de ellas en lugares públicos de plazas, calles o aposentos comunes de las casas. Y asimismo se prohíbe a los pintores el pintarlas, y a los demás artífices que no las tallen ni hagan, pena de excomunión mayor latae sententiae, trina canonica monitione praemisa, y de quinientos ducados por tercias partes a gastos del Santo Oficio, jueces y denunciador, y un año de destierro a los pintores y personas particulares, que las entraren en estos reinos, o contravinieran en algo de lo referido.
Novissimus librorum prohibitorum et expurgandorum index, Madrid, 1640.

Un caso que podría haber acabado en una pérdida irreparable de numerosas obras maestras de grandes artistas fue el protagonizado por Carlos III, quien en 1762 ordenó quemar por consejo de su confesor, el padre Eleta, todos los cuadros de desnudo pertenecientes a la colección real, y que con tanto esmero habían coleccionado los monarcas hispánicos desde Carlos I hasta Felipe IV. Entre las obras se encontraban, por ejemplo, Las tres Gracias y el Juicio de Paris de Rubens, Adán y Eva de Durero, Venus recreándose en la música y Venus y Adonis de Tiziano, Venus, Adonis y Cupido de Annibale Carracci, El tocador de Venus de Francesco Albani, Hipómenes y Atalanta de Guido Reni, Lot y sus hijas de Francesco Furini o la Lucrecia de Luca Cambiaso. En última instancia, estas obras fueron salvadas de la quema por el pintor de cámara del rey, Anton Raphael Mengs, que lo convenció para que sirviesen de modelos de estudio para la Real Academia de Bellas Artes de San Fernando. Primero se llevó estas obras a su casa —quedándose para disfrute personal una Venus de Tiziano— y después al taller de los pintores de la Corte, la llamada Casa del Rebeque, junto al Alcázar Nuevo. Algunas de estas obras pasaron en 1827 al Museo del Prado, donde se confinaron en una sala especial cerrada al público, que solo se visitaba con permisos especiales, y no fueron exhibidas públicamente hasta 1838. En recordatorio de este hecho, en 2004 el Museo del Prado organizó una exposición temporal llamada La Sala Reservada, con una selección de los mejores desnudos de los fondos de la institución.

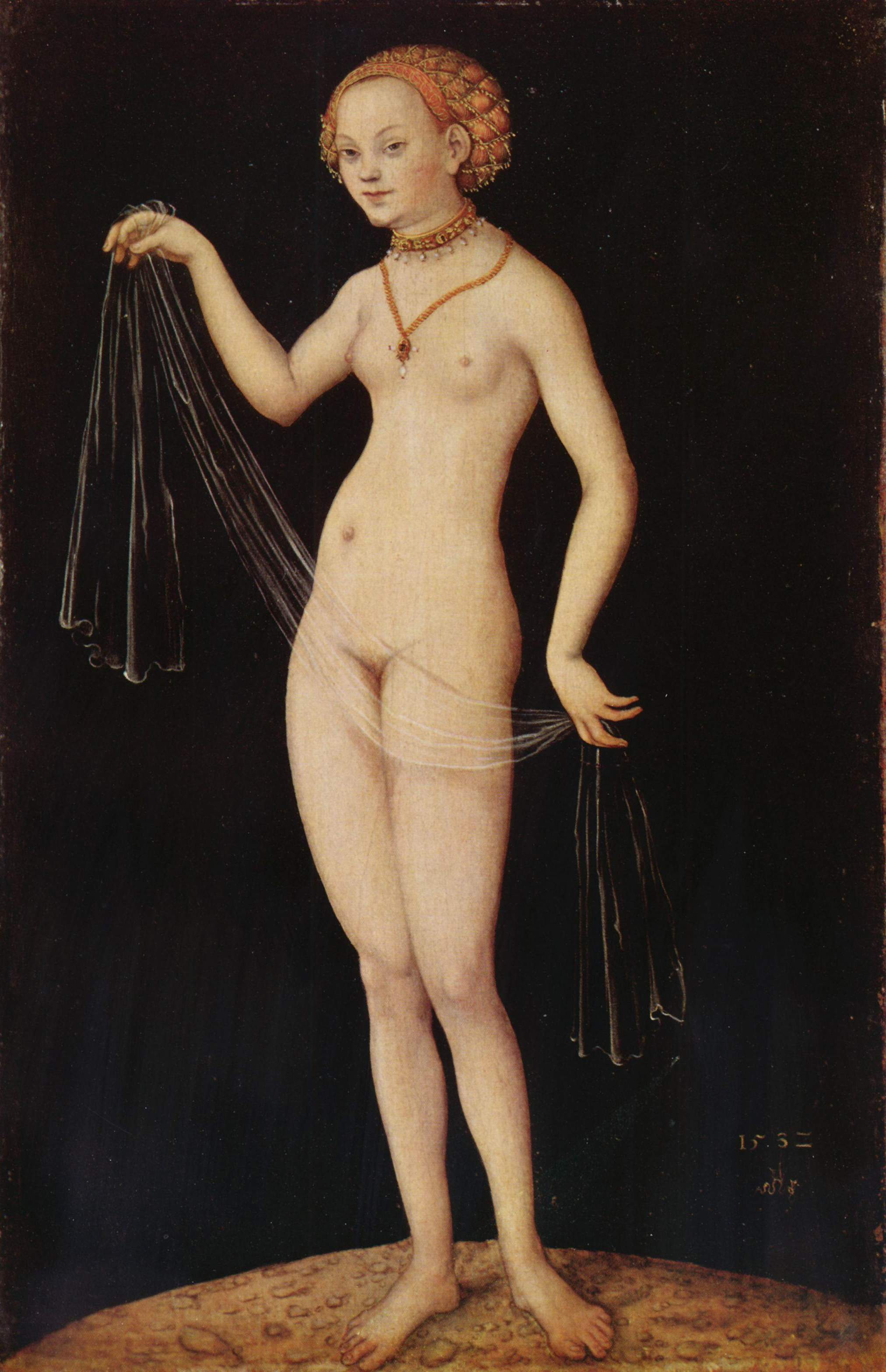
Venus (1532), de Lucas Cranach el Viejo, Städelsches Kunstinstitut, Fráncfort del Meno, censurada por el Metro de Londres en 2008.

Los procesos inquisitoriales afectaron incluso a un artista de la talla de Francisco de Goya, que fue denunciado al Santo Oficio por su obra La maja desnuda, la cual fue requisada por el tribunal en 1814. La Inquisición la calificó de «obscena», e inició un juicio a Goya, el cual logró la absolución gracias a la intervención del cardenal Luis María de Borbón y Vallabriga. Sin embargo, la obra quedó depositada fuera de la vista del público prácticamente hasta inicios del siglo XX. Esta obra generó otra polémica en 1927, cuando Correos de España emitió un sello con La maja desnuda, siendo la primera vez que aparecía un desnudo femenino en la filatelia, lo que resultó un gran escándalo.
Los ejemplos de censura y persecución del desnudo artístico son abundantes en toda la historia reciente del arte occidental: en el siglo XVIII, Luis I de Orleans destruyó a cuchilladas el cuadro Leda con el cisne de Correggio, ya que lo consideraba lascivo; sin embargo, los fragmentos fueron recogidos y ensamblados de nuevo, a excepción de la cabeza, que fue repintada posteriormente. En el siglo XIX, el artista estadounidense Thomas Eakins fue expulsado de la Pennsylvania Academy of Arts de Filadelfia por haber introducido la práctica académica del estudio del desnudo tomado del natural. En Bélgica, en 1865, Victor Lagye fue encargado de cubrir con pieles las figuras de Adán y Eva del Tríptico del Cordero Místico de la Catedral de San Bavón de Gante. En Gran Bretaña, por petición de la reina Victoria I, se creó una enorme hoja de parra para cubrir una réplica del David de Miguel Ángel, que aún se conserva en el Victoria and Albert Museum.
En el siglo XX aún existieron numerosos casos de censura y agresiones a desnudos artísticos: en 1914, una sufragista británica llamada Mary Richardson agredió con un hacha de carnicero la Venus del espejo de Velázquez, ya que consideraba que ofrecía una imagen de la mujer como mero objeto. El acto vandálico se saldó con siete cortes en la pintura, causando daños en la zona entre los hombros de la figura, que afortunadamente fueron reparados con éxito por el restaurador jefe de la National Gallery, Helmut Ruhemann. Richardson fue sentenciada a seis meses de prisión, el máximo permitido por la destrucción de una obra de arte. En 1917, la policía clausuró una exposición de Amedeo Modigliani en la galería Berthe Weill, el mismo día de la inauguración, por «ofensas al pudor», ya que los desnudos mostraban vello púbico. A causa del escándalo, el artista no vendió ningún cuadro. En 1927, en plena dictadura de Primo de Rivera, se produjo una gran polémica por la colocación de diversas esculturas de desnudo en la Plaza de Cataluña de Barcelona, en ocasión de su remodelación para la Exposición Internacional de 1929. En desagravio, en 1931 —ya en época republicana— se realizó una Exposición del Desnudo, organizada por el Cercle Artístic de Sant Lluc, a la que concurrieron los mejores artistas de toda España.
En el siglo XXI, aunque por lo general el desnudo es visto con naturalidad por la mayor parte de la población, aún se producen casos de censura artística: en 2001, el Secretario de Justicia de Estados Unidos, John Ashcroft, ordenó ocultar la estatua Spirit of Justice que preside la sala de conferencias del Departamento de Justicia en Washington, ya que mostraba los pechos desnudos. En 2008 se retiraron del Metro de Londres unos carteles publicitarios que reproducían una Venus desnuda pintada por Lucas Cranach el Viejo y que servían para anunciar una exposición dedicada al pintor renacentista alemán en la Royal Academy, ya que según la compañía «podría herir y ofender la sensibilidad de los usuarios del Metro». También en 2008, el primer ministro italiano, Silvio Berlusconi, ordenó cubrir un seno desnudo que mostraba la alegoría La Verdad desvelada por el Tiempo de Giambattista Tiepolo, ya que era la imagen central de la sala de conferencias de prensa del Gobierno, y aparecía al fondo del premier en sus comparecencias ante la televisión.

## Iconografía

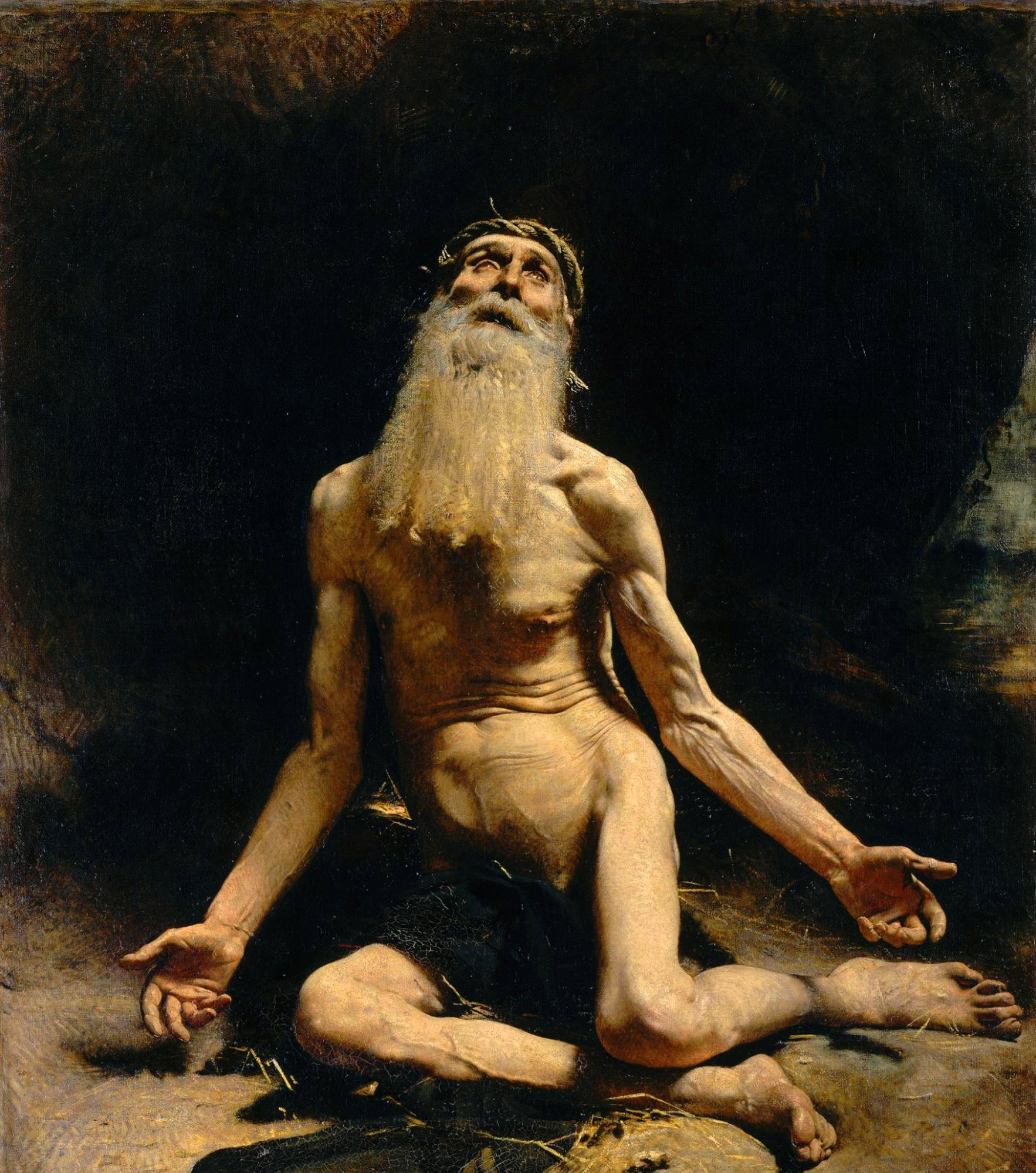
Job, por Léon Bonnat (1880), Museo del Louvre, París.

El desnudo ha tenido, especialmente desde el Renacimiento, un marcado sentido iconográfico, ya que, debido quizá al pudor en la representación del cuerpo humano desnudo, el artista ha buscado frecuentemente una excusa temática para poder representar desnudos, otorgándoles un significado generalmente relacionado con la mitología grecorromana y, a veces, con la religión. Hasta el siglo XIX prácticamente no encontramos desnudos «al natural», despojados de todo simbolismo, desnudos que solo reflejen la esteticidad intrínseca del cuerpo humano. Las fuentes iconográficas para estas representaciones se encuentran en los textos de los autores clásicos grecorromanos (Homero, Tito Livio, Ovidio), para la mitología, y en la Biblia (Antiguo y Nuevo Testamento) para la religión. Muchos artistas estaban al corriente de las diversas temáticas mitológicas o religiosas, así como de la obra de otros autores, por medio de grabados y xilografías que circulaban por toda Europa, sobre todo desde el siglo XVI —pocos eran los artistas realmente eruditos y que podían extraer información directamente de las fuentes clásicas, como Rubens, que sabía latín y varios idiomas europeos—. Con el tiempo, se forjó un corpus iconográfico que recogía los principales mitos, leyendas, pasajes sagrados y relatos históricos, con obras como La leyenda dorada de Jacopo da Varazze (siglo XIII), sobre vidas de los santos y de Cristo y la Virgen María, o La genealogía de los dioses paganos de Boccaccio (1360-1370), sobre mitología griega y romana.
Cabe señalar que un mismo tema o representación artística del desnudo puede tener distintas interpretaciones o significados según el observador: en su Historia natural, Plinio el Viejo relata que una estatua de Venus desnuda de Praxíteles fue rechazada por inmoral en la isla de Cos y aceptada con naturalidad en la ciudad de Cnido. En el Antiguo Testamento el desnudo era motivo de vergüenza, con la excepción del Cantar de los cantares, que alaba la belleza femenina. Para los romanos, el desnudo significaba pobreza más que vergüenza. En la Edad Media, los eruditos diferenciaron cuatro tipos de desnudo: la nuditas naturalis, el desnudo natural, como en la representación de Adán y Eva, el martirio de los santos o los resucitados en el Juicio final; la nuditas temporalis, el desnudo que comporta la pobreza, como en el caso de Job o de santos penitentes, como María Magdalena o Francisco de Asís; la nuditas virtualis, la que se considera aparejada a la virtud, como en la representación de la Verdad (en esta época se solía representar el Salmo 85:10 con la Verdad desnuda y la Misericordia vestida); y la nuditas criminalis, propia de actos de vicio y maldad, vinculada generalmente a la representación del demonio o de dioses paganos. Desde el Renacimiento, el mecenazgo laico alejó la representación del desnudo de la censura eclesiástica. El neoplatonismo florentino identificó el amor espiritual con la desnudez, mientras que el amor terrenal se adornaba con vestidos y joyas, como en el cuadro Amor sacro y amor profano de Tiziano. La Iglesia contrarreformista contraatacó condenando el desnudo excepto en los temas que lo requerían intrínsecamente, si bien numerosos miembros de la jerarquía eclesiástica lo aceptaban en los temas paganos.
Algunos de los temas más recurrentes en la iconografía del desnudo son:

## Desnudo antiestético
El desnudo suele identificarse con la belleza, pero no todos los desnudos son bellos o agradables, también existen representaciones de personajes desnudos que por diversas razones resultan feos o repugnantes, o carentes de cualquier atractivo físico, bien por su naturaleza poco favorecida, por deformidades o malformaciones, por estar representados en su vejez o por ser personajes malvados o depravados, o incluso monstruos o seres fantásticos de la mitología (sátiros, silenos) o la religión (demonios, brujas). Como en el caso de la belleza, la fealdad es relativa y con distinta percepción según la cultura, el tiempo y el lugar: así como para el hombre occidental una máscara africana puede parecer horrenda, aunque represente a un dios benévolo para sus adoradores, para un no occidental una imagen de Cristo crucificado puede resultar desagradable, aunque para un cristiano sea símbolo de redención. La fealdad puede ser física o espiritual, pero también se encuentra en la deformidad, la asimetría, la desfiguración, la falta de armonía, y en conceptos de índole moral, como la maldad, la vileza o la mezquindad, junto a otras categorías como lo grosero, lo nauseabundo, lo repelente, lo grotesco, lo abominable, lo asqueroso, lo obsceno, lo siniestro, etc.
Ya en la Antigua Grecia se produjo una dicotomía entre el equilibrio del período clásico y el sentimentalismo exacerbado y trágico del período helenístico: frente a la energía vital y triunfadora de los héroes y atletas surgió el pathos, la expresión de la derrota, del dramatismo, el sufrimiento, de los cuerpos maltrechos y deformados, enfermos o mutilados. Así se observa en mitos como la matanza de los hijos de Níobe, la agonía de Marsias, la muerte del héroe (como Héctor o Meleagro) o el destino de Laocoonte, temas frecuentes en el arte de la época. Este patetismo se trasladó en la Edad Media al calvario de Cristo y el martirio de santos como San Sebastián y San Lorenzo, cuyos suplicios fueron a menudo plasmados en el arte en auténticos paroxismos de dolor y sufrimiento, aunque para la teología cristiana el martirio era un símbolo de sacrificio y de redención para el hombre.
En el terreno de la filosofía, una de las primeras rupturas con la belleza clásica se produjo con Gotthold Ephraim Lessing, quien en su obra Laocoonte (1766) rechazó la idea de perfección clásica elaborada por Johann Joachim Winckelmann, afirmando que no puede haber un concepto de perfección universal para todas las épocas y todas las artes. Aunque no rechazó la posibilidad de hallar un sistema que relacione todas las artes, criticó las analogías absolutas —como la fórmula horaciana ut pictura poesis («la pintura, como la poesía», una de las bases de la teoría humanista del arte)—. Para Lessing, la pintura y la poesía, examinadas en sus contextos imitativos, son distintas: la pintura resulta adecuada para la representación de cualidades sensoriales, tangibles, pudiendo tan solo evocar elementos argumentativos; en cambio, la poesía realiza el proceso inverso. Posteriormente, Johann Karl Friedrich Rosenkranz introdujo en Estética de lo feo (1853) la fealdad como categoría estética: siguiendo el sistema dialéctico hegeliano, estableció la belleza como tesis y la fealdad como antítesis, dando como síntesis la risa: lo feo queda anulado por lo cómico. Para este autor, lo feo no existe en sí mismo, sino en contraste con lo bello. Afirmó que lo feo es relativo, mientras que lo bello es absoluto; así, lo feo, lo «negativo estético», se supera desde dentro, igual que el mal se devora a sí mismo. De igual forma sistematizó las categorías de lo feo: deformidad, incorrección y desfiguración.
| |
| Los amantes muertos (1470 circa), del Maestro del Alto Rhin, Musée de l’Œuvre Notre-Dame, Estrasburgo. |

| |
| El enano Morgante de espaldas con un búho en el hombro (1552), de Bronzino, Galleria Palatina, Florencia. |

|                                                                                        |
| Sileno borracho (1626), de José de Ribera, Galleria Nazionale di Capodimonte, Nápoles. |

|                                                                   |
| La bruja (1640-1649), de Salvator Rosa, colección privada, Milán. |

|                                                                                         |
| Saturno devorando a un hijo (1819-1823), de Francisco de Goya, Museo del Prado, Madrid. |

## Aspectos técnicos: la representación del cuerpo humano

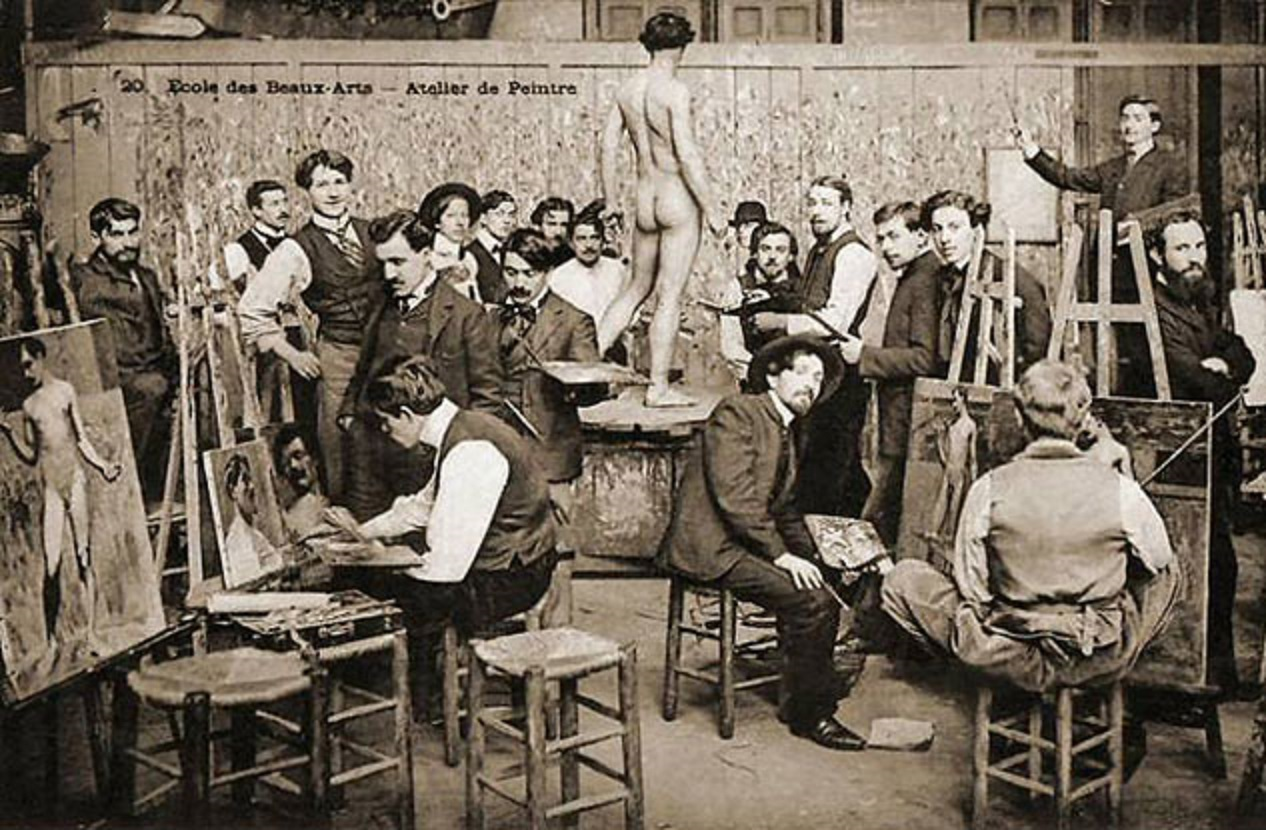
Estudiantes pintando a partir de un «modelo vivo» en la École des Beaux-Arts de París, fotografía de finales de la década de 1880.

La representación del ser humano ha sido siempre el eje vertebrador de cualquier composición artística, por cuanto el ser humano siempre ha sentido necesidad de expresarse a sí mismo, como simple descripción física, como recreación de su forma de vida o como evocación de un mundo ideal al que aspira. La representación de la figura humana es prácticamente el único tema común presente en el arte en toda la historia, geografía, técnica o estilo artístico.
Técnicamente, el estudio del cuerpo humano se ha basado desde el arte clásico grecorromano en un ideal de proporción y armonía, si bien este ideal se ha representado de forma más o menos realista según los diversos estilos artísticos que se han ido sucediendo. La proporción es la base de cualquier representación humana; en palabras de Alberto Durero: «sin proporción ninguna figura puede ser perfecta, por mucha diligencia que se haya puesto en su realización». Esta proporción se ha basado a lo largo del tiempo en distintas normas o cánones para su realización: en el Antiguo Egipto, la medida básica era el puño cerrado y la anchura de la mano, de donde se obtenía un módulo básico que se reproducía por cuadrículas; así, la cabeza formaba tres módulos, de hombros a rodillas comprendía diez módulos, y de rodillas a pies, seis. Para los griegos, el ideal era que la altura del individuo fuese el equivalente a siete veces y media del tamaño de la cabeza para adultos, y entre cuatro y seis cabezas para niños y adolescentes. Este canon proviene, según la tradición, de Policleto, y es el más clásico de los utilizados en la Antigua Grecia, seguido por artistas como Fidias, Mirón, Zeuxis y Parrasio, aunque se utilizaron otros, como el de Lisipo de ocho cabezas, o el de Leócares, de ocho cabezas y media. Otros estudios establecían que la altura podía inscribirse en una circunferencia con centro en el pubis, divisible a su vez en otras dos, una superior con centro en el esternón y otra inferior con centro en la rótula. En definitiva, es difícil establecer un canon ideal, y los estudios científicos al respecto no han proporcionado resultados objetivos.

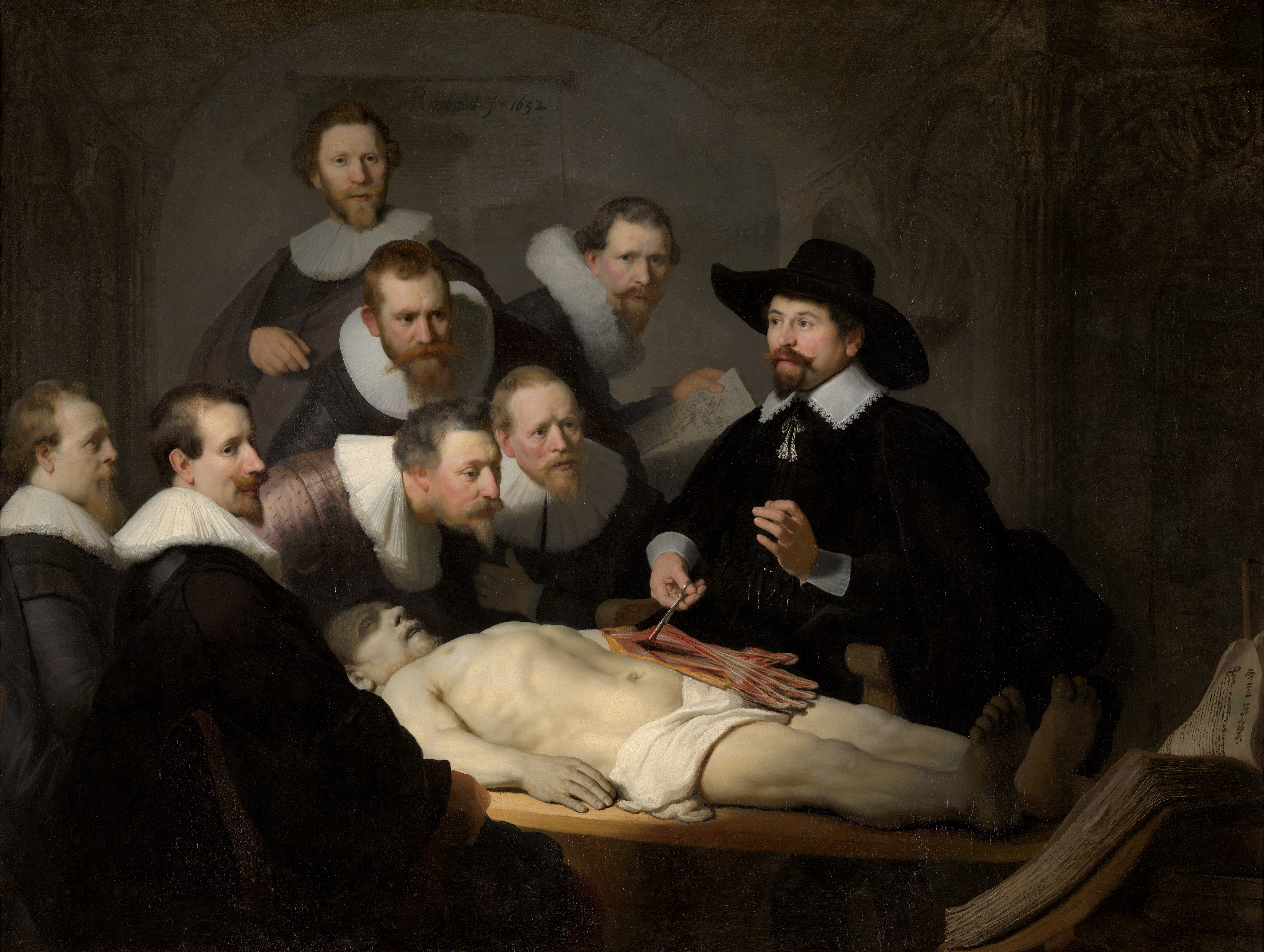
Lección de anatomía del Dr. Nicolaes Tulp (1632), de Rembrandt, Mauritshuis, La Haya.

Otro factor importante en el estudio de la figura humana es la anatomía, tanto ósea como muscular: el esqueleto está formado por 233 huesos, que componen un conjunto articulado que permiten la gran variedad de posturas y movimientos de los que es capaz el cuerpo humano. Por su parte, los músculos son estructuras fibrosas que sujetan los huesos y permiten el movimiento, en acciones de contracción y elongación que son perceptibles en la complexión del cuerpo, y por tanto de suma importancia para su representación artística. El cuerpo cuenta con un número de entre 460 y 501 músculos, sujetos a una mecánica similar a la de una palanca: se ejerce una potencia para vencer una resistencia, sustentándose en la articulación como punto de apoyo.
Cada parte del cuerpo tiene sus particularidades técnicas a la hora de dibujarla: el tronco suele realizarse de forma cuadrangular, dividido en tres partes de tamaño similar a la cabeza, una del pubis al ombligo, otra del ombligo a la línea inferior de los pectorales, y otra de aquí a la cabeza. Para su representación de espaldas hay que tener en cuenta la forma de la espina dorsal. En cuanto al torso, lógicamente varía si es masculino o femenino, siendo el primero más anguloso y abrupto y el segundo más suave y redondeado. En cuanto a brazos, piernas, manos y pies es esencial el estudio del movimiento articulado, así como su relieve anatómico, donde son más evidentes las formas óseas y musculares. Hay que tener presente que, sobre todo en brazos y hombros, se concentran la fuerza y el gesto de la figura, y que el antebrazo tiene diversos movimientos: pronación y supinación. Las manos es la parte más articulada del cuerpo, y su gran número de posiciones y gestos supone un auténtico lenguaje comunicativo del cuerpo. Por último, la cabeza es una parte esencial del cuerpo, ya que el rostro es la parte más diferenciada de cada individuo, y su expresión facial indica infinidad de sentimientos y estados de ánimo. En cuanto a su proporción, la cabeza es simétrica vista de frente: su centro se sitúa en el entrecejo, con un tamaño de tres veces y media de la altura de la frente, en tres módulos que corresponden uno a la frente, otro de las cejas a la punta de la nariz y otro de la punta de la nariz al mentón.
La anatomía artística corrió en paralelo desde el Renacimiento a la científica —en la Antigua Grecia no hay datos que avalen un estudio científico del cuerpo, sino simplemente una observación realista del natural—, basada en disecciones del cuerpo humano; tanto artistas como médicos y científicos estudiaron a fondo los huesos, músculos y demás partes del cuerpo, de donde extrajeron los conocimientos que aplicaron a las obras de arte. Cabe destacar en ese sentido los estudios efectuados por Andrés Vesalio, quien en 1543 publicó De humani corporis fabrica, un estudio anatómico del cuerpo basado en disecciones, donde junto al texto destacaban múltiples láminas ilustrativas del cuerpo humano —obra de Jan van Calcar—, que sirvieron de base a los artistas para sus imágenes, basadas cada vez más en el realismo objetivo. Las láminas de este libro estaban concebidas con criterios artísticos, apareciendo esqueletos y figuras desolladas en poses artísticas o en actitudes gesticulantes, casi teatrales. Sin embargo, desde el siglo XVIII, y en paralelo a la preservación de los estudios artísticos por las academias nacionales, encargadas de la formación de los artistas, el arte y la ciencia fueron divergiendo, especializándose cada vez más y centrándose en sus respectivas funciones. La anatomía académica se basó en manuales cuyas ilustraciones, si bien presentaban esqueletos y figuras desolladas, estaban representadas de forma artística, generalmente inspiradas en la escultura antigua. Así, fue frecuente en todas las academias la presencia de maniquís articulados y de estatuas de hombres desollados, la más famosa de las cuales fue diseñada por Jean-Antoine Houdon.

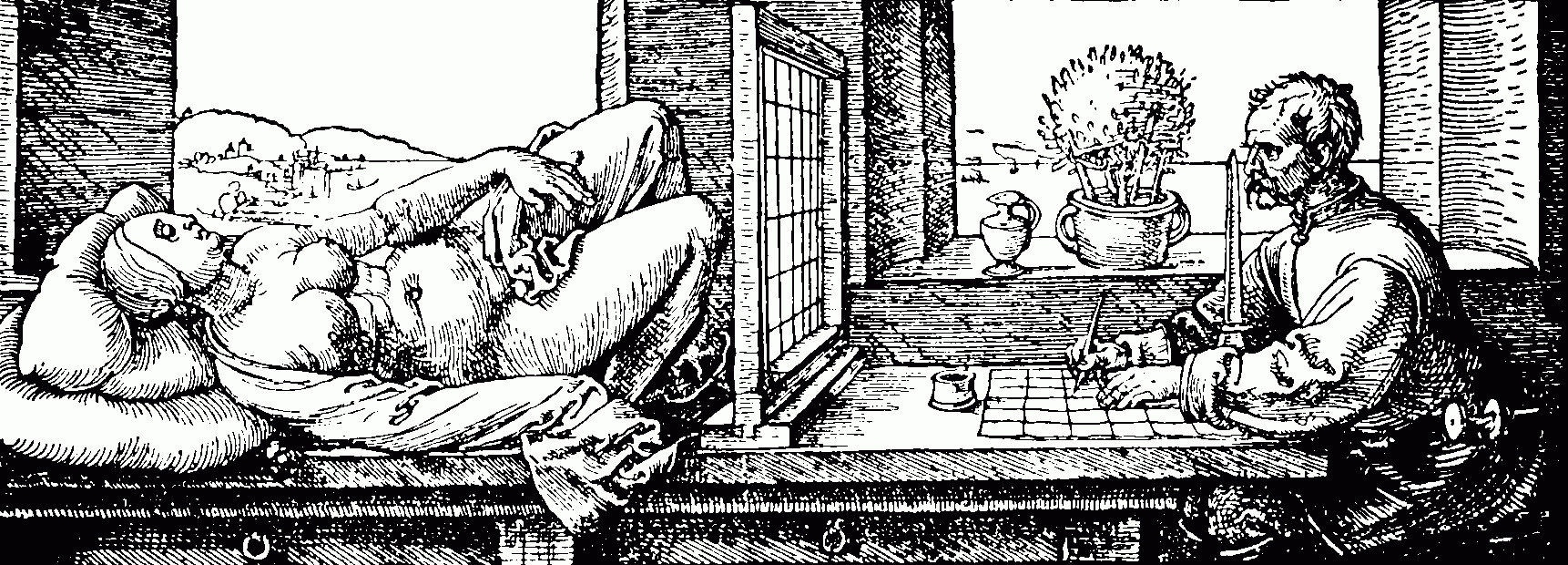
Artista y desnudo (1525), de Alberto Durero, grabado representando la toma de medidas en perspectiva para un cuadro de desnudo.

Otros aspectos a tener en cuenta en la representación humana son el movimiento y la postura: con el movimiento la anatomía sufre ligeras modificaciones de sus formas básicas, los rectángulos pueden convertirse en rombos o trapecios, las curvas se acentúan y las dimensiones se reducen. Hay que tener en cuenta los ejes transversales, principalmente de hombros y caderas, generalmente contrapuestos. Cuando la figura está en marcha, el movimiento responde a dos factores principales, el equilibrio y la tracción, que deben ser compensados. El equilibrio es esencial para la correcta colocación de la figura en la escena que lo envuelve, y para dotarla de una sensación de realismo. El centro de gravedad se sitúa en la última vértebra dorsal, y una forma de comprobar que sea correcto es trazar una línea desde el ombligo hasta los pies (o, de espaldas, desde el surco de las vértebras lumbares), que debe cortar el punto de apoyo principal —esta fórmula no es válida, lógicamente, si la figura corre o salta, circunstancias en las que es difícil establecer un correcto equilibrio—. Si la figura tiene las piernas separadas, se puede comprobar el equilibrio uniendo los vértices de un polígono trazado por las partes de la figura que se apoyan en el suelo; si la línea de gravedad corta la superficie de ese polígono, el equilibrio es real.
El movimiento se basa en dos ejes básicos: los horizontales (hombros, cintura y caderas) y los verticales (tronco, abdomen, cabeza, piernas y brazos). Uno de los más básicos, y de gran tradición artística desde el Doríforo de Policleto, es el contrapposto, en que una pierna da un paso adelante, haciendo que los hombros se inclinen en dirección contraria a las caderas. Desde esta postura, el número de variantes es infinito, procurando siempre una relación armónica entre los ejes anatómicos: por lo general, los verticales dependen de los horizontales, articulándose en función del movimiento principal del cuerpo.
En cuanto a la postura, la representación de figuras en perspectiva se basa en el escorzo, que supone reajustar las proporciones para compensar el factor de la distancia en el punto de vista. El escorzo puede ser de la figura entera o de una parte de su anatomía, según el punto de vista del espectador. Por ejemplo, cuando una figura aparece acostada, sus proporciones se acortan por la perspectiva, resultando que, desde una posición elevada, que suele ser la más habitual, las dimensiones cercanas parecen mayores que las alejadas.
La base del desnudo artístico es el dibujo, la realización de un boceto o un croquis sobre cuya base se realizará la imagen final. En el dibujo académico, estos bocetos se llaman precisamente «academias», y suelen estar realizados al carboncillo, con gran detallismo y fijándose especialmente en el modelado de luces y sombras. Por lo general, se emplea la técnica del sombreado, extendiendo las manchas iniciales del carboncillo con un trapo, para conseguir un primer grupo de bloques en claroscuro; luego se aplica un difumino para acabar de elaborar la figura, abriendo blancos si es necesario con goma maleable. También se puede aplicar tiza o creta blanca para realzar el volumen, mientras que otros artistas prefieren la aplicación de cretas de colores —de los que los más habituales son siena, sepia y sanguina—. También se puede dibujar a tinta con plumilla o caña.
|                                                                    |
| Copia de la estatua Fauno danzando, de Anton Raphael Mengs (1778). |

| |
| Estudio para el Juramento del Juego de Pelota (1791), de Jacques-Louis David, Musée National du Château, Versalles. |

|                                            |
| Desnudo académico de Pierre-Paul Prud'hon. |

|                                                                       |
| Estudio para La Edad de Oro (1862), de Jean Auguste Dominique Ingres. |

|                                                    |
| Estudio de desnudo: aspiración, de Carlos Schwabe. |

Un factor que articula la figura humana es la luz, que afecta al volumen y genera diversos límites según los juegos de luz y sombra (claroscuro), enriqueciendo el perfil anatómico. La luz permite matizar la superficie del cuerpo, y proporciona una sensación de tersura y suavidad a la piel. Es importante la focalización de la luz, ya que su dirección interviene en el contorno general de la figura y en la iluminación de su entorno: por ejemplo, la luz frontal hace desaparecer las sombras, atenuando el volumen y la sensación de profundidad, a la vez que remarca el color de la piel. En cambio, una iluminación parcialmente lateral provoca sombras y proporciona relieve a los volúmenes, y si es desde un costado la sombra cubre el lado opuesto de la figura, que aparece con un volumen realzado. Por otro lado, a contraluz el cuerpo se muestra con un halo característico en su contorno, mientras que el volumen adquiere una sensación ingrávida. Con una iluminación cenital, la proyección de sombras desdibuja el relieve, y da una apariencia algo fantasmagórica, igual que pasa iluminando desde abajo —aunque este último es poco frecuente—. Un factor determinante es el de las sombras, que generan una serie de contornos aparte de los anatómicos que proporcionan dramatismo a la imagen. Junto a los reflejos luminosos, la gradación de sombras genera una serie de efectos de gran riqueza en la figura, que el artista puede explotar de diversas maneras para conseguir distintos resultados de mayor o menor efectismo. También hay que tener en cuenta que la luz directa o la sombra sobre la piel modifican el color, variando la tonalidad desde el característico rosa pálido hasta el gris o el blanco. La luz también puede ser tamizada por objetos que se interpongan en su trayectoria (como cortinas, telas, jarrones u objetos varios), generando diversos efectos y coloridos sobre la piel.

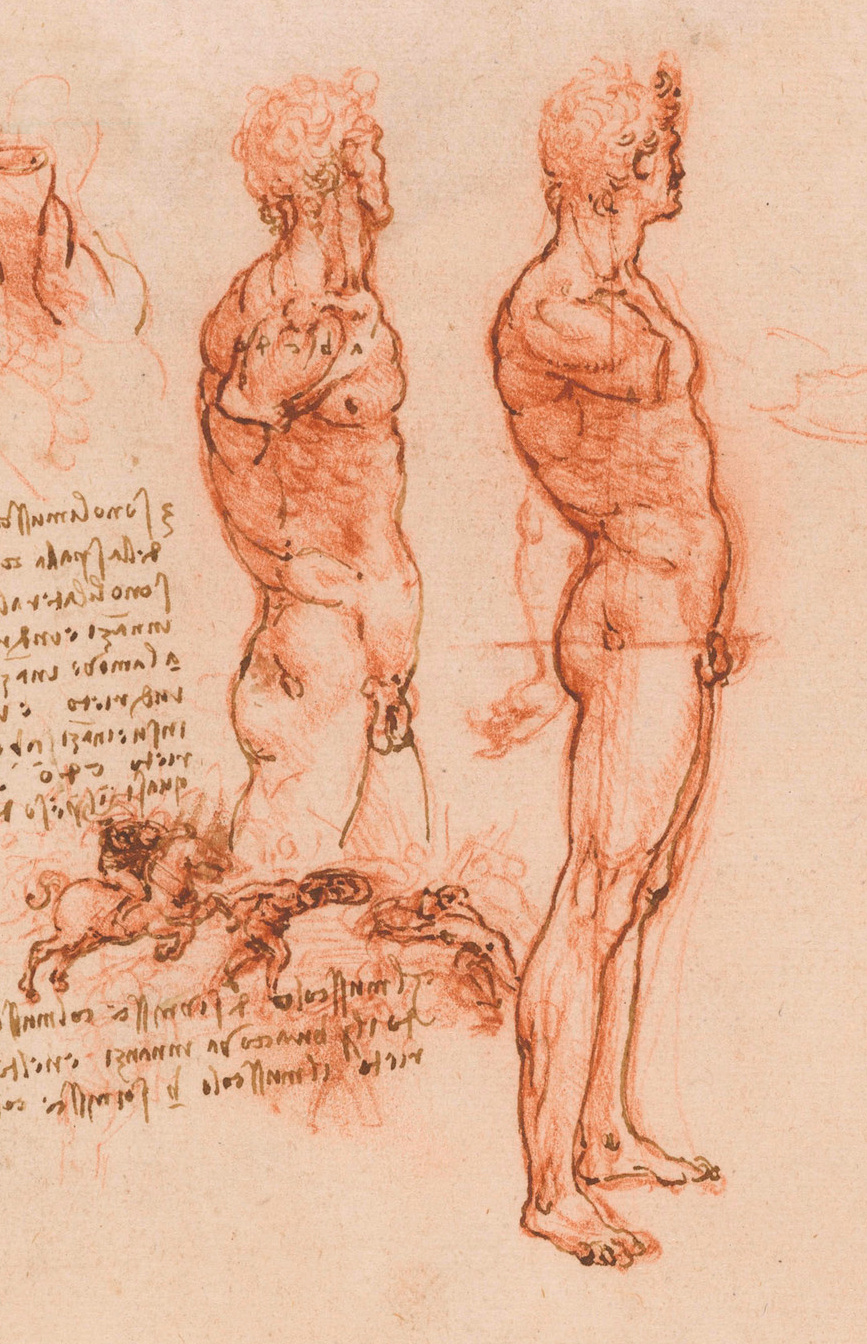
Estudio anatómico de Leonardo Da Vinci.

Existen dos principales modalidades técnicas para la realización del desnudo: el «valorismo» se centra en la descripción anatómica y en los efectos de luz; el «colorismo» se enmarca más en la pintura plana y en el contraste puro entre tonalidades. En la pintura por valores se parte de un color (tono local) que se va aclarando u oscureciendo, lo que enfatiza el volumen, más rotundo y de intenso modelado, y genera potentes claroscuros y relieves casi escultóricos. En cambio, la pintura por colores —de origen impresionista— tiende a la plenitud cromática y lumínica, sin fuertes contrastes, sustituyendo los claros y oscuros de la figura por distintos colores, y no por efectos lumínicos. Esto genera unos contornos más matizados, expresando las luces y sombras con tonos fríos o cálidos.
En cuanto al cromatismo, si bien el punto de partida es el color carne, este puede variar del rosa pálido al ocre o el anaranjado, aunque por lo general no presenta una coloración saturada. Asimismo, las sombras que genera pueden variar del verde pálido al gris azulado o los tonos rosa o siena. Las carnaciones suelen partir de un ocre anaranjado, que se suele oscurecer con siena tostado o aclarar con blanco frío. Otros artistas parten de un rosa blanquecino, oscurecido con verdes y azules pálidos (para sombras claras) o con rojos y carmines (para sombras oscuras). Sin embargo, hay que remarcar que no existe un color carne de validez universal, ya que presenta tantas gradaciones y es tan difícil de interpretar como el color del mar.

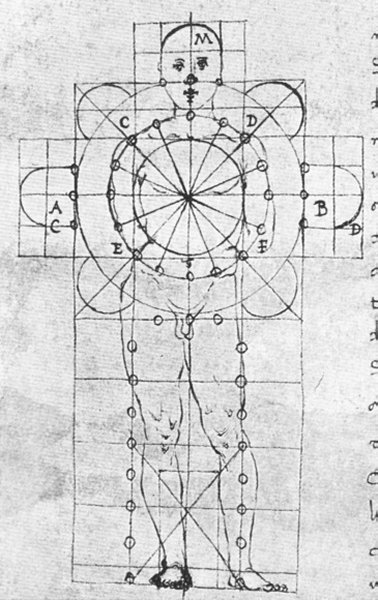
Estudio de proporciones de una basílica en relación al cuerpo humano (segunda mitad del siglo XV), de Francesco di Giorgio Martini, Biblioteca Nazionale, Florencia. Los teóricos del Renacimiento consideraban que la arquitectura podía plantearse con los mismos patrones de simetría que el cuerpo humano.

Las principales técnicas pictóricas para la realización del desnudo son la acuarela, el pastel y el óleo. La acuarela proporciona mayor tersura y delicadez a la anatomía, aunque sintetiza el relieve muscular y requiere gran precisión para su ejecución, ya que no permite la rectificación. Por lo general, primero se emplean aguadas para crear grandes zonas de color y comprobar el efecto de los tonos, sobre las que se realiza el modelado aplicando capas de color, añadiendo tonos oscuros para crear volumen. Por último, se pueden hacer retoques sobre el papel seco, especialmente para remarcar los detalles. La pintura al pastel enfatiza los efectos de color y luz, aunque no proporciona mucho detallismo a la figura. Sobre una base realizada en dibujo se van aplicando capas de color, que crean tonalidades de gran calidez y aspecto lumínico. La pintura al óleo proporciona detallismo dibujístico, riqueza cromática e intensidad lumínica, otorgando una síntesis óptima a la representación artística de la anatomía. Sobre el dibujo se aplica un manchado de colores diluidos, para ajustar los tonos y equilibrar las luces y sombras; después se realiza el modelado, aplicando un color más espeso para perfilar volúmenes, matizar superficies, remarcar o suavizar las sombras y establecer la atmósfera general de la imagen.

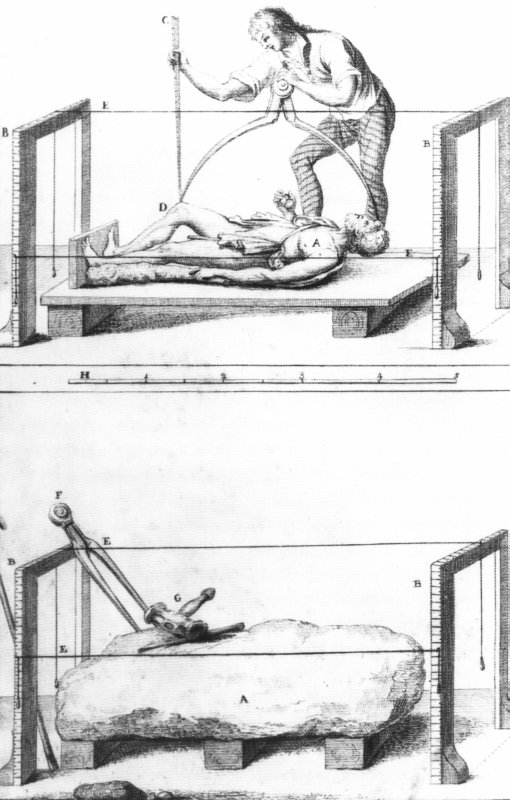
Técnica por puntos: Istruzione Elementare per gli Studiosi della Scultura (lámina IX), de Francesco Carradori, Florencia, 1802.

En cuanto a la escultura, la representación escultórica del cuerpo requiere gran destreza y habilidad, así como un sentido plástico de la imagen volumétrica, ya que la imagen presenta tres dimensiones, y es necesario estructurarla según múltiples puntos de vista. Hay que tener en cuenta factores como el espacio y la masa, que delimitan la realidad física de la obra; la superficie, cuya textura, tratamiento y acabado puede influir no solo en su aspecto visual, sino en la incidencia de la luz sobre el material; el movimiento, que refleja tensiones dinámicas e influye en la sinuosidad del contorno; y el color, que puede ser el natural de la materia utilizada o puede ser aplicado sobre la obra —en la Antigua Grecia, la escultura era policromada, aunque actualmente haya perdido el color, hecho que ha influido en la valoración de la escultura clásica y que ha determinado la actual preferencia por la escultura desprovista de valores cromáticos—.
Otro aspecto fundamental es la elección del material, del que dependerá la utilización de las diversas técnicas escultóricas. Según el material, se puede trabajar en tres sistemas: «aditivo», modelando y añadiendo materia, generalmente en materias blandas (cera, plastilina, barro); «sustractivo», eliminando materia hasta descubrir la figura, generalmente en materiales duros (piedra, mármol, madera, bronce, hierro); y «mixto», añadiendo y quitando. También se puede hacer por fundición, a través de un molde. Hecha la escultura, se puede dejar al natural o policromarla, con colorantes vegetales o minerales o en encausto, al temple o al óleo, en dorado o estofado (imitación de oro). Otras técnicas son el relieve, la talla, el estuco y la terracota.
Antes de realizar la escultura, muchos artistas prefieren hacer esbozos en dibujo, estudiando la plasticidad de las masas y los efectos de luz y sombreado, que proporciona volumen. El paso siguiente es el modelado, el dar forma a la materia, que puede ser directo —trabajar en la obra original, con el riesgo de cometer errores imposibles de rectificar—, o con diversos procedimientos. En Grecia se inventó alrededor del siglo V a. C. una técnica escultórica para traspasar las proporciones del cuerpo humano partiendo de un modelo de yeso o arcilla: se marcaba el modelo con puntos en los extremos, se medía la distancia entre estos puntos y una plomada o estructura de madera, y se trasladaba la equivalencia al bloque de piedra o mármol que se iba a utilizar, taladrando unos agujeros hasta la profundidad indicada; posteriormente, se rebajaba el material hasta la marca estipulada. Esta técnica pervivió hasta el siglo XIX, en que se introdujeron nuevas técnicas de medición y traslación de proporciones.

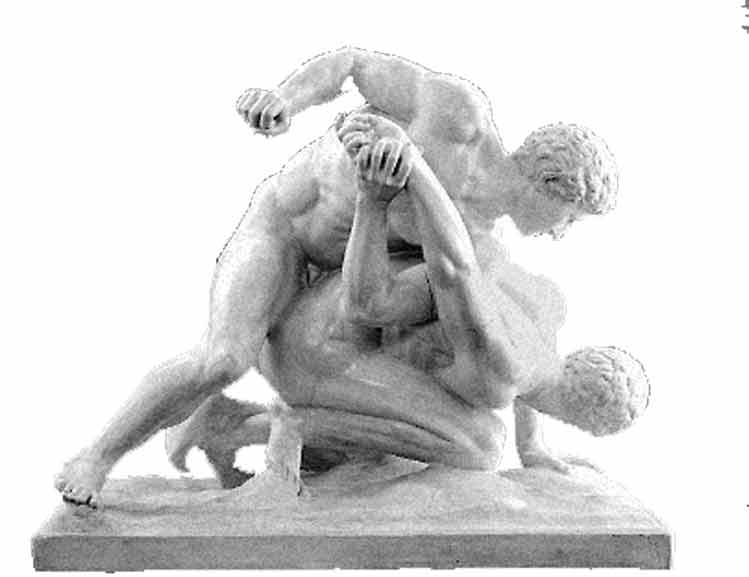
Luchadores, copia romana en mármol de un original griego del siglo III a.C.
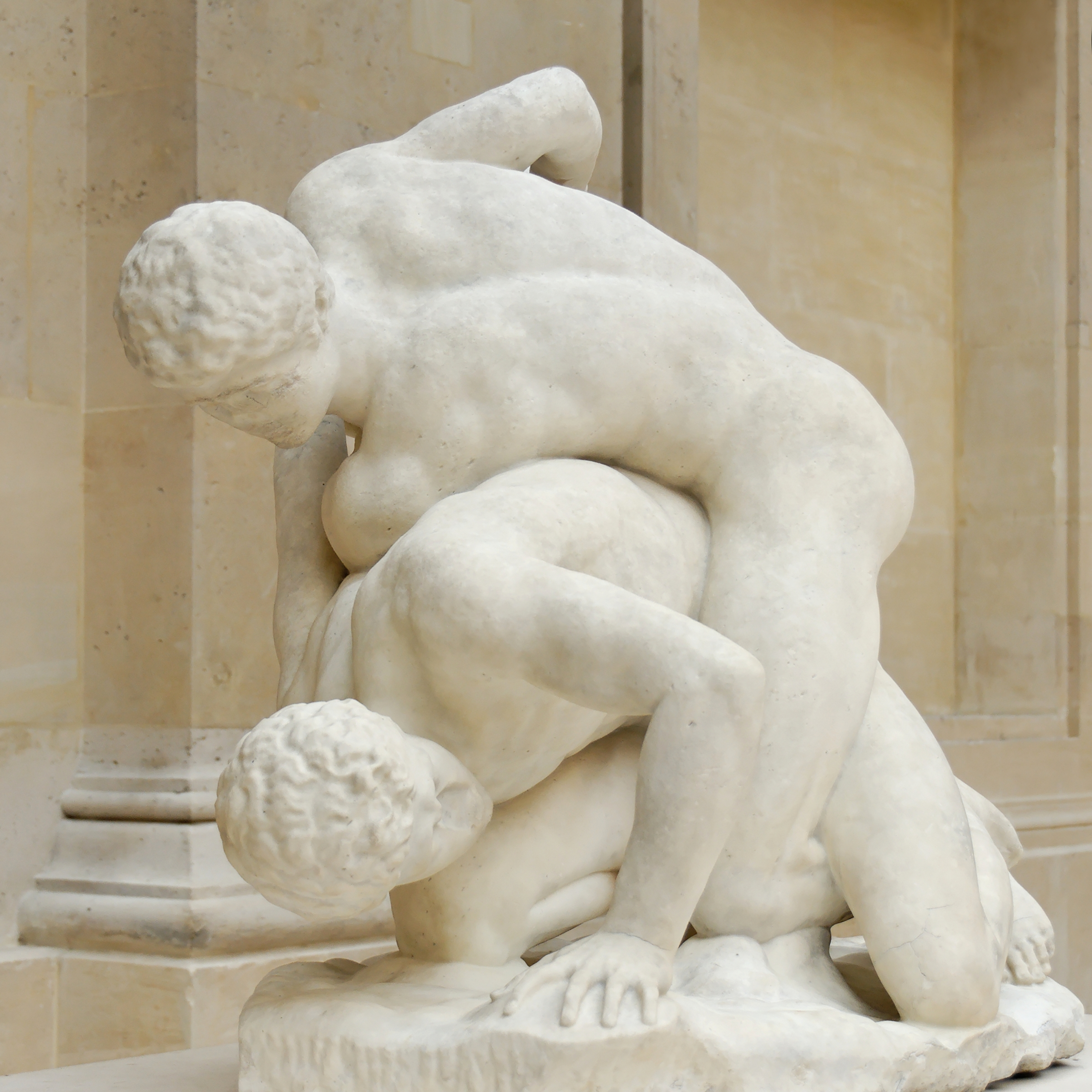
Copia realizada por Philippe Magnier para el Palacio de Versalles de los mismos luchadores (1684-1688).
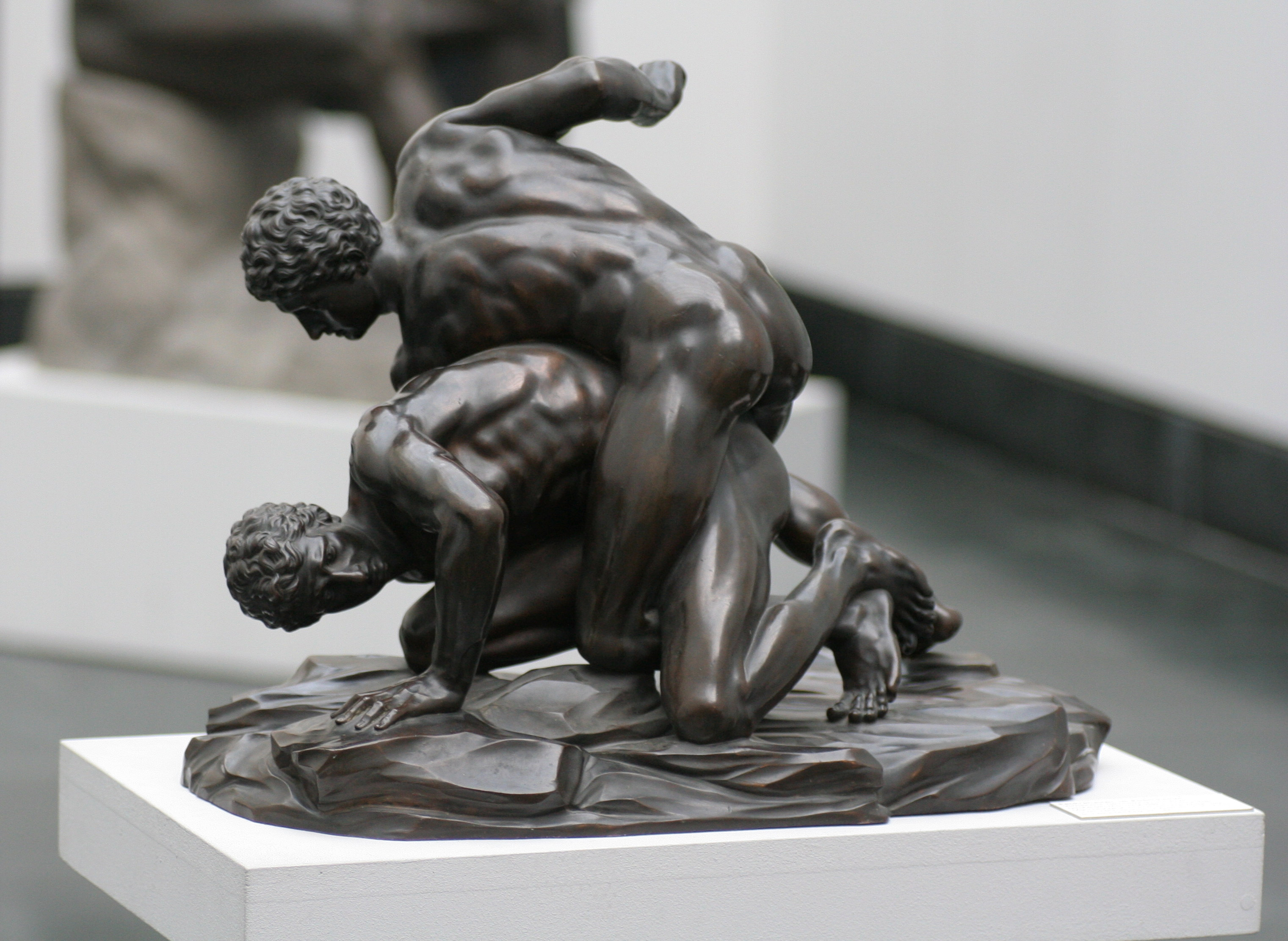
Pequeña reproducción en bronce existente en Múnich del mármol romano.

## Historia

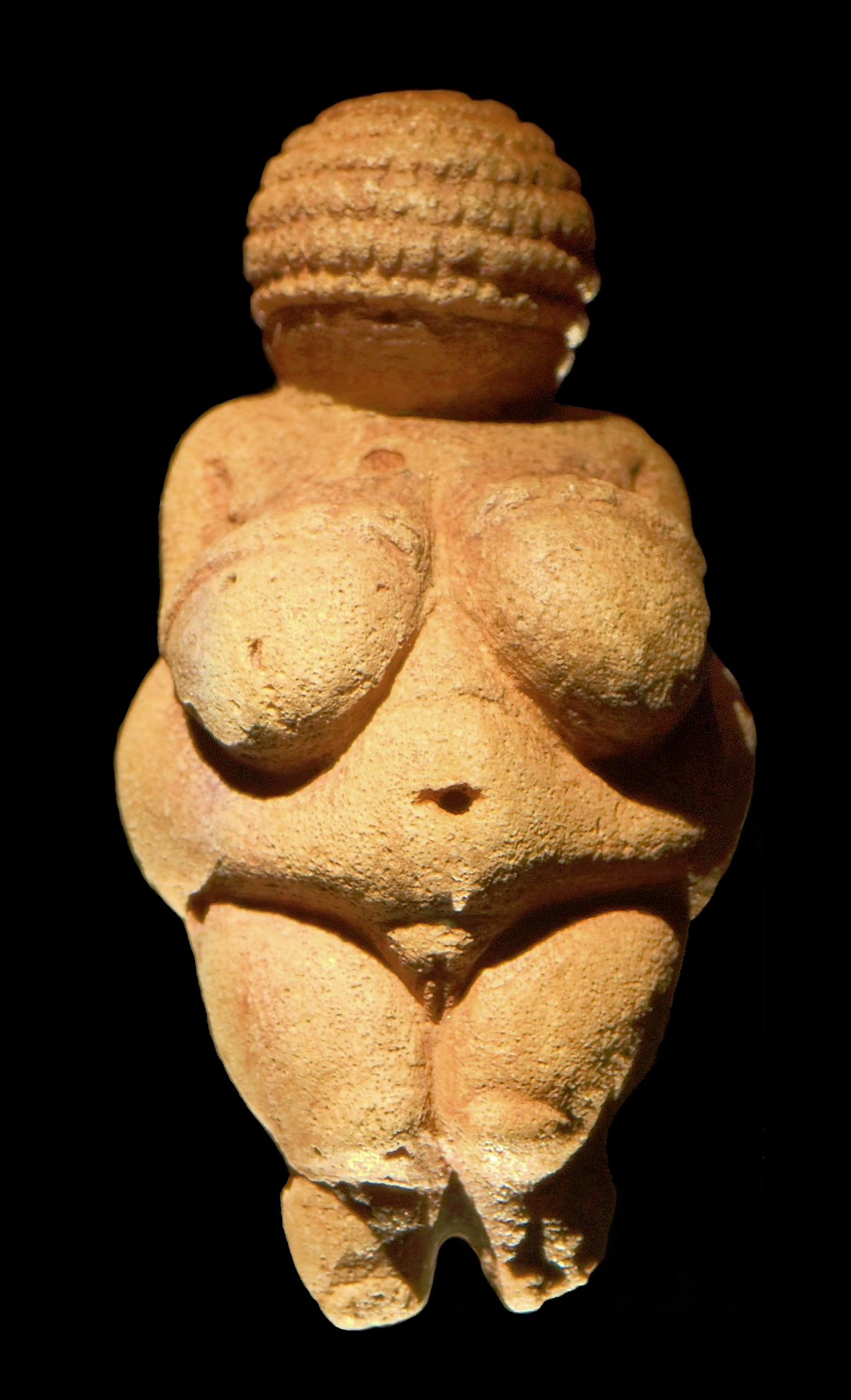
Venus de Willendorf, Museo de Historia Natural de Viena (circa 25000 a. C.)

### Prehistoria
El arte prehistórico es el desarrollado desde la Edad de Piedra (paleolítico superior, mesolítico y neolítico) hasta la Edad de los Metales, periodos donde surgieron las primeras manifestaciones que se pueden considerar como artísticas por parte del ser humano. En el arte paleolítico el desnudo estaba fuertemente vinculado al culto a la fertilidad, como se puede apreciar en la representación del cuerpo humano femenino —las llamadas «venus»—, generalmente de formas algo obesas, con pechos generosos y abultadas caderas. Destacan las venus de Willendorf, Lespugue, Menton y Laussel. A nivel masculino, la representación del falo —generalmente erecto—, en forma aislada o en cuerpo completo, era igualmente signo de fertilidad, como en el llamado Gigante de Cerne Abbas (Dorset, Inglaterra). También existen casos de representación de la figura humana desnuda en la pintura rupestre, reducida a trazos esquemáticos, destacando los órganos sexuales.

### Arte Antiguo
Puede llamarse así a las creaciones artísticas de la primera etapa de la historia, destacando las grandes civilizaciones del Próximo Oriente: Egipto y Mesopotamia. En Egipto la desnudez era vista con naturalidad, y abunda en representaciones de escenas cortesanas, especialmente en danzas y escenas de fiestas y celebraciones. Pero también está presente en los temas religiosos, y muchos de sus dioses representados en forma antropomórfica aparecen desnudos o semidesnudos en estatuas y pinturas murales. Igualmente aparece en la representación del propio ser humano, sea faraón o esclavo, militar o funcionario, como el famoso Escriba sentado del Louvre. Por contrapartida, en Mesopotamia, cercana geográfica y cronológicamente al Antiguo Egipto, el desnudo es prácticamente desconocido, excepto algún relieve asirio como Asurbanípal cazando leones (British Museum), o algunas escenas de tortura de prisioneros, mientras que en la vertiente femenina solo hallamos los pechos desnudos de un bronce caldeo representando una joven canéfora, presente en el Louvre. Tampoco encontramos desnudos en el arte fenicio o judío, donde la ley mosaica prohibía la representación humana.

### Arte clásico

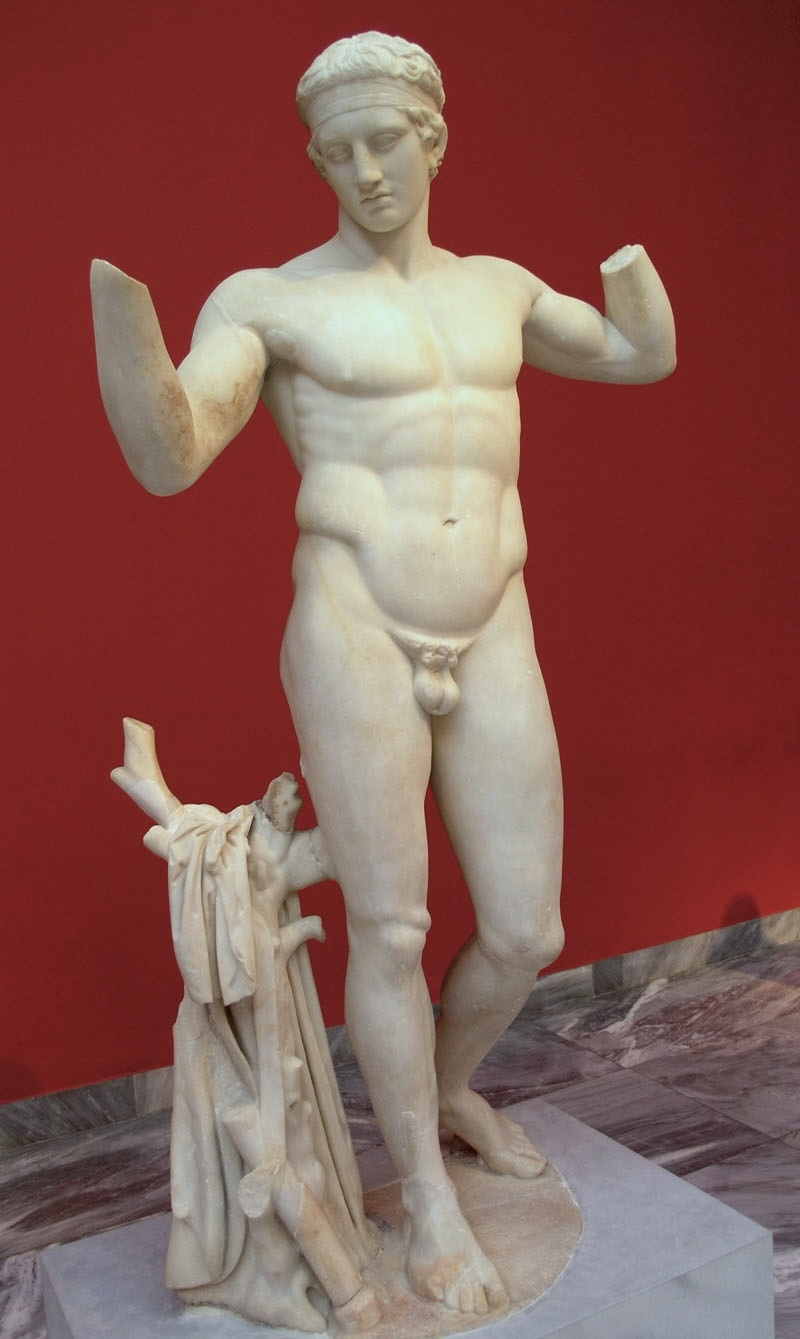
El Diadumeno (430 a. C.), de Policleto, Museo Arqueológico Nacional de Atenas.

Se denomina arte clásico al desarrollado en las antiguas Grecia y Roma, cuyos adelantos tanto científicos como materiales y de orden estético aportaron a la historia del arte un estilo basado en la naturaleza y en el ser humano, donde preponderaba la armonía y el equilibrio, la racionalidad de las formas y los volúmenes, y un sentido de imitación («mímesis») de la naturaleza que sentaron las bases del arte occidental, de tal forma que la recurrencia a las formas clásicas ha sido constante a lo largo de la historia en la civilización occidental.

#### Grecia
En Grecia se desarrollaron las principales manifestaciones artísticas que han marcado la evolución del arte occidental. Tras unos inicios donde destacaron las culturas minoica y micénica, el arte griego se desarrolló en tres periodos: arcaico, clásico y helenístico. Grecia fue el primer lugar donde se representó el cuerpo humano de una forma naturalista, lejos del hieratismo y la esquematización de las culturas precedentes. Para los griegos, el ideal de belleza era el cuerpo masculino desnudo, que simbolizaba la juventud y la virilidad, como los atletas de los Juegos Olímpicos, que competían desnudos. El desnudo griego era a la vez naturalista e idealizado: naturalista en cuanto a la representación fidedigna de las partes del cuerpo, pero idealizado en cuanto a la búsqueda de unas proporciones armoniosas y equilibradas, desechando un tipo de representación más real que mostrase las imperfecciones del cuerpo o las arrugas de la edad.
El primer exponente del desnudo masculino lo constituyen un tipo de figuras que representan a atletas, dioses o héroes mitológicos, llamadas kouros (kouroi en plural), pertenecientes al periodo arcaico (siglos siglo VII a. C.-siglo V a. C.) —su variante femenina es la koré (korai en plural), que sin embargo solían representar vestida—. Posteriormente, el desnudo tuvo una lenta pero constante evolución desde las formas rígidas y geométricas de los kouroi hasta las líneas suaves y naturalistas del periodo clásico, con un nuevo concepto a la hora de diseñar la escultura, pasando de la idealización a la imitación. En esta época surgieron las principales figuras de la escultura clásica griega: Mirón, Fidias, Policleto, Praxíteles, Escopas, Lisipo, etc. Durante el período helenístico —iniciado con el reinado de Alejandro Magno, en que la cultura griega se expandió por todo el Mediterráneo oriental—, las figuras adquirieron un mayor dinamismo y torsión del movimiento, que denotaban sentimientos exacerbados y expresiones trágicas, rompiendo el sereno equilibrio de la época clásica, como en su obra cumbre, el Laocoonte y sus hijos (siglo II a. C.).

#### Roma
Con un claro precedente en el arte etrusco, el arte romano recibió una gran influencia del arte griego. Gracias a la expansión del Imperio Romano, el arte clásico grecorromano llegó a casi todos los rincones de Europa, norte de África y Próximo Oriente, sentando la base evolutiva del futuro arte desarrollado en estas zonas. La mayor parte de estatuas romanas son copias de obras griegas, o están inspiradas en ellas, como el Torso del Belvedere (50 a. C.), la Venus de Médici (siglo I a. C.) o el Grupo de San Ildefonso (10 a. C.). Más original fue su pintura, de la que nos han llegado numerosas muestras gracias sobre todo a las excavaciones en Pompeya y Herculano, donde existen numerosas escenas en las que abunda el desnudo, con clara tendencia al erotismo, mostrado sin tapujos, como una faceta más de la vida.

### Arte medieval

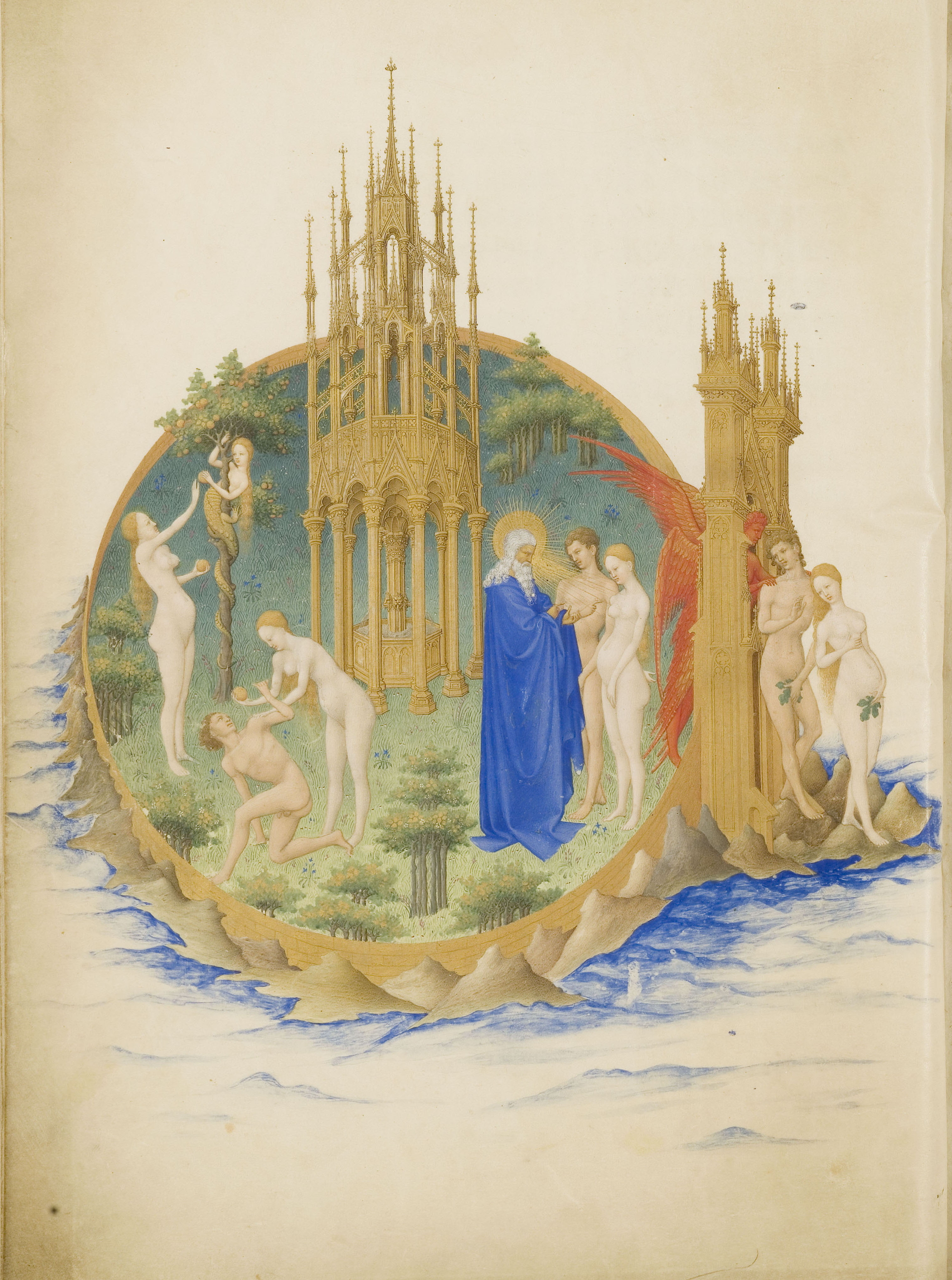
El Pecado y la Expulsión del Paraíso, de Las muy ricas horas del Duque de Berry (1416), Hermanos Limbourg, Museo Condé, Chantilly.

La caída del Imperio Romano de Occidente marcó el inicio en Europa de la Edad Media, etapa de cierta decadencia política y social, pues la fragmentación del imperio en pequeños estados y la dominación social de la nueva aristocracia militar supuso la feudalización de todos los territorios del antiguo Imperio. El cristianismo impregnó la mayor parte de la producción artística medieval, en la que se sucedieron diversas fases: desde el arte paleocristiano, pasando por el prerrománico, hasta el románico y el gótico, incluyendo el bizantino y el de los pueblos germánicos.
Con la desaparición de las religiones paganas se perdió la mayor parte del contenido iconográfico relacionado con el desnudo, que quedó circunscrito a los escasos pasajes de las Sagradas Escrituras que lo justificaban, como Adán y Eva en el Paraíso o el martirio y crucifixión de Jesucristo. En los pocos casos de representación del desnudo son figuras angulosas y deformadas, alejadas del armonioso equilibrio del desnudo clásico, cuando no son formas deliberadamente feas y maltrechas, como señal del desprecio que se sentía por el cuerpo, que era considerado un simple apéndice del alma. El período gótico supuso un tímido intento de rehacer la figura humana, más elaborada y partiendo de unas premisas más naturalistas, pero bajo un cierto convencionalismo que sujetaba las formas a una rigidez y una estructura geometrizante que supeditaba el cuerpo al aspecto simbólico de la imagen, siempre bajo premisas de la iconografía cristiana. El desnudo más o menos naturalista empezó a aparecer con timidez en la Italia prerrenacentista, especialmente en la obra de Nicola Pisano, Giovanni Pisano y Giotto.

### Arte de la Edad Moderna

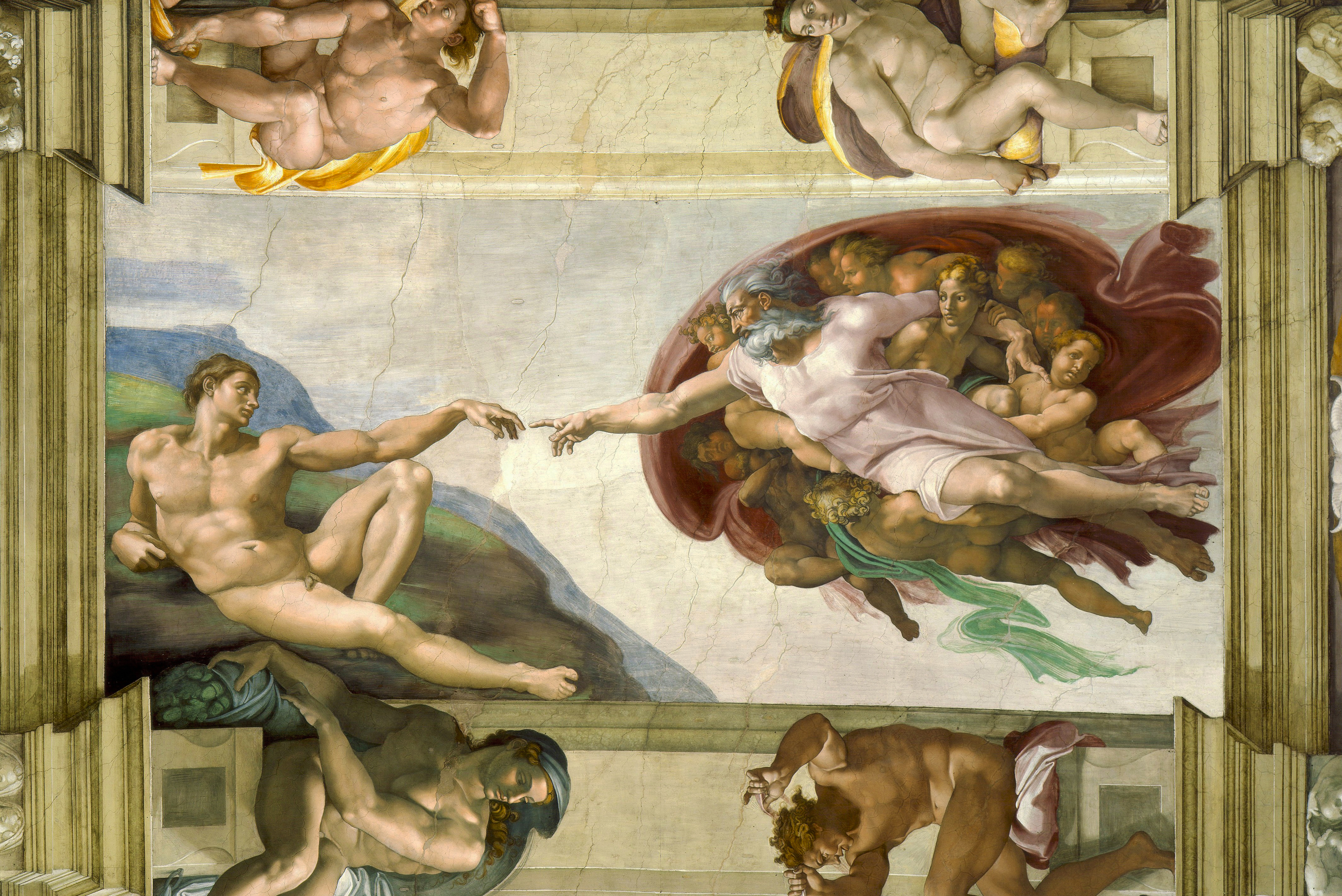
La creación de Adán (1508-1512), de Miguel Ángel, Capilla Sixtina, Vaticano.

El arte de la Edad Moderna —no confundir con arte moderno, que se suele emplear como sinónimo de arte contemporáneo— se desarrolló entre los siglos XV y XVIII. La Edad Moderna supuso cambios radicales a nivel político, económico, social y cultural: la consolidación de los estados centralizados supuso la instauración del absolutismo; los nuevos descubrimientos geográficos —especialmente el continente americano— abrieron una época de expansión territorial y comercial, suponiendo el inicio del colonialismo; la invención de la imprenta conllevó una mayor difusión de la cultura, que se abrió a todo tipo de público; la religión perdió la preponderancia que tenía en la época medieval, a lo que coadyuvó el surgimiento del protestantismo; a la vez, el humanismo surgió como nueva tendencia cultural, dejando paso a una concepción más científica del hombre y del universo.

#### Renacimiento

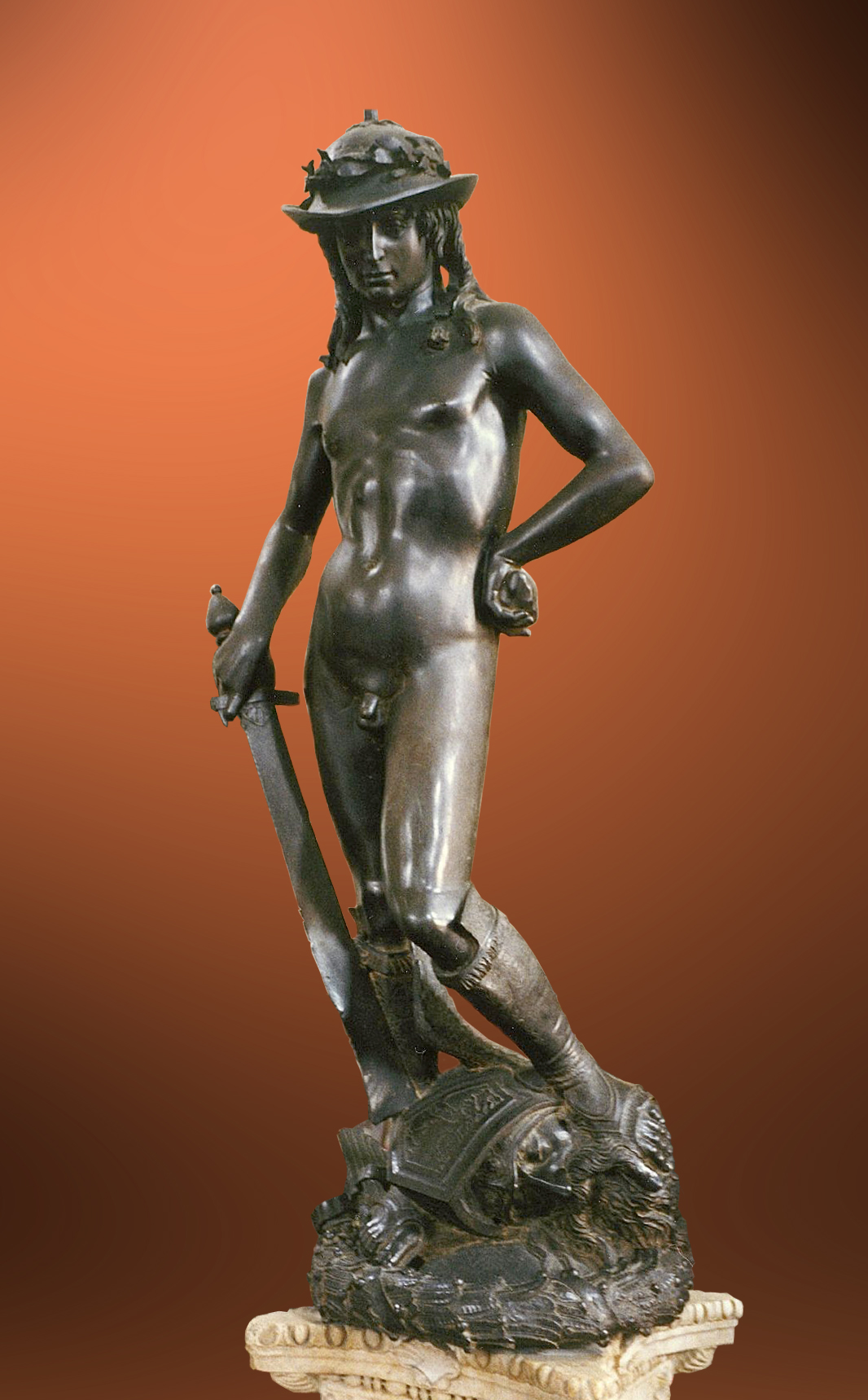
David (circa 1440), de Donatello, Museo Nazionale del Bargello, Florencia.

Surgido en Italia en el siglo XV (Quattrocento), se expandió por el resto de Europa desde finales de ese siglo e inicios del XVI. Los artistas se inspiraron en el arte clásico grecorromano, por lo que se habló de «renacimiento» artístico tras el oscurantismo medieval. Estilo inspirado en la naturaleza, surgieron nuevos modelos de representación, como el uso de la perspectiva. Sin renunciar a la temática religiosa, cobró mayor relevancia la representación del ser humano y su entorno, apareciendo nuevas temáticas como la mitológica o la histórica, o nuevos géneros como el paisaje o el bodegón, lo que influyó en la revitalización del desnudo.
El desnudo renacentista se inspiró en modelos clásicos grecorromanos, aunque con una función diferente de la que tenía en la antigüedad: si en Grecia el desnudo masculino ejemplificaba la figura del héroe, en la Italia renacentista el desnudo tiene un carácter más estético, más vinculado a una nueva forma de entender el mundo alejada de preceptos religiosos, el ser humano nuevamente como centro del universo. Destacó entonces principalmente el desnudo femenino, debido al mecenazgo de nobles y ricos comerciantes que demostraban de esa forma su posición privilegiada en la sociedad.
Una de las primeras obras que rompían con el pasado y suponían un retorno a los cánones clásicos fue el David de Donatello (circa 1440), obra de gran originalidad que se adelantó a su tiempo, ya que durante los siguientes cincuenta años no hubo realizaciones con las que se la pudiese comparar. Con posterioridad a Donatello, el desnudo fue practicado por artistas como Antonio Pollaiuolo, Botticelli y Luca Signorelli, con obras de gran dinamismo. Un clasicismo más sereno se percibe en la Italia central, como en Piero della Francesca, Perugino o Rafael. En cambio, Leonardo Da Vinci se alejó de los cánones clásicos, con figuras naturalistas diseñadas según sus amplios estudios de anatomía. La culminación del desnudo renacentista se produjo en la obra de Miguel Ángel, para el que el cuerpo humano desnudo tenía un carácter divino que le otorgaba una dignidad inigualable en cualquier otro desnudo contemporáneo, en obras como el David (1501-1504), el Esclavo moribundo (1513), La creación de Adán (1508-1512) o el Juicio Final (1536-1541).
En el siglo XVI el desnudo tuvo una amplia difusión gracias a los grabados publicados sobre obras clásicas grecorromanas, especialmente los producidos por Marcantonio Raimondi. Surgió entonces la escuela veneciana, que realizó importantes contribuciones al desnudo, no solo en la continuidad de ciertos planteamientos clasicistas, sino también en la innovación y experimentación de nuevas vías técnicas y estilísticas, con artistas como Giovanni Bellini, Giorgione, Tiziano, Tintoretto y Paolo Veronese. En el segundo cuarto del siglo XVI surgió el manierismo, con el que en cierta forma comienza el arte moderno: las cosas ya no se representan tal como son, sino tal como las ve el artista. El desnudo manierista es de formas alargadas, exageradas, esbeltas, de una elegancia casi amanerada. Destacan Parmigianino, Bronzino, Baccio Bandinelli, Bartolomeo Ammannati, Benvenuto Cellini, Giambologna, Pontormo y Rosso Fiorentino.
Durante el siglo XVI, la aceptación del desnudo como tema artístico, que se trasladó de Italia al resto de Europa, generó una gran demanda de estas obras, especialmente en Alemania y los Países Bajos, con artistas como Lucas Cranach el Viejo, Alberto Durero, Hans Baldung, El Bosco, Jan Brueghel de Velours y Jan Gossaert. En Francia se desarrolló la Escuela de Fontainebleau, caracterizada por un gusto cortesano y sensualista, decorativo, voluptuoso, de una elegancia lánguida. En España el influjo renacentista llegó tarde, subsistiendo hasta casi mediados del siglo XVI las formas góticas. El Greco fue uno de los principales innovadores de la pintura española de la época, con figuras largas y desproporcionadas donde no deja de exponer figuras desnudas más o menos justificadas por el tema.

#### Barroco

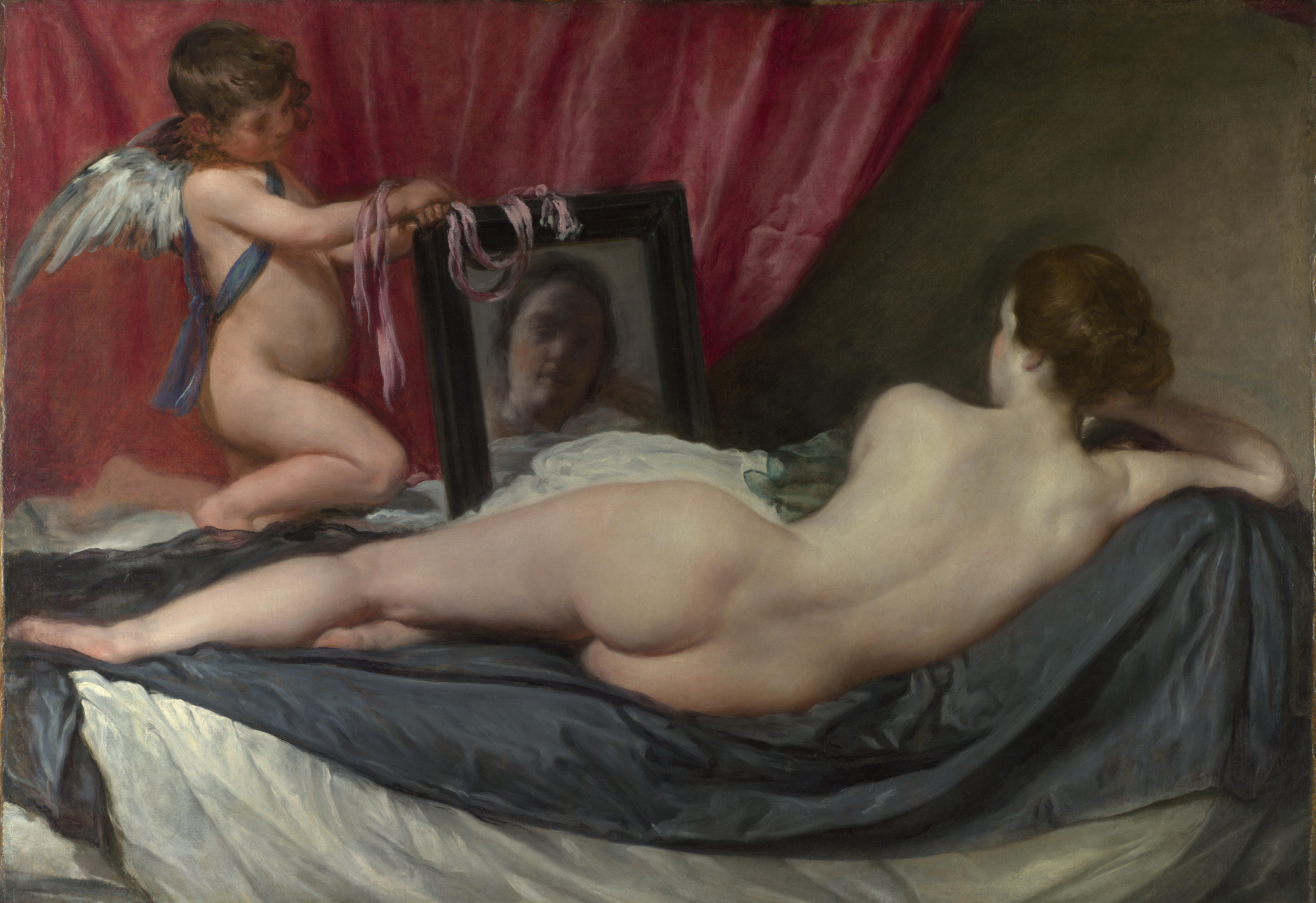
Venus del espejo (1647-1651), de Diego Velázquez, National Gallery, Londres.

El barroco se desarrolló entre el siglo XVII y principios del XVIII. El arte se volvió más refinado y ornamentado, con pervivencia de un cierto racionalismo clasicista pero con formas más dinámicas y efectistas, con gusto por lo sorprendente y anecdótico, por las ilusiones ópticas y los golpes de efecto. Durante el barroco siguió predominando el desnudo femenino, como objeto de placer del mecenas aristocrático, que se recreaba en este tipo de composiciones, donde generalmente la mujer tenía un papel subordinado al hombre.
El barroco tuvo como principal heraldo del desnudo a Peter Paul Rubens, cuyas figuras femeninas robustas y de una carnal sensualidad marcaron época en el concepto estético de belleza de su tiempo, con obras como Las tres Gracias (1636-1639) o el Juicio de Paris (1639). Autor de más de dos mil cuadros, quizá sea el artista que más desnudos ha representado en la historia. En el lado opuesto al idealismo de Rubens se sitúa la obra de Rembrandt, heredero de las formas redondeadas del desnudo nórdico de origen gótico, con figuras tratadas de forma realista, igual de exuberantes que las de Rubens pero más mundanas, sin disimular los pliegues de la carne o las arrugas de la piel, con un patetismo que acentúa la cruda materialidad del cuerpo, en su aspecto más humillante y lastimoso. En Italia destacó la obra de Gian Lorenzo Bernini, arquitecto y escultor que escenificó el boato de la Roma papal de una forma suntuosa y grandilocuente, y cuyas obras expresan el movimiento dinámico y sinuoso tan propio del barroco, como en su David lanzando su honda (1623-1624) o Apolo y Dafne (1622-1625). Otro gran creador fue Caravaggio, que inició un estilo conocido como naturalismo o caravagismo, basado en la estricta realidad natural y caracterizado por la utilización del claroscuro (tenebrismo) en aras de conseguir efectos dramáticos y sorprendentes gracias a la interacción entre luces y sombras.
Entre Italia y Francia se originó otra corriente denominada clasicismo, igualmente realista pero con un concepto de la realidad más intelectual e idealizado, y donde la temática mitológica era evocadora de un mundo de perfección y armonía, parangonable a la Arcadia romana. Se inició en la Escuela Boloñesa, de la mano de Annibale Carracci, destacando igualmente Guido Reni, Francesco Albani y Nicolas Poussin. España siguió siendo en esta época un país artísticamente casto y recatado, donde el desnudo se veía con ojos pudorosos, siendo predominantemente de tema religioso, como se percibe en la obra de Francisco Ribalta, José de Ribera, Francisco Zurbarán, Gregorio Fernández y Pedro de Mena. Algo más de libertad tuvo Diego Velázquez, sin duda por su puesto como pintor real, por lo que pudo efectuar más desnudos que cualquier otro artista español de su tiempo, destacando la Venus del espejo (1647-1651), uno de los desnudos más magníficos y afamados de la historia.

#### Rococó

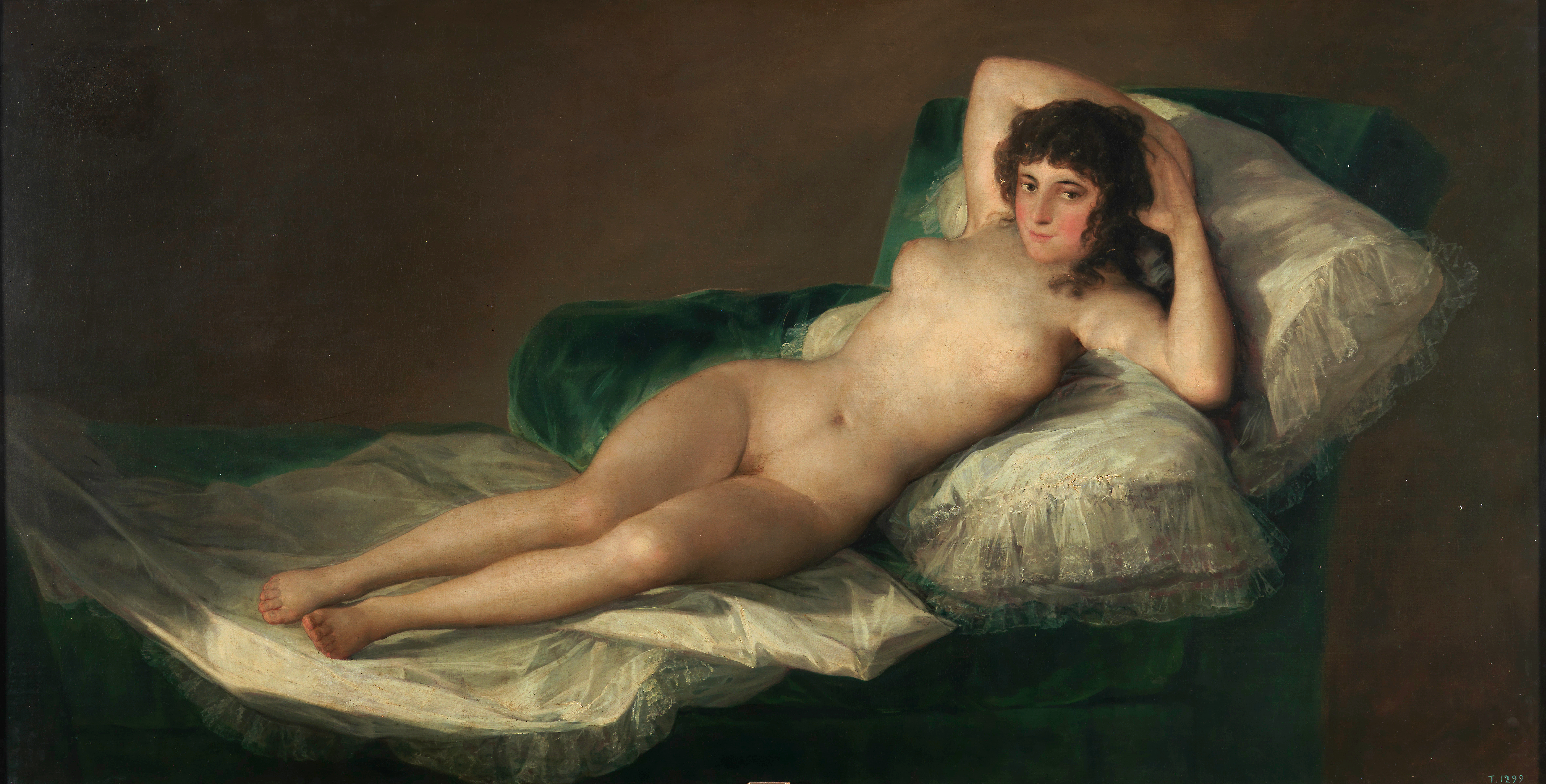
La maja desnuda (1797-1800), de Francisco de Goya, Museo del Prado, Madrid.

Desarrollado en el siglo XVIII —en convivencia a principios de siglo con el barroco, y a finales con el neoclasicismo—, supuso la pervivencia de las principales manifestaciones artísticas del barroco, con un sentido más enfatizado de la decoración y el gusto ornamental, que son llevados a un paroxismo de riqueza, sofisticación y elegancia. El desnudo en esta época fue heredero de Rubens —del que cogieron sobre todo el color y la textura de la piel—, y tenía unas mayores connotaciones eróticas, de un erotismo refinado y cortesano, sutil y evocador, pero no exento de provocación y de un cierto carácter irreverente, abandonando ya cualquier atisbo de idealización clasicista y asumiendo el carácter mundano del género.
Jean-Antoine Watteau fue uno de los iniciadores del estilo, con sus escenas de fiestas galantes e idílicos paisajes plenos de personajes míticos o, cuando no, personas anónimas que disfrutan de la vida. Uno de sus mejores exponentes fue François Boucher, con imágenes que tienen un aire bucólico y pastoral, inspiradas a menudo en la mitología ovidiana, con un sentido galante y cortesano. Discípulo suyo fue Jean-Honoré Fragonard, que continuó el estilo cortesano donde el amor galante despliega todos sus encantos, con un fino erotismo de corte grácil y elegante. En el campo de la escultura también se realizaron notables desnudos, en los que se conjuga el tono pícaro y galante del rococó con un cierto aire clasicista y el interés por el retrato, con figuras como: Jean-Baptiste Lemoyne, Edmé Bouchardon, Jean-Baptiste Pigalle, Étienne-Maurice Falconet, Jean-Antoine Houdon, Augustin Pajou y Clodion.
Fuera de Francia, en muchos lugares de Europa pervivió hasta mediados del siglo XVIII el barroco, sustituido o entremezclado por la creciente exuberancia del rococó. Destacaron artistas como: Giambattista Tiepolo, Corrado Giaquinto y Anton Raphael Mengs. En España descolló Francisco de Goya, artista de difícil clasificación, que evolucionó desde el rococó hasta un expresionismo de espíritu romántico, pero con una personalidad que confiere a su obra un carácter único, sin parangón en la historia del arte. Su obra maestra en el género del desnudo es La maja desnuda (1797-1800), que pintó en paralelo a La maja vestida (1802-1805), y que es uno de los primeros desnudos donde se aprecia con nitidez el vello púbico.

#### Neoclasicismo

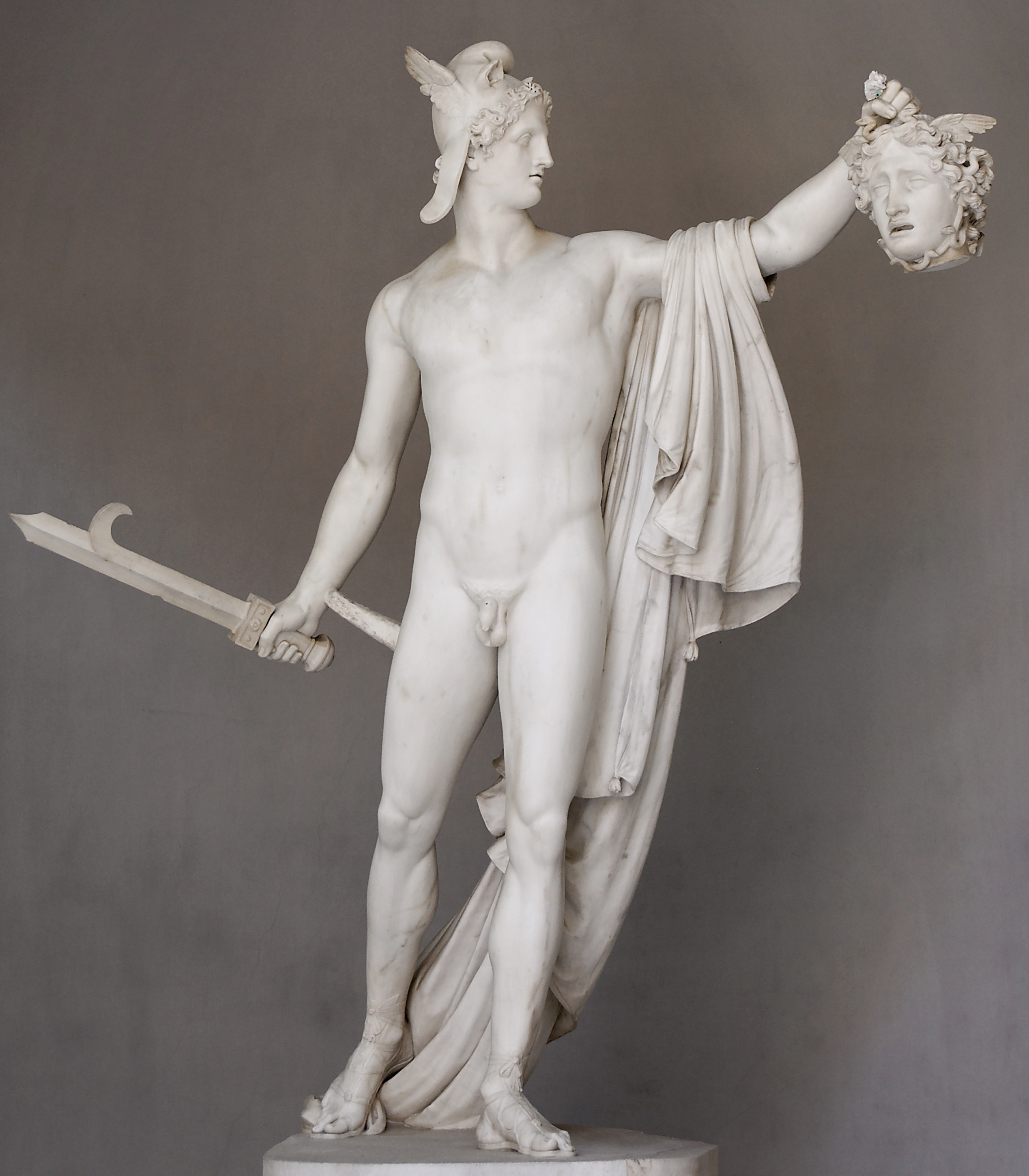
Perseo con la cabeza de Medusa (1800), de Antonio Canova, Museos Vaticanos.

El auge de la burguesía tras la Revolución Francesa favoreció el resurgimiento de las formas clásicas, más puras y austeras, en contraposición a los excesos ornamentales del barroco y rococó, identificados con la aristocracia. El desnudo neoclásico recuperó las formas de la antigüedad grecorromana, pero desprovistas de su espíritu, de su carácter ideal, de su ethos ejemplarizante, para recrearse únicamente en la forma pura, desprendida de vida, por lo que en última instancia resultó un arte frío y desapasionado.
Jacques-Louis David fue el principal factótum de este estilo, que lo convirtió en la corriente estética de la Francia revolucionaria y napoleónica, con un estilo severo y equilibrado de gran pureza técnica. Sus discípulos siguieron su ideal clásico, pero alejándose de su rigurosa severidad y derivando hacia un cierto manierismo sensualista, con una cierta gracia erótica elegante y refinada, destacando: François Gérard, Pierre-Narcisse Guérin, Jean-Baptiste Regnault, Anne-Louis Girodet de Roussy-Trioson y Pierre-Paul Prud'hon.
Si David fue el gran pintor neoclásico por excelencia, en escultura su equivalente fue Antonio Canova, cuya obra tiene la serenidad y armonía del más puro clasicismo, aunque no deja de traslucir una sensibilidad humana y un aire decorativista propios de su ascendencia itálica. Otro destacado escultor fue el danés Bertel Thorvaldsen, que pese a su clasicismo noble y sereno, su ejecución fría y calculada le ha restado mérito para algunos críticos, que tildan su obra de insípida y vacía, aunque en vida tuvo un enorme éxito, y dejó una copiosa producción donde prolifera el desnudo. Otro notable exponente fue el inglés John Flaxman, autor también de numerosos desnudos.

### Arte contemporáneo

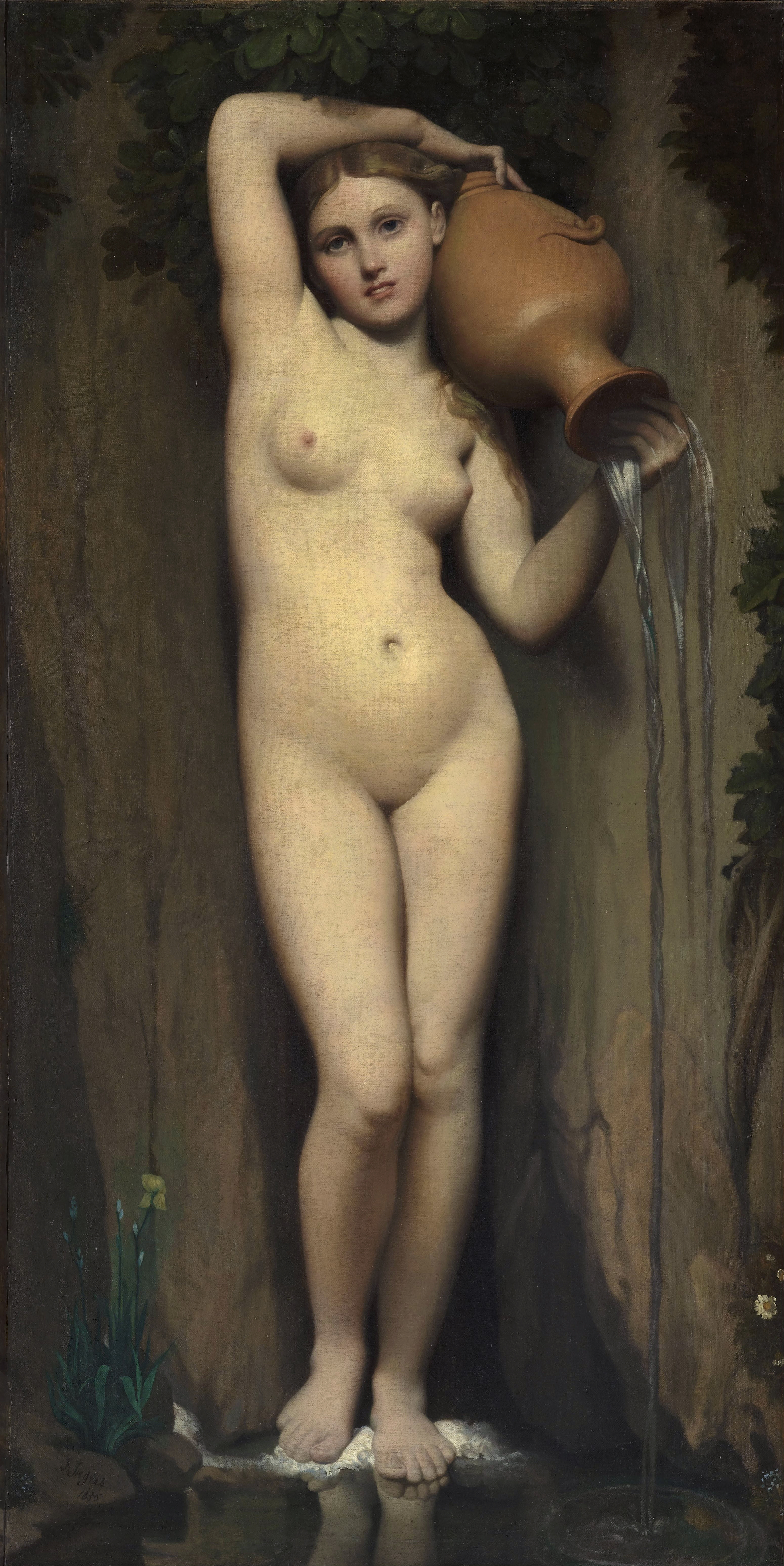
La fuente (1856), de Jean Auguste Dominique Ingres, Musée d'Orsay, París.

#### sigloXIX
Entre finales del siglo XVIII y principios del XIX se sentaron las bases de la sociedad contemporánea, marcada en el terreno político por el fin del absolutismo y la instauración de gobiernos democráticos —impulso iniciado con la Revolución Francesa—; y, en lo económico, por la Revolución Industrial y el afianzamiento del capitalismo. En el terreno del arte, comienza una dinámica evolutiva de estilos que se suceden cronológicamente cada vez con mayor celeridad, que culminará en el siglo XX con una atomización de estilos y corrientes que conviven y se contraponen, se influyen y se enfrentan. En el siglo XIX abunda más que nunca el desnudo femenino —especialmente en la segunda mitad del siglo—, más que en cualquier otro período de la historia del arte. Sin embargo, el rol femenino varía para convertirse en un mero objeto de deseo sexual, en un proceso de deshumanización de la figura de la mujer, sometida al dictado de una sociedad preponderantemente machista.

##### Romanticismo
Movimiento de profunda renovación en todos los géneros artísticos, los románticos pusieron especial atención en el terreno de la espiritualidad, de la imaginación, la fantasía, el sentimiento, la evocación ensoñadora, el amor a la naturaleza, junto a un elemento más oscuro de irracionalidad, de atracción por el ocultismo, la locura, el sueño. El desnudo romántico es más expresivo, se otorga más importancia al color que a la línea de la figura —al contrario que en el neoclasicismo—, con un sentido más dramático, en temáticas que varían desde lo exótico y el gusto por el orientalismo hasta los temas más puramente románticos: dramas, tragedias, actos heroicos y apasionados, sentimientos exacerbados, cantos a la libertad, a la pura expresión del interior del ser humano.
A caballo entre el neoclasicismo y el romanticismo se sitúa la obra de Jean Auguste Dominique Ingres, cuyas figuras se encuentran a medio camino entre la sensualidad y la preocupación por la forma pura, con un cierto aire gótico (pechos pequeños, estómagos prominentes). Su obra más famosa es El baño turco (1862), que supuso la culminación de los estudios que durante toda su vida dedicó al desnudo. Eugène Delacroix fue un prolífico artista que realizó numerosas obras de desnudo, de temática muy diversa, desde la religiosa, mitológica, histórica y literaria, hasta las escenas de género o el desnudo por sí mismo; para Delacroix cualquier pretexto era bueno para mostrar la belleza física, como en la alegoría de La Libertad guiando al pueblo (1830). En escultura, François Rude evolucionó del neoclasicismo al romanticismo, en obras de gran fuerza expresiva donde jugaba un papel protagonista el desnudo, con figuras colosales que traducen en su anatomía el dinamismo de la acción, como en su principal obra, La Marsellesa (1833). Igual proceso estilístico denotó Jean-Baptiste Carpeaux, con figuras de intenso dinamismo, como El conde Ugolino y sus hijos (1863).

##### Academicismo

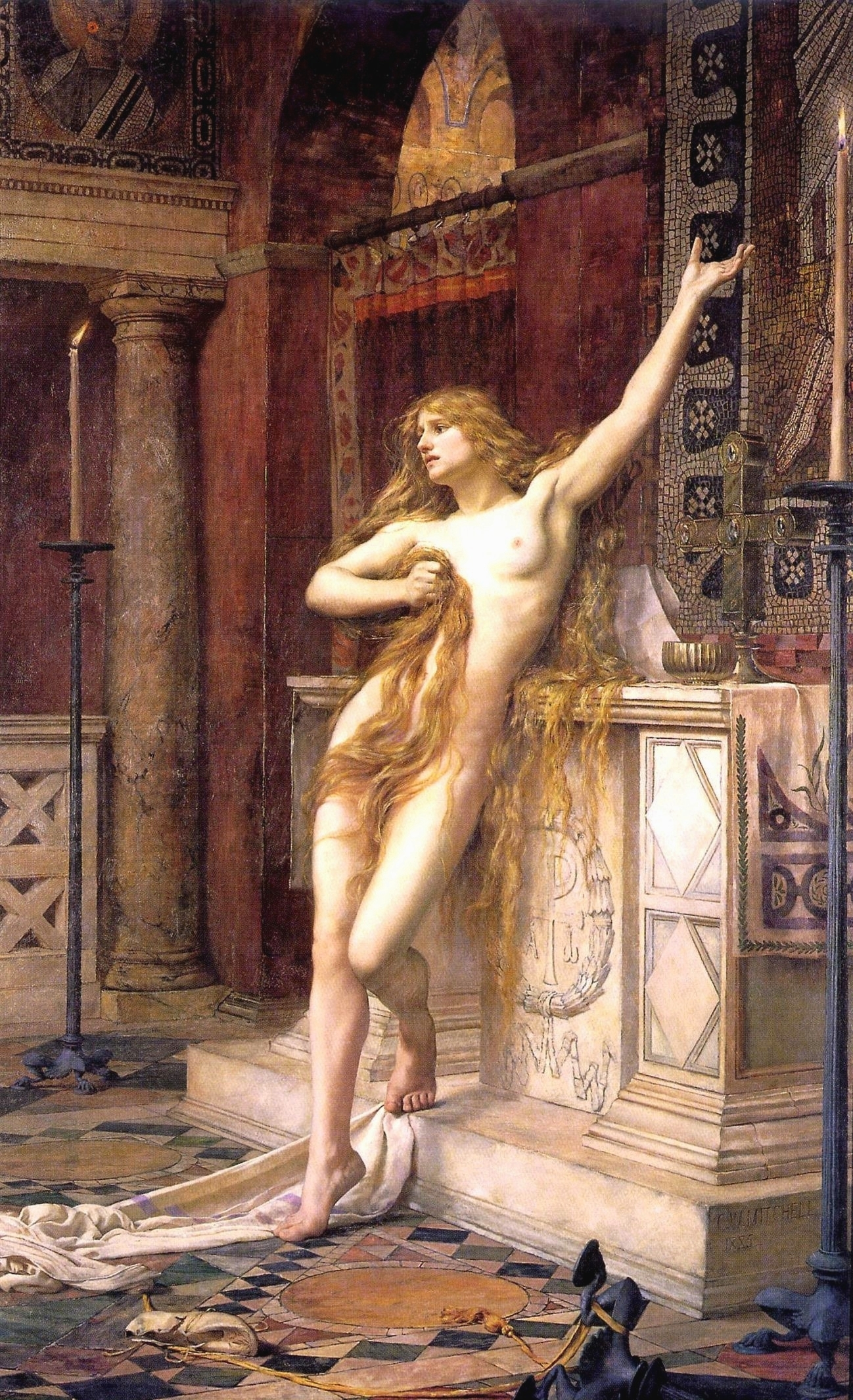
Hipatia (1885), de Charles William Mitchell, Laing Art Gallery, Newcastle upon Tyne.

El arte académico es el fomentado desde el siglo XVI por las academias de bellas artes, que regulaban la formación pedagógica de los artistas. Si bien en principio las academias estaban en sintonía con el arte producido en su época, por lo que no se puede hablar de un estilo diferenciado, en el siglo XIX, cuando la dinámica evolutiva de los estilos empezó a alejarse de los cánones clásicos, el arte académico quedó encorsetado en un estilo clasicista basado en reglas estrictas, por lo que hoy en día se entiende más como un período propio del siglo XIX, recibiendo paralelamente diversas denominaciones, como la de art pompier en Francia. En el academicismo tuvo una especial relevancia el desnudo, considerado la expresión por excelencia de la nobleza de la naturaleza, estandarizado en unas premisas clásicas sujetas a estrictas reglas tanto temáticas como formales, supeditadas al ambiente generalmente puritano de la sociedad decimonónica, donde el desnudo solo se aceptaba como expresión de la belleza ideal, basado estrictamente en el estudio anatómico.
Uno de los principales representantes del academicismo fue William-Adolphe Bouguereau, que realizó una gran cantidad de obras de desnudo, generalmente de tema mitológico, con figuras de gran perfección anatómica, como El nacimiento de Venus (1879). Otro exponente fue Alexandre Cabanel, autor de desnudos mitológicos y alegóricos que son un pretexto para representar mujeres de belleza voluptuosa y sensual, como otro Nacimiento de Venus (1863) o Fedra (1880). Jean-Léon Gérôme fue uno de los principales representantes del orientalismo académico, con obras ambientadas en harenes y baños turcos al más puro estilo ingresiano, además de temas mitológicos e históricos. En Gran Bretaña, la sociedad victoriana estimuló el academicismo como arte oficial que expresaba de forma óptima la moral puritana preponderante en los círculos de la burguesía y la nobleza, con autores como Joseph Noel Paton, Charles William Mitchell, Frederic Leighton, John Collier, Edward Poynter, Lawrence Alma-Tadema, John William Godward, Herbert James Draper, etc. En España destacó Luis Ricardo Falero.

##### Realismo

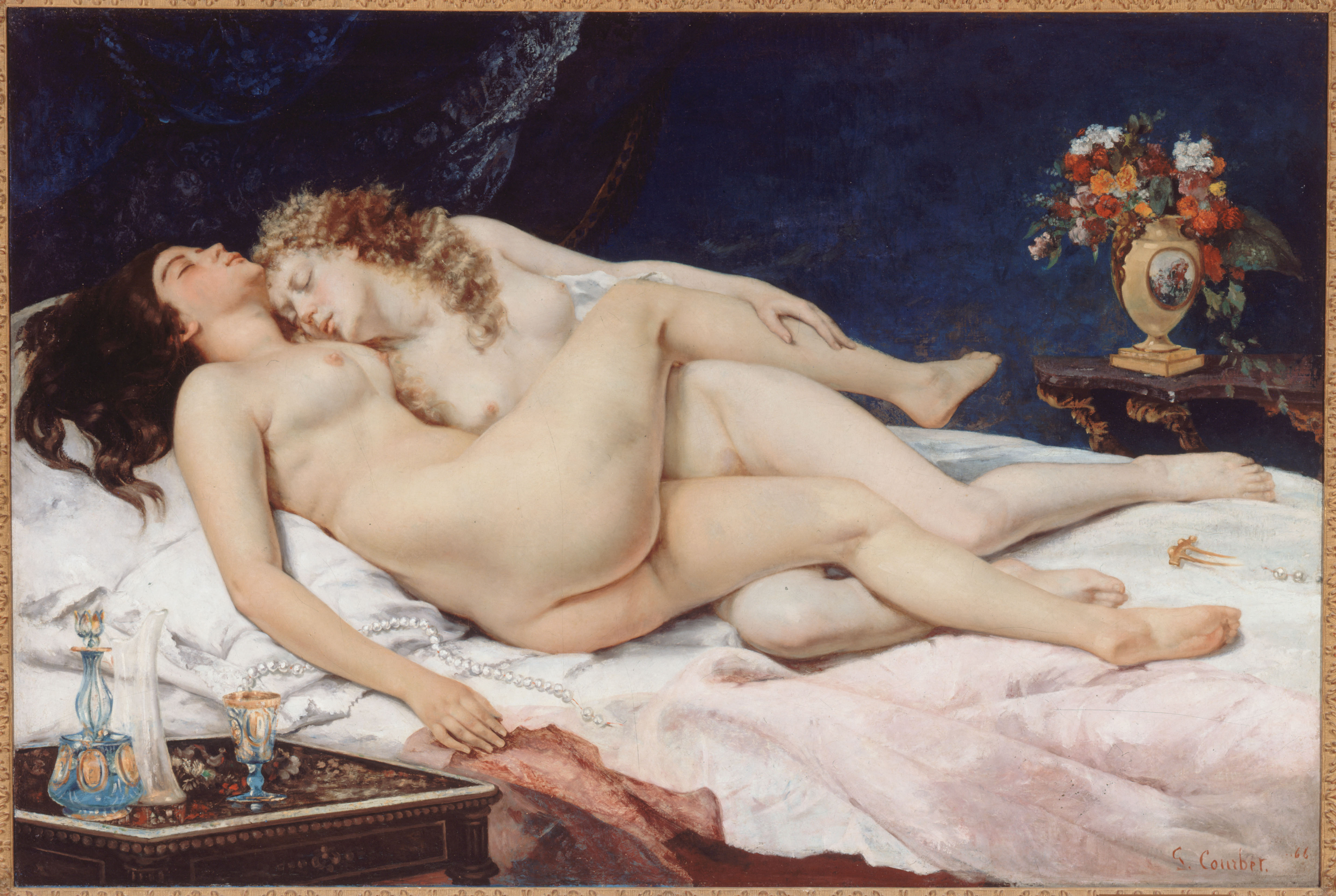
El sueño (1866), de Gustave Courbet, Museo del Petit-Palais, París.

Desde mediados de siglo surgió una tendencia que puso énfasis en la realidad, la descripción del mundo circundante, especialmente de obreros y campesinos en el nuevo marco de la era industrial, con un cierto componente de denuncia social, ligado a movimientos políticos como el socialismo utópico y filosóficos como el positivismo. Su principal exponente fue Gustave Courbet, que fue el primero en retratar el cuerpo tal como lo percibía, sin idealizar, sin contextualizar, sin enmarcarlo en un tema iconográfico, transcribiendo las formas que captaba del natural, como en El sueño (1866) o El origen del mundo (1866). Otro exponente fue Camille Corot, que fue principalmente paisajista, añadiendo ocasionalmente figuras humanas a sus paisajes, algunas de ellas desnudos, en un tipo de paisajes de aire arcádico, con atmósferas vaporosas y tonos delicados. El equivalente escultórico del realismo fue Constantin Meunier, que retrató preferentemente a obreros y trabajadores de la nueva era industrial, sustituyendo al héroe clásico por el proletario moderno, en obras donde se otorga especial relevancia al sentido volumétrico de la figura, como en El Pudelador (1885). En España destacó Mariano Fortuny, que realizó varias obras de temática oriental (La odalisca, 1861), junto a escenas de género o desnudos ubicados en paisajes (Viejo desnudo al sol, 1871).

##### Impresionismo
El impresionismo fue un movimiento profundamente innovador, que supuso una ruptura con el arte académico y una transformación del lenguaje artístico, iniciando el camino hacia los movimientos de vanguardia. Los impresionistas se inspiraban en la naturaleza, de la que pretendían captar una «impresión» visual, la plasmación de un instante en el lienzo —por influjo de la fotografía—, con una técnica de pincelada suelta y tonos claros y luminosos, valorando especialmente la luz. Uno de sus iniciadores fue Édouard Manet, autor de dos obras que, siendo precisamente desnudos, provocaron un gran escándalo, pero fueron obras rupturistas que abrieron el camino a un arte nuevo: Le Déjeuner sur l'Herbe (1863) y Olympia (1863).
Otros autores continuaron el camino iniciado por Manet, como Edgar Degas, quien después de unos primeros desnudos de influencia ingresiana evolucionó a un estilo personal basado en el diseño de dibujo, preocupado esencialmente por la transcripción del movimiento, en escenas llenas de vida y espontaneidad. Degas inició un subgénero dentro del desnudo, el de la toilette, las mujeres en el baño, realizando su aseo personal, que tendría gran desarrollo a finales del siglo XIX y principios del XX. Pierre-Auguste Renoir fue uno de los más grandes intérpretes del cuerpo femenino, que transcribió de una forma realista pero con cierto grado de adoración que le confería un aire de idealizada perfección, con una visión serena y plácida de la desnudez, en un ideal de comunión con la naturaleza.
Posteriormente, los llamados postimpresionistas fueron una serie de artistas que, partiendo de los nuevos hallazgos técnicos efectuados por los impresionistas, los reinterpretaron de manera personal, abriendo distintas vías de desarrollo de suma importancia para la evolución del arte en el siglo XX. Paul Cézanne trató el desnudo como expresión de la relación entre volúmenes de color inmersos en la luz, como en sus Bañistas (1879-1882). Paul Gauguin recreó un mundo de primitiva placidez donde la desnudez era contemplada con naturalidad, como en sus obras realizadas en Tahití. Henri de Toulouse-Lautrec, en contraposición a los estilizados desnudos de los salones académicos, estudió la figura femenina en su más cruenta carnalidad, sin soslayar las imperfecciones propias del cuerpo, con preferencia por escenas de circo y music-hall, o bien de ambientes bohemios y de prostíbulos.
En el terreno escultórico, Auguste Rodin fue un gran renovador, tratando el cuerpo humano de forma intimista, con un fuerte componente de introspección psicológica, y aportando nuevas tipologías al tema del desnudo: El pensador (1880-1900), El Beso (1886-1890), La edad de bronce (1877), etc. En España, Joaquín Sorolla interpretó el impresionismo de una forma personal, con una técnica suelta y pincelada vigorosa, con un colorido brillante y sensitivo, donde cobra especial importancia la luz, el ambiente lumínico que envuelve sus escenas de temática mediterránea, en playas y paisajes marinos: Triste Herencia (1899), Chicos en la playa (1910).

##### Simbolismo

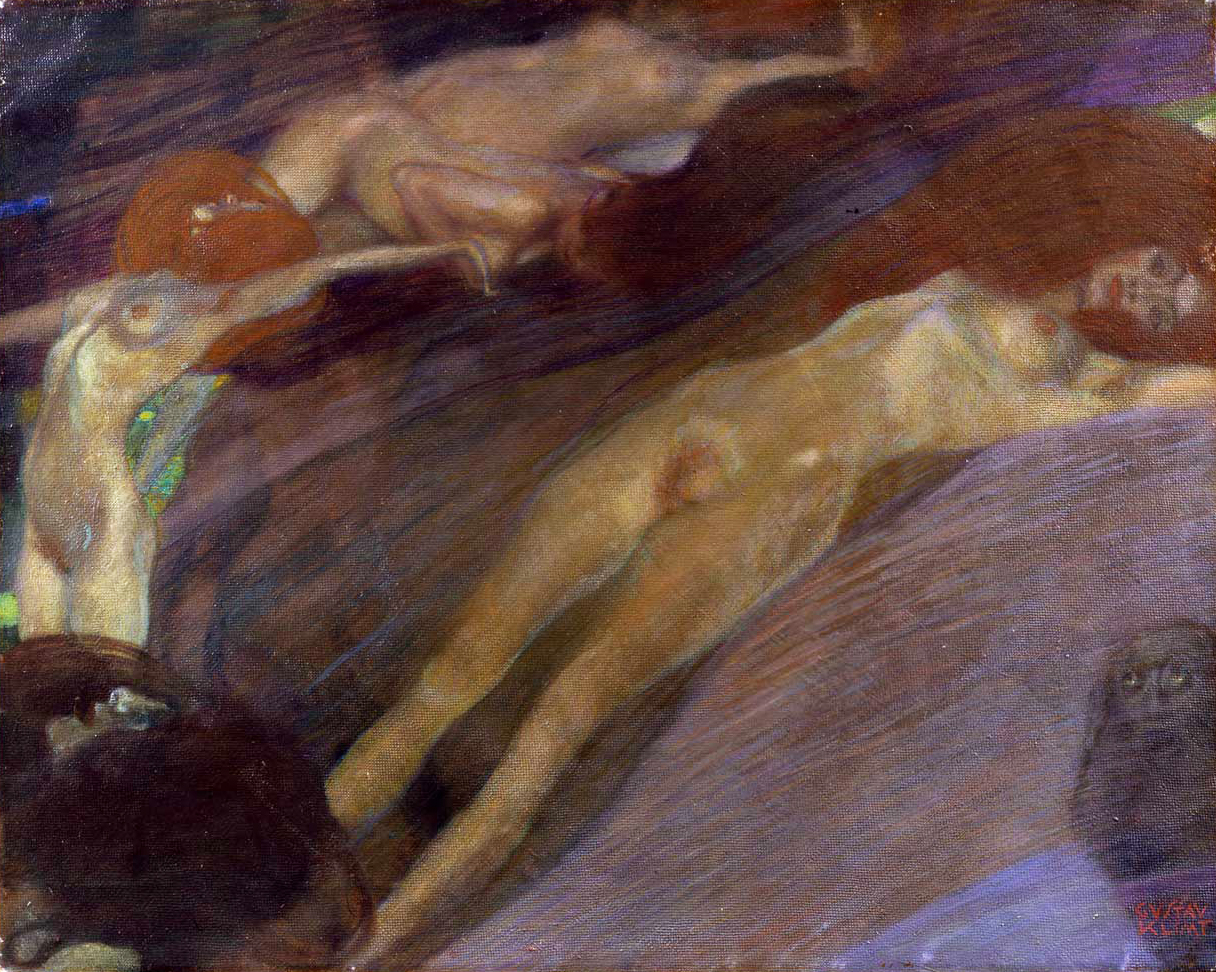
Agua agitada (1898), de Gustav Klimt, Colección privada, Nueva York.

El simbolismo fue un estilo de corte fantástico y onírico, que surgió como reacción al naturalismo de la corriente realista e impresionista, poniendo especial énfasis en el mundo de los sueños, así como en aspectos satánicos y terroríficos, el sexo y la perversión. Se desarrolló especialmente en Francia, siendo uno de sus iniciadores Gustave Moreau, artista de corte fantástico y estilo ornamental, con un erotismo sugestivo que refleja sus miedos y obsesiones, con un prototipo de mujer ambigua, entre la inocencia y la perversidad. Siguieron sus pasos artistas como Pierre Puvis de Chavannes, Odilon Redon, Aristide Maillol, o los Nabis, grupo de artistas influidos por Gauguin y preocupados por el uso expresivo del color (Félix Vallotton, Pierre Bonnard). En Bélgica, Félicien Rops también se inspiró en el mundo de lo fantástico y lo sobrenatural, con inclinación hacia lo satánico y las referencias a la muerte, con un erotismo que refleja el aspecto oscuro y pervertido del amor.
En Gran Bretaña surgió la escuela de los prerrafaelitas, que se inspiraban en los pintores italianos anteriores a Rafael, así como en la recién surgida fotografía. Aunque su temática era de preferencias líricas y religiosas, también abordaron el desnudo, como Dante Gabriel Rossetti, Edward Burne-Jones, John Everett Millais y John William Waterhouse. El alemán Franz von Stuck expresó un erotismo de tórrida sensualidad que refleja un concepto de la mujer como personificación de la perversidad (El pecado, 1893). En Austria, Gustav Klimt recreó un mundo de fantasía de fuerte componente erótico, con una composición clasicista de estilo ornamental, donde se entrelazan el sexo y la muerte, tratando sin tabúes la sexualidad.

#### sigloXX

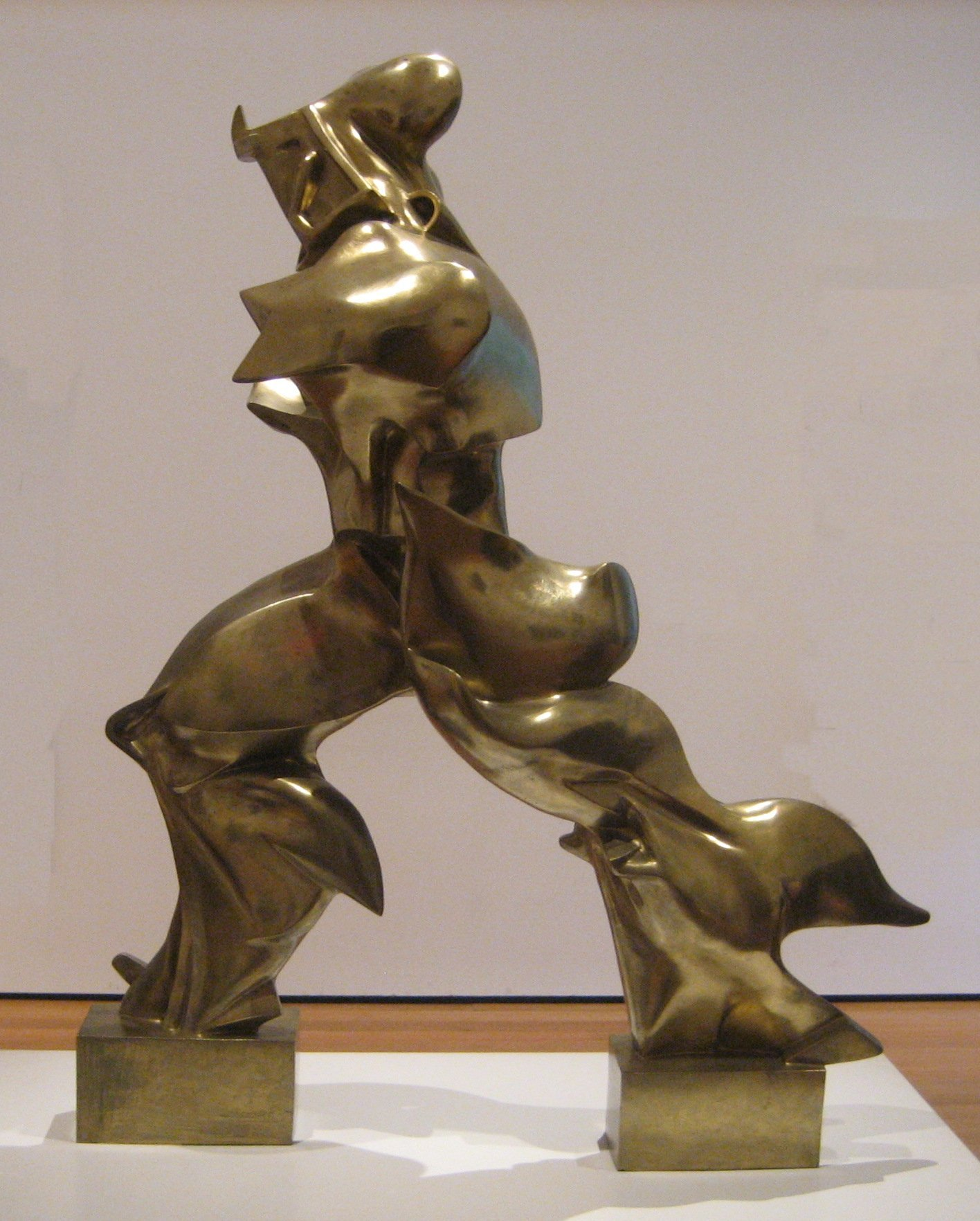
Formas únicas de continuidad en el espacio (1913), de Umberto Boccioni, Museo de Arte Contemporáneo de la Universidad de São Paulo.

En el siglo XX surgieron los movimientos de vanguardia, que pretendían integrar el arte en la sociedad, buscando una mayor interrelación artista-espectador, ya que es este último el que interpreta la obra, pudiendo descubrir significados que el artista ni conocía. Las últimas tendencias artísticas han perdido incluso el interés por el objeto artístico, valorando más el concepto, la idea creadora, con una revalorización del arte de acción, de la manifestación espontánea, efímera, del arte no comercial (arte conceptual, happening, environment). En el siglo XX el desnudo ha ido ganando cada vez más protagonismo, sobre todo gracias a los medios de comunicación de masas, que han permitido su mayor difusión, especialmente en el cine, la fotografía y el cómic, y más recientemente, internet. El desnudo ya no tiene actualmente la connotación negativa que tenía en épocas anteriores, principalmente debido al aumento de la laicidad entre la sociedad, que percibe el desnudo como algo más natural y no censurable moralmente. 

##### Vanguardismo
Fauvismo (1905-1908)
El fauvismo prescinde de la perspectiva, el modelado y el claroscuro, experimentando con el color, que es concebido de modo subjetivo y personal, aplicándole valores emotivos y expresivos, independientes respecto a la naturaleza. Su principal representante fue Henri Matisse, que abrió las puertas a la independencia del color respecto al tema, organizando el espacio por planos de color y buscando nuevas sensaciones mediante el efecto impactante de las violentas zonas de colores estridentes. Pese a su afán modernizador, Matisse conservó elementos clásicos como el desnudo: con el Desnudo azul (1906-1907) inició una simplificación de la forma humana en busca de una síntesis perfecta de la estructura del cuerpo, proceso que le obsesionaría por muchos años y que culminaría con el Desnudo rosa (1935). Siguieron la estela de Matisse artistas como: André Derain, que en su obra denota la influencia del arte primitivo (La edad de oro, 1905); Maurice de Vlaminck, que sentía predilección por los colores puros, con un volumen de origen cézanniano (Desnudo reclinado, 1905); Albert Marquet, de estilo más naturalista (Desnudo a contraluz, 1909-1911); y Kees van Dongen, apasionado desnudista muy de moda en la alta sociedad parisiense (La mujer de las joyas, 1905).
Expresionismo (1905-1923)

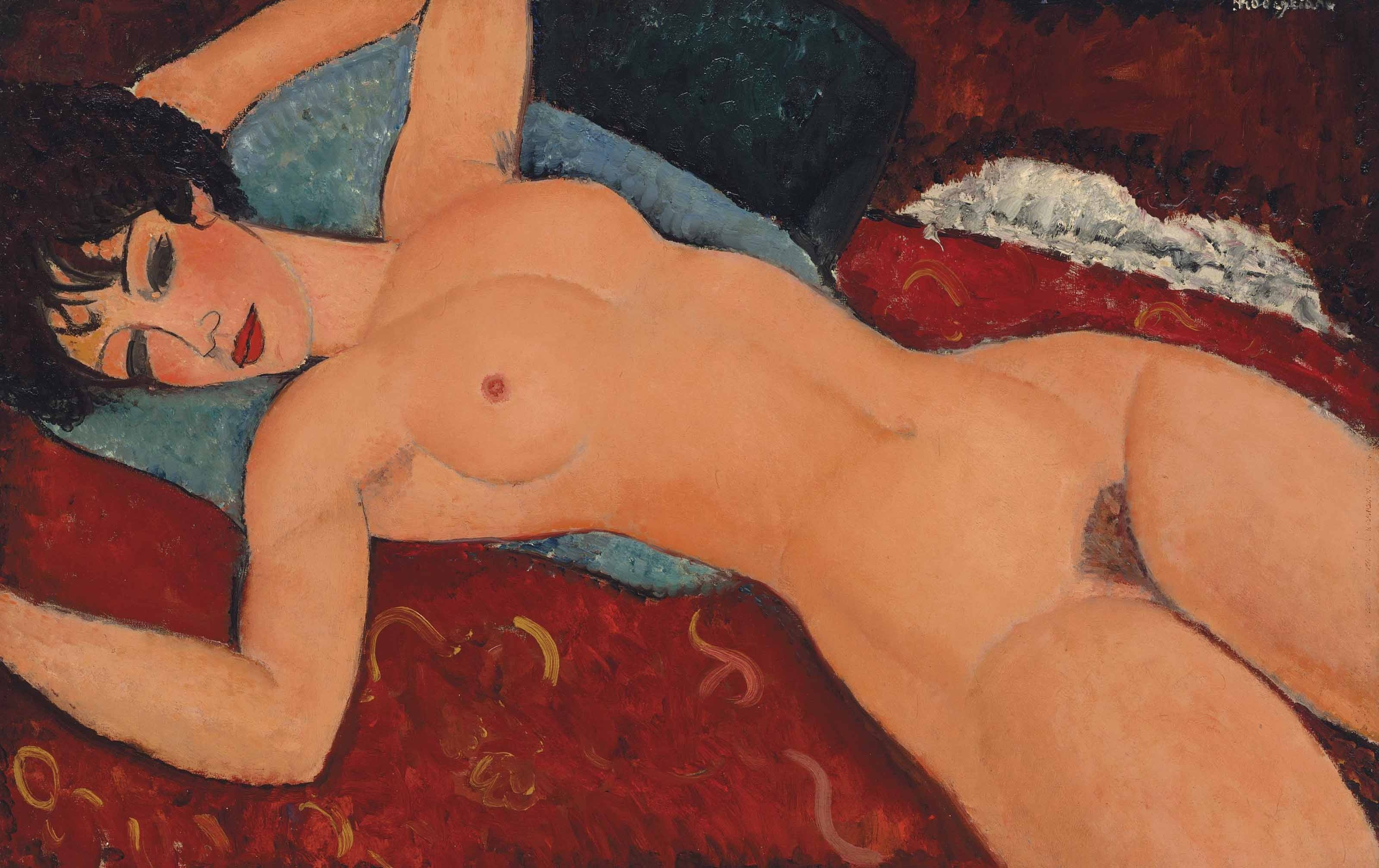
Desnudo acostado (1917), de Amedeo Modigliani, Colección Gianni Mattioli, Milán.

Surgido como reacción al impresionismo, los expresionistas defendían un arte más personal e intuitivo, donde predominase la visión interior del artista, reflejando en sus obras una temática personal e intimista con gusto por lo fantástico, deformando la realidad para acentuar el carácter expresivo de la obra. Organizado inicialmente en torno al grupo Die Brücke (fundado en 1905), a sus miembros les interesaba un tipo de temática centrada en la vida y la naturaleza, reflejada de forma espontánea e instintiva, por uno de sus principales temas fue el desnudo. De los miembros de Die Brücke destacó Ernst Ludwig Kirchner: que utilizaba colores primarios, como los fauvistas, pero con líneas quebradas, violentas, en ángulos cerrados, agudos, con figuras estilizadas, con un alargamiento de influencia gótica. Otros miembros del grupo fueron: Erich Heckel, Karl Schmidt-Rottluff, Max Pechstein y Otto Mueller.
En Viena destacó Egon Schiele, cuya obra giró en torno a una temática basada en la sexualidad, la soledad y la incomunicación, con obras muy explícitas por las que incluso estuvo preso, acusado de pornografía. En Francia se formó la denominada Escuela de París, un grupo heterodoxo de artistas que trabajaron en el período de entreguerras, uno de cuyos principales exponentes fue Amedeo Modigliani, artista de vida bohemia autor de numerosos desnudos. Otros miembros de la escuela fueron: Marc Chagall, Georges Rouault y Jules Pascin.
Cubismo (1907-1914)

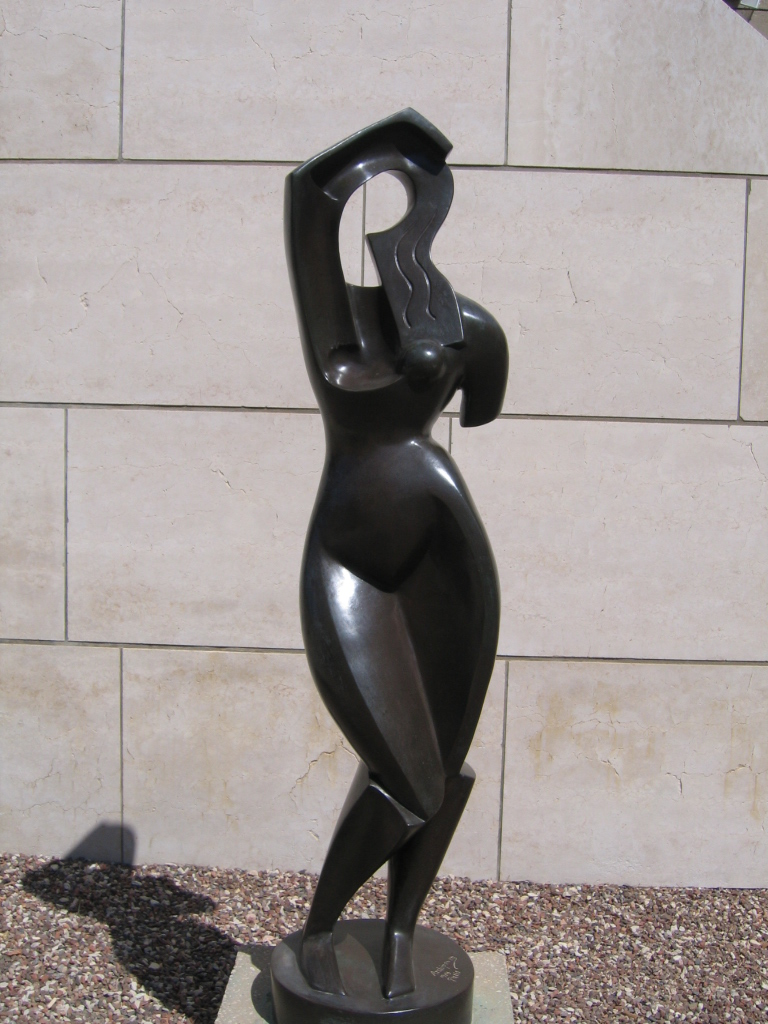
Mujer peinándose (1914), de Alexander Archipenko, Museo de Israel, Jerusalén.

Este movimiento se basó en la deformación de la realidad mediante la destrucción de la perspectiva espacial de origen renacentista, organizando el espacio en función de una trama geométrica, con visión simultánea de los objetos, una gama de colores fríos y apagados, y una nueva concepción de la obra de arte, con la introducción del collage. Su principal exponente fue Pablo Picasso, que pasó por diversas fases antes de desembocar en el cubismo, del que fue punto de partida Las señoritas de Avignon (1907), un desnudo que supuso una ruptura total con el arte tradicional, haciendo un alegato contra la belleza convencional, la belleza basada en reglas y proporciones. Durante los primeros años 1920 realizó desnudos de concepción más clásica, pero de una voluntaria objetividad que les privaba de vitalidad, la cual se reafirmaría cuando posteriormente volvió a la deformación de sus figuras, como en su Mujer desnuda en un sillón rojo de 1929. En obras posteriores desmitificó no solo el desnudo clásico, sino también el contemporáneo, con un sentido iconoclasta y rebelde, siempre en busca de caminos nuevos y en contra de todo convencionalismo, sea del pasado o del presente, con un concepto cada vez más abstrayente de la figura humana.
Otros representantes del cubismo fueron: Georges Braque, iniciador del estilo con Picasso, cuyo Gran desnudo (1908) guarda un gran paralelismo con Las señoritas de Aviñón; Fernand Léger, que recreó en sus obras una estructura volumétrica de la forma basada en tubos (Figuras desnudas en un bosque, 1910); y Robert Delaunay, que realizó en La ciudad de París (1910) una curiosa mezcla entre la figuración y la abstracción geométrica. En escultura, Alexander Archipenko introdujo un nuevo análisis de la figura humana, descompuesta en formas geométricas y horadada en ciertos puntos con agujeros que crean un contraste entre lo sólido y lo hueco, en una nueva forma de entender la materia: Torso en el espacio (1935).
Futurismo (1909-1930)
Movimiento italiano que exaltó los valores del progreso técnico e industrial del siglo XX, destacando aspectos de la realidad como el movimiento, la velocidad y la simultaneidad de la acción, el futurismo aspiraba a transformar el mundo, a cambiar la vida, mostrando un concepto idealista y algo utópico del arte como motor de la sociedad. Aunque los futuristas no se dedicaron especialmente al desnudo, conviene recordar a Umberto Boccioni y su Formas únicas de continuidad en el espacio (1913), una versión moderna del «desnudo heroico» clásico.
Dadaísmo (1916-1922)
Movimiento de reacción a los desastres de la guerra, el dadaísmo supuso un planteamiento radical del concepto de arte, que pierde cualquier componente basado en la lógica y la razón, reivindicando la duda, el azar, lo absurdo de la existencia. Su principal factótum fue Marcel Duchamp, que realizó en Desnudo bajando una escalera (1911) una síntesis entre cubismo y futurismo, donde el cuerpo ha sido descompuesto en volúmenes geométricos y serializado en diversos movimientos superpuestos. El desnudo fue también un tema propicio para la experimentación en otras obras suyas como El gran vidrio (o La novia desnudada por sus solteros, incluso, 1915-1923) y Dándose: 1. La caída de agua, 2. El gas de alumbrado (1944-1966).
Surrealismo (1924-1955)

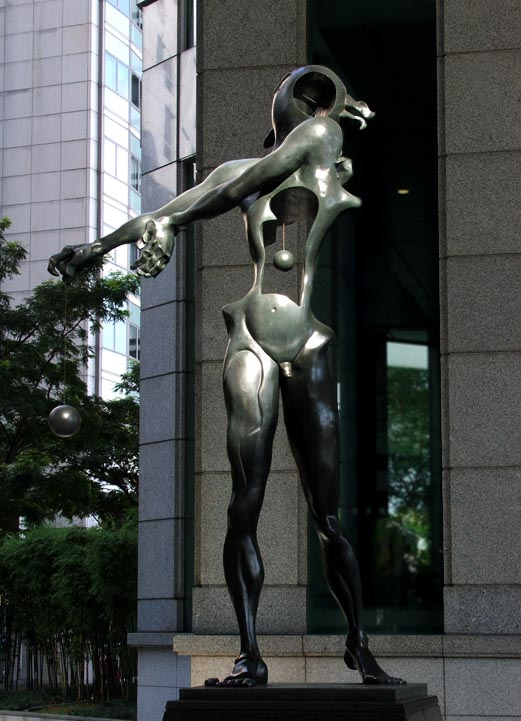
Homenaje a Newton (1985), de Salvador Dalí, Singapur.

El surrealismo puso especial énfasis en la imaginación, la fantasía, el mundo de los sueños, con una fuerte influencia del psicoanálisis. Uno de sus principales representantes fue Salvador Dalí, con una obra figurativa pero intensamente onírica, con una gran obsesión por el sexo, tema recurrente en su obra: El gran masturbador (1929), La tentación de San Antonio (1946), Leda atómica (1949), Crucifixión (Corpus hypercubus) (1954), Dalí desnudo (1954), etc. Paul Delvaux se encuadró en un tipo de pintura figurativa pero extrañamente inquietante, donde las mujeres desnudas conviven con hombres que las miran con ávido voyeurismo, consiguiendo recrear un ambiente de un erotismo de pesadilla. René Magritte desarrolló una obra donde lo corriente y lo banal convive con lo fantástico y extraño, a menudo con fuertes connotaciones eróticas, en atmósferas perturbadoras con una iconografía recurrente, destacando la ambigüedad de los objetos que retrata. Óscar Domínguez muestra en La máquina de coser electrosexual (1935) un delirio onírico donde el componente sexual se combina con la mecanicidad de la era industrial.
En escultura, Constantin Brâncuşi efectuó un proceso de reducción de la figura humana hacia la más estricta simplicidad, cercana a la abstracción (Musa dormida, 1911). Siguió su estela Alberto Giacometti, con figuras reducidas a simples filamentos, muy alargadas y demacradas, mostrando el aislamiento del hombre (Desnudo de pie, 1953). Henry Moore se inspiró en el cuerpo humano en muchas de sus obras, que suponen una abstracción de la forma donde el cuerpo queda esbozado en unas líneas simples y dinámicas, ondulantes, que sugieren más que describen la forma básica del cuerpo (Figura reclinada, 1951).
Art déco (1925-1945)
El Art déco fue un movimiento surgido en Francia a mediados de los años 1920 que supuso una revolución para el interiorismo y las artes gráficas e industriales. En pintura destacó la obra de Tamara de Lempicka, cuyos desnudos presentan mujeres que son un producto de su época, elegantes y sofisticadas, con lujo y glamour, una mujer moderna que asume sin trabas su sexualidad, y que es admirada y respetada por los hombres, una mujer de alta sociedad que sigue los dictados de la moda.

##### Últimas tendencias

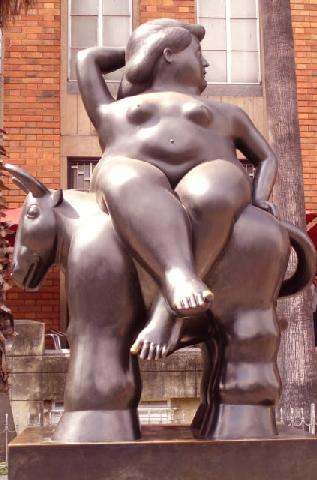
El rapto de Europa (1994), de Fernando Botero, St. Petersburg, Florida.

Desde la Segunda Guerra Mundial el arte ha experimentado una vertiginosa dinámica evolutiva, con estilos y movimientos que se suceden cada vez más rápido en el tiempo. El proyecto moderno originado con las vanguardias históricas llegó a su culminación con diversos estilos antimátericos que destacaban el origen intelectual del arte por sobre su realización material, como el arte de acción y el arte conceptual,  a los que se ha enfrentado posteriormente el arte postmoderno, que retorna al arte tradicional.
Informalismo (1945-1960)
El informalismo es un conjunto de tendencias basadas en la expresividad del artista, renunciando a cualquier aspecto racional del arte (estructura, composición, aplicación preconcebida del color). Es un arte eminentemente abstracto, aunque algunos artistas conservan la figuración, donde cobra relevancia el soporte material de la obra, que asume el protagonismo por encima de cualquier temática o composición. Incluye diversas corrientes como el tachismo, el art brut, la pintura matérica o el expresionismo abstracto en Estados Unidos.
Algunos de sus representantes que han tratado el tema del desnudo han sido: Jean Fautrier, autor de desnudos donde la figura se encuentra deformada, confeccionados a base de diversas texturas de color, en soportes multimatéricos; Jean Dubuffet, que en su serie Cuerpos de Dama trata el cuerpo como una masa que queda aplastada en el soporte, como en una tabla de carnicero; Willem de Kooning realiza desnudos femeninos distorsionados al máximo, como su serie de Mujeres (1945-1950); Antoni Tàpies es un pintor básicamente abstracto, aunque en sus obras introduce a veces partes del cuerpo humano, especialmente genitales, de formas esquemáticas, muchas veces con apariencia de deterioro, el cuerpo aparece rasgado, agredido, agujereado.
Nueva figuración (1945-1960)
Como reacción a la abstracción informalista surgió un movimiento que recuperó la figuración, con cierta influencia expresionista y con total libertad de composición. Uno de sus principales exponentes fue Francis Bacon, que expone en sus obras unas figuras cuya desnudez es deforme, vulnerable, escarnecida, enmarcadas en espacios irreales, que semejan cajas que encierran las figuras en un ambiente opresivo, angustioso. Sus desnudos, tanto masculinos como femeninos, parecen amasijos de carne amorfa, que se retuerce y libra una lucha desesperada por la existencia. Otro notable exponente fue Lucian Freud, para el que el desnudo fue uno de sus principales temas, que trató de forma realista, descarnada, pormenorizada, sin omitir ningún detalle, desde venas y músculos hasta arrugas y cualquier imperfección de la piel. En escultura destacaron: Germaine Richier, que siguió la estela de Giacometti en figuras estilizadas de miembros alargados, que semejaban insectos, con un aspecto lacerado y andrajoso, como en descomposición (El pastor de las Landas, 1951); y Fernando Botero, autor de figuras de grandes dimensiones, que parecen muñecas hinchadas (El rapto de Europa, 1994).
Pop-art (1955-1970)
Surgió en Gran Bretaña y Estados Unidos como movimiento de rechazo al expresionismo abstracto, englobando una serie de autores que retornaron a la figuración, con un marcado componente de inspiración popular, tomando imágenes del mundo de la publicidad, la fotografía, el cómic y los medios de comunicación de masas. El pop-art asumió el sexo como algo natural, sin tapujos, en el marco de la liberación sexual de los años 60 propugnada por el movimiento hippy. Uno de sus principales exponentes por lo que atañe al desnudo fue Tom Wesselmann, que realizó en la serie Grandes desnudos americanos (años 1960) un conjunto de obras donde el desnudo se muestra como un producto de consumo, con una estética publicitaria y cercana a las revistas eróticas tipo Playboy.
Nuevo realismo (1958-1970)
Movimiento francés inspirado en el mundo de la realidad circundante, del consumismo y la sociedad industrial, del que extraen —al contrario que en el pop-art— su aspecto más desagradable, con especial predilección por los materiales detríticos. Uno de sus principales representantes fue Yves Klein, artista revolucionario que fue precursor del arte conceptual y de acción, autor de las «antropometrías», donde una modelo desnuda, embadurnada de pintura, se acostaba sobre un lienzo dejando la huella de su cuerpo pintada en la tela, marcando el punto de origen del body-art y el happening.
Arte de acción (desde 1960)
Son diversas tendencias basadas en el acto de la creación artística, donde lo importante no es la obra en sí, sino el proceso creador, en el que además del artista interviene a menudo el público, con un gran componente de improvisación. Engloba diversas manifestaciones artísticas como el happening, la performance, el environment, la instalación, etc. En Europa destacó el grupo Fluxus y artistas como Wolf Vostell, que realizó varios happenings donde intervenía el desnudo, como Desastres (Encofrado con cemento de la vagina) (1972) y Fandango (1975).
Hiperrealismo (desde 1965)
Como reacción al minimalismo de moda en los años 1950 y 1960 surgió esta nueva corriente figurativa, caracterizada por su visión superlativa y exagerada de la realidad, que es plasmada con gran exactitud en todos sus detalles, con un aspecto casi fotográfico. Destacaron artistas como John Kacere, que pinta fragmentos de cuerpos femeninos, especialmente sexos y nalgas con bragas ajustadas; y el escultor John de Andrea, autor de desnudos de fuerte carga sexual (El artista y su modelo, 1976). En España, Antonio López García es autor de obras de factura académica pero donde la más minuciosa descripción de la realidad se aúna con un vago aspecto irreal cercano al realismo mágico (Mujer en la bañera, 1968).
Arte conceptual (1965-1980)
Tras el despojamiento matérico del minimalismo, el arte conceptual renunció al sustrato material para centrarse en el proceso mental de la creación artística, afirmando que el arte está en la idea, no en el objeto. Incluye diversas tendencias, como el arte conceptual lingüístico, el arte povera, el body-art, el land-art, el bio-art, etc. También podrían enmarcarse en esta corriente diversos géneros de reivindicación social como el arte feminista y el arte homoerótico. En relación con el desnudo tiene especial relevancia el body-art, movimiento surgido a finales de los años 1960 y desarrollado en los 1970, que tocó diversos temas relacionados con el cuerpo, en especial en relación con la violencia, el sexo, el exhibicionismo o la resistencia corporal a determinados fenómenos físicos, con artistas como Dennis Oppenheim, Stuart Brisley, el grupo del Accionismo vienés (Günther Brus, Otto Mühl, Hermann Nitsch y Rudolf Schwarzkogler), Youri Messen-Jaschin y Urs Lüthi.
El arte feminista ha tratado de reivindicar la imagen de la mujer como persona y no como objeto, incidiendo en su esencia tanto material como espiritual, y remarcando aspectos de su condición sexual como la menstruación, la maternidad, etc. Algunas de sus principales figuras han sido: Donna Haraway, Cindy Sherman, Judy Chicago y Jenny Saville.
Arte postmoderno (desde 1975)
Por oposición al denominado arte moderno, es el arte propio de la postmodernidad. Los artistas postmodernos asumen el fracaso de los movimientos de vanguardia como el fracaso del proyecto moderno: las vanguardias pretendían eliminar la distancia entre el arte y la vida, universalizar el arte; el artista postmoderno, en cambio, es autorreferencial, el arte habla del arte, no pretenden hacer una labor social. Entre los diversos movimientos postmodernos destacan la transvanguardia italiana y el neoexpresionismo alemán, así como el neomanierismo, la figuración libre, etc. Entre sus representantes han tocado el tema del desnudo artistas como Sandro Chia, Markus Lüpertz, Georg Baselitz, Rainer Fetting, David Salle, Eric Fischl y Miquel Barceló.

## Medios audiovisuales

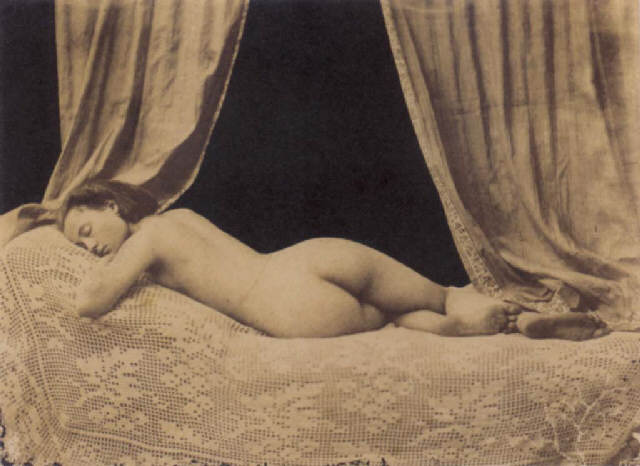
Desnudo reclinado, Amélie (1852), de Félix-Jacques Moulin.

Además de en pintura y escultura, el desnudo también se ha desarrollado en otras artes, desde la danza y el teatro hasta nuevos medios y técnicas como la fotografía, el cine, la televisión y el cómic. En estos medios, especialmente desde el siglo XX, el desnudo suele estar vinculado al erotismo, que representa un fuerte reclamo a nivel comercial, por lo que ha sido profusamente utilizado por la publicidad. En estos medios se suele recurrir a actores y modelos físicamente atractivos, cobrando un gran auge en los últimos tiempos la demanda de imágenes de celebridades desnudas en el nuevo medio de comunicación de masas, internet. También han proliferado desde mediados del siglo XX las revistas eróticas, como Playboy, Penthouse y Hustler, que ofrecen imágenes de modelos desnudas y han supuesto un gran hito en la educación sexual de muchos adolescentes. Sin embargo, hay que remarcar que no todo el desnudo es erótico, y numerosos artistas han tratado el tema del cuerpo humano despojado de ropa como metáfora de la vulnerabilidad del cuerpo y la fragilidad de la vida.

### Fotografía

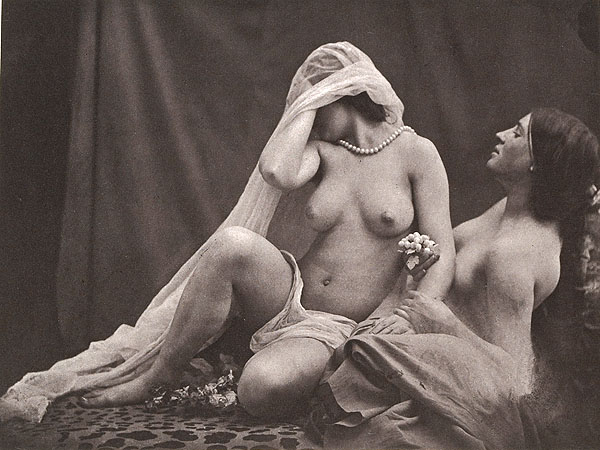
Los dos caminos de la vida (1857), de Oscar Gustav Rejlander.

La aparición de la fotografía supuso una auténtica revolución en el terreno de las artes plásticas, ya que por diversos procedimientos técnicos permitía a cualquier persona, aunque no tuviese formación artística, captar imágenes del natural de una forma mucho más realista que cualquier pintura. La fotografía moderna comenzó con la construcción del daguerrotipo por Louis-Jacques-Mandé Daguerre, a partir de donde se fueron perfeccionando los procedimientos técnicos para su captación y reproducción. Pese a ser una realización puramente técnica, pronto se vislumbró la artisticidad de este nuevo medio, pues la obra resultante podía ser considerada artística en cuanto suponía la intervención de la creatividad de la persona que capta la imagen, derivada de la labor de percepción, diseño y narratividad efectuada en la toma de la imagen. Así, pronto la fotografía pasó a ser considerada una de las artes, concretamente la octava. En el siglo XX se extendió notablemente su uso, ya que las continuas mejoras técnicas en cámaras portátiles permitían un uso generalizado de esta técnica a nivel amateur. Su presencia fue esencial en revistas y periódicos, asumiendo los medios de comunicación de masas un papel preponderante en la cultura visual del siglo XX.
Sin embargo, en el terreno del desnudo la fotografía encontró más trabas que en las artes tradicionales, donde era un tema frecuente y respetado por los medios académicos, principalmente por el realismo de sus imágenes, y por la connotación moral que suponía que una persona se desnudase para ser captada por la cámara. Esto llevó a la fotografía de desnudo a ser considerada meramente pornografía, y a ser relegada a circuitos clandestinos y convertirse en objeto de mercantilización. Prácticamente hasta el siglo XX no alcanzó la fotografía de desnudo un estatus de obra artística, especialmente gracias a numerosos creadores que la concibieron de forma estética y depurada de cualquier connotación sexual. En la fotografía de desnudo es importante el proceso de composición e iluminación, así como de retoque, para conseguir los efectos deseados, ya que por ser un medio intrínsecamente realista capta el cuerpo humano con todas sus imperfecciones, hecho aceptado por algunos artistas pero soslayado por otros, que prefieren mostrar una imagen más perfeccionada, derivada de los cánones estéticos que el desnudo ha procurado al arte desde el idealismo del arte clásico.

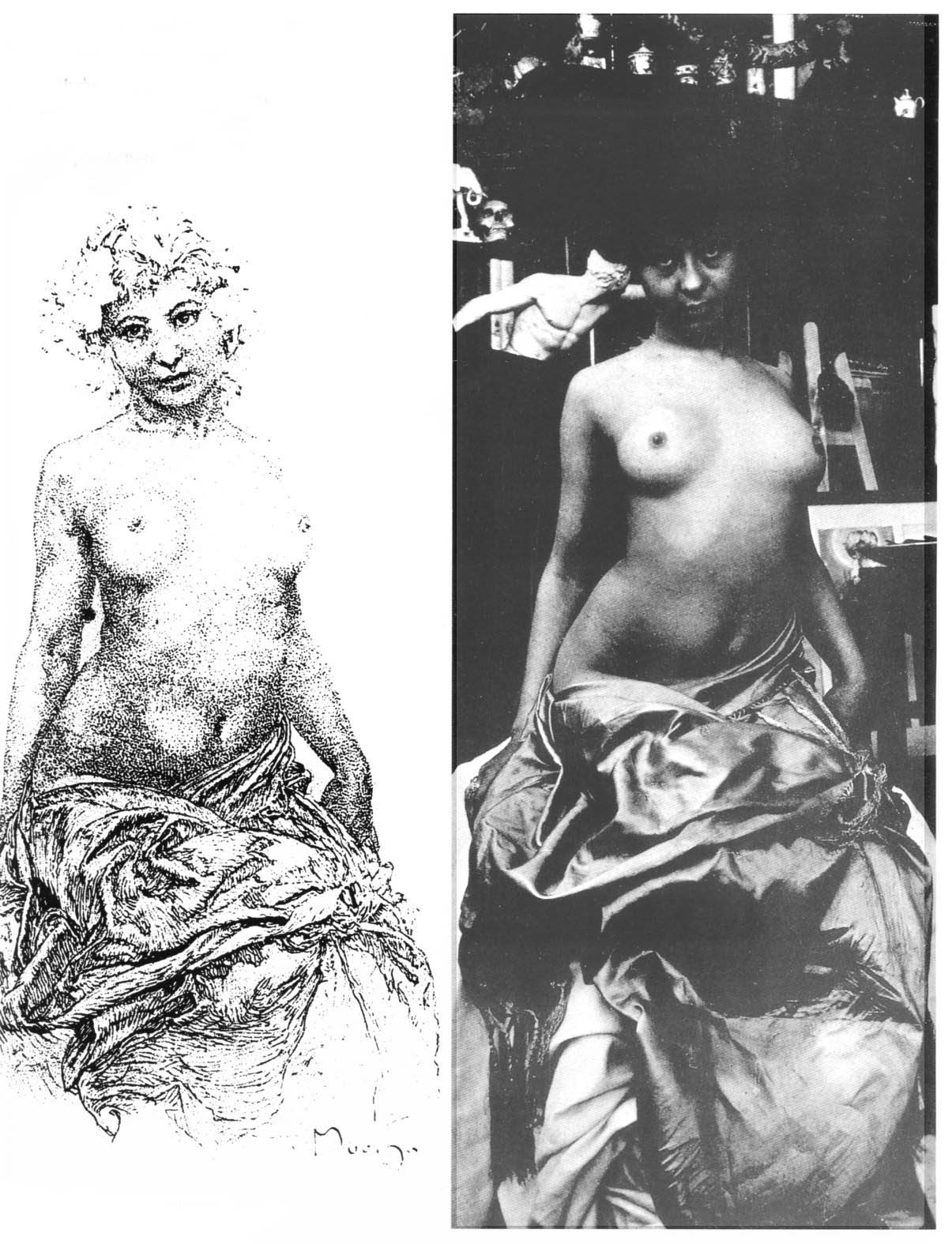
Fotografía de modelo y dibujo basado en la fotografía, de Alfons Mucha (1928).

Desde sus inicios la fotografía estuvo estrechamente relacionada con la pintura, y muchos artistas empezaron a inspirarse en fotografías para elaborar sus obras: así, Eugène Delacroix llegó a confesar en su Diario que habían tenido mucha utilidad para su obra unas fotografías de desnudos masculinos realizadas por Jules-Claude Ziegler. El pintor romántico se basaba muchas veces en fotos para estudiar los detalles de las obras que iba a realizar, afirmando que «luces y sombras cobran su verdadero sentido, y dan el grado exacto de firmeza y de blandura». En el impresionismo, numerosos artistas se basaron igualmente en la fotografía, como Edgar Degas, Camille Pissarro o Pierre-Auguste Renoir. Alfons Mucha, uno de los mejores diseñadores e ilustradores del modernismo, dedicado especialmente al cartelismo y las artes gráficas, se basó a menudo en la fotografía para muchas de sus composiciones, empleando una enorme cámara de fuelle, con la que obtenía imágenes que le servían para sus realizaciones artísticas.
De forma recíproca, y en busca de una mayor artisticidad que otorgase categoría a sus obras, en la segunda mitad del siglo XIX muchos fotógrafos se basaron en técnicas artísticas para realizar muchas de sus composiciones, otorgando un cierto aire pictórico a sus obras, donde la composición y el juego de luces y sombras están inspirados en los grandes genios de la pintura. Por ello, esta corriente fue denominada fotografía academicista, con representantes como André Adolphe Eugène Disdéri, Émile Bayard, Eugène Durieu y Gaspard-Félix Tournachon.
Uno de los primeros fotógrafos en dedicarse con asiduidad al desnudo fue Félix-Jacques Moulin, quien en 1849 abrió una tienda en el barrio parisino de Montmartre y empezó a producir daguerrotipos de jóvenes señoritas en diversas poses. Sin embargo, en 1851 su trabajo fue confiscado, y fue sentenciado a un mes de prisión por el carácter «obsceno» de sus obras. Otro pionero del desnudo fotográfico fue Oscar Gustav Rejlander, que en 1857 realizó un trabajo alegórico titulado Los dos caminos de la vida, cuyo objetivo es ofrecer un mensaje moral al mostrar el mal a la izquierda y el bien a la derecha, de forma más luminosa y donde se hallan la virtud, el trabajo y las buenas costumbres; sin embargo, dado que la imagen muestra una parcial desnudez provocó un escándalo social, siendo acusado de emplear prostitutas como modelos.

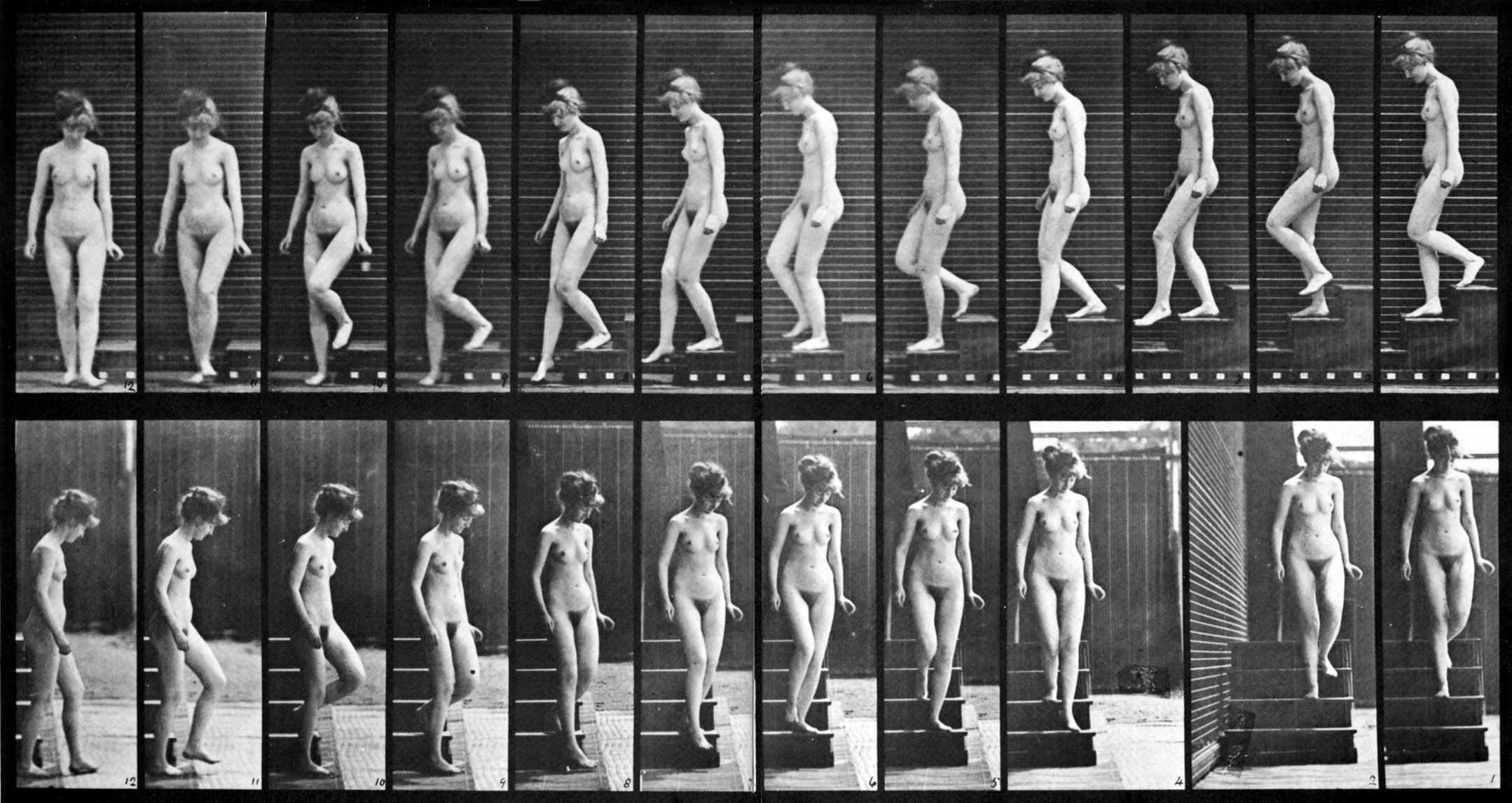
Mujer bajando una escalera (1887), de Eadweard Muybridge.

Otro terreno de representación desnudista fue el de la experimentación científica, siendo de relevancia los estudios de Eadweard Muybridge sobre el movimiento humano, a partir de una técnica denominada cronofotografía, que permitía captar el movimiento mediante sucesivas tomas instantáneas, experimentos que sirvieron de base para el posterior descubrimiento del cinematógrafo. Muybridge se dedicó a registrar los movimientos de los seres humanos y de los animales del zoológico de Filadelfia, publicando sus resultados en 1887 en el libro Locomoción animal, que incluye desnudos como Dos hombres desnudos luchando y Mujer bajando una escalera.
Entre finales del siglo XIX y el inicio de la Primera Guerra Mundial se desarrolló el pictorialismo (del inglés picture, «imagen»), movimiento que pretendía reivindicar la fotografía como un medio artístico que requería de unas capacidades especiales —con especial énfasis en los valores intrínsecos de la fotografía como arte de pleno derecho—, alejándola del amateurismo. Estos artistas se distancian de la realidad para que sus tomas sean imágenes compositivas y no una mera reproducción del entorno físico, motivo por el cual buscan deliberadamente el desenfoque o efecto flou, con una fuerte influencia del impresionismo. Algunos fotógrafos de esta corriente realizaron desnudos de indudable artisticidad, con lo que el desnudo fotográfico empezó a ser considerado un arte apartado de la simple pornografía, destacando Robert Demachy, muy conocido por las manipulaciones de sus obras proporcionándoles un acabado similar a las pinturas, y Alfred Stieglitz, primero en explorar la cualidad estética del estudio de fragmentos aislados del cuerpo humano. Los fotógrafos pictorialistas fueron los primeros que consiguieron introducir el desnudo fotográfico en exposiciones y eventos artísticos de importancia.
A principios del siglo XX, y en paralelo a las vanguardias artísticas, la fotografía pasó a ser un medio de innovación y experimentación artística, con nuevas técnicas y procedimientos como el fotomontaje. Uno de estos pioneros fue Man Ray, impulsor del dadaísmo y el surrealismo en Estados Unidos, que llegó a hacer fotografías sin cámara, poniendo objetos sobre la película y exponiéndolos unos segundos a la luz, creando imágenes ambiguas entre la figuración y la abstracción. Un ejemplo de esta experimentación con la luz es Belleza ultravioleta (1931). Una de sus obras más famosas es Le Violon d'Ingres (1924), donde retrató a su modelo y amante Kiki de Montparnasse en la postura de la célebre pintura La bañista de Valpinçon de Jean Auguste Dominique Ingres, pero sobreponiendo sobre la espalda desnuda de la modelo las efes de un violonchelo. 
En relación con el expresionismo destacó el checo František Drtikol, especializado en el desnudo y el retrato. Influido por el romanticismo y el simbolismo, fue evolucionando hacia una mayor preocupación por el espacio y las posibilidades arquitectónicas de la luz. Emmanuel Sougez defendió los principios de la Nueva Objetividad, considerando la fotografía como un arte autónomo. Sus primeras fotografías tenían como tema principal la naturaleza muerta y el desnudo, empleando una estética austera y puramente fotográfica.

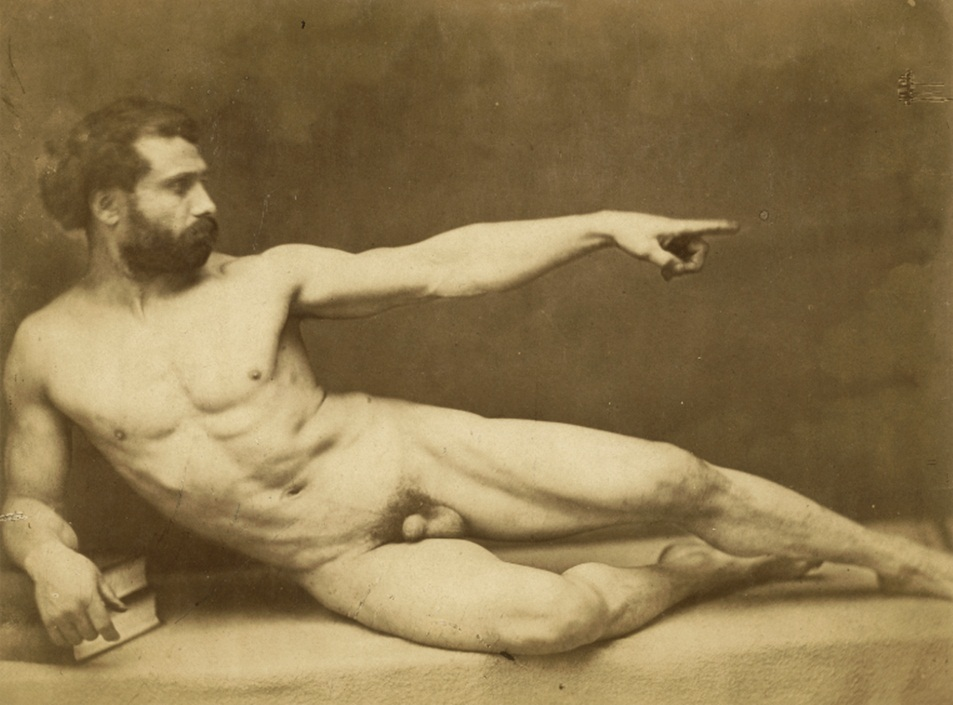
Desnudo masculino recreando La Creación de Adán de Miguel Ángel (1870), de Gaudenzio Marconi.

El desnudo masculino en la fotografía no ha sido tan habitual como el femenino, pero ha tenido una producción constante durante toda la historia de la fotografía, especialmente en relación con el arte homoerótico. El desnudo masculino no tenía en principio tanta aceptación como el femenino, considerado el paradigma de la belleza por la sociedad decimonónica, con una visión aún fuertemente machista de los roles sexuales, donde la posible sensibilidad hacia temas eróticos por parte de la mujer no era considerada. Uno de los pioneros fue Gaudenzio Marconi, que retrató hombres desnudos en poses imitadas de las grandes obras de arte, como La Creación de Adán de Miguel Ángel (1870) o La edad de bronce de Rodin (1877). Eugène Durieu también realizó fotografías con la intención de servir de modelos para los artistas, al estilo de las academias dibujadas. Otro tipo de fotografías eran las que tenían fines científicos, como los estudios de movimiento de Eadweard Muybridge, o los estudio etnológicos y del ámbito deportivo. Poco a poco estas fotografías fueron adquiriendo mayor artisticidad, y empezaron a aceptarse como productos estéticos, como se percibe en la publicación Le Nu esthétique (1902), de Émile Bayard. Entre finales del siglo XIX y principios del XX se desarrolló el desnudo masculino concebido plenamente como imágenes evocadoras de la belleza masculina, desarrollado por fotógrafos como Wilhelm von Gloeden, Wilhelm von Plüschow, Fred Holland Day, Vincenzo Galdi, etc. Tras la Primera Guerra Mundial comenzó el culto al cuerpo, poniéndose de moda el nudismo y la cultura física, los cuerpos musculosos y varoniles frente al efébico modelo de la fotografía artística anterior. Uno de los fotógrafos que mejor retrataron esta estética fue Kurt Reichert. Esta tendencia se acentuó tras la segunda contienda mundial, donde el culturismo puso de moda un cuerpo excesivamente musculado, que recibió el apodo beefcake («pastel de carne»), representado por fotógrafos como Bob Mizer y Bruce Bellas. Posteriormente, el desnudo masculino ha ido cobrando con el tiempo el mismo nivel de artisticidad y aceptación social que el femenino, al tiempo que ha ido adquiriendo cada vez mayor explicitud —como en el terreno de la erección, hasta entonces un tema tabú—, siendo practicado por fotógrafos del nivel de George Platt Lynes, Carl Van Vechten, Herbert List, Bruce Weber, Roy Blakey, etc. Uno de los más famosos y controvertidos ha sido Robert Mapplethorpe, dedicado especialmente al desnudo de hombres afroamericanos, con una obra de fuertes connotaciones sadomasoquistas.
En la actualidad, el desnudo artístico es plenamente aceptado en la sociedad occidental, y es frecuente su presencia en medios de comunicación, revistas y publicidad, con tres modalidades principales: el desnudo abstracto, el desnudo erótico y el desnudo deportivo; y tres sectores principales de aplicación: el desnudo puramente artístico, el desnudo publicitario y el desnudo editorial. Uno de los más afamados fotógrafos de la segunda mitad del siglo XX ha sido Helmut Newton, creador de un estilo propio, lleno de glamour y seducción, con bellas mujeres en ambientes lujosos, y una cierta tendencia hacia el fetichismo. Sus modelos suelen ser de complexión atlética, pero elegantes y sofisticadas, como se vio en su serie de Big nudes («grandes desnudos») de los años 1980.
Entre los años 1970 y 1980 destacó la obra de David Hamilton, arquitecto y decorador —fue director artístico de las revistas Elle y Queen— antes de iniciarse en la fotografía de forma amateur. En 1962 adquirió su primera cámara, una Minolta con objetivo de 50 mm, con la que desarrolló un estilo de fotografías de tono luminoso, algo desenfocadas, con colores suaves y un grano grueso —técnica que pasó a denominarse «atmósfera hamiltoniana»—, con una estética algo naïf, y preferencia por las tomas al aire libre, con especial predilección por los ambientes mediterráneos de la Costa Azul francesa. Sin embargo, su obra ha estado empañada por retratar en numerosas ocasiones a jóvenes adolescentes, presentadas en poses naturales y algo ingenuas. Director de cine además de fotógrafo, ha realizado películas como Bilitis (1977), Laura (1979) y Tiernas primas (1980).
Otros fotógrafos destacados de estos últimos años han sido: Peter Lindbergh, considerado como uno de los mejores fotógrafos de moda del mundo, uno de los creadores del fenómeno top model de la década de 1990; Herb Ritts, fotógrafo de modas especializado en fotos en blanco y negro y retratos de estilo similar a las escultura de la Grecia clásica; Jiří Růžek, especialista en desnudo artístico y glamour, con una sutil y delicada sensualidad cargada de erotismo; Helena Almeida, pintora y fotógrafa que incorpora pigmentos y materiales propios de las artes plásticas en sus obras, que suelen ser autorretratos; Nobuyoshi Araki, interesado por el sexo y la muerte, con una controvertida obra de fuerte naturaleza sadomasoquista; Narcis Virgiliu, con una obra de un cierto tono surrealista y abstraizante, con referencias a temas mitológicos —como los mitos de Sísifo y Pigmalión— o a la relación entre la vida y la naturaleza; Wacław Wantuch, autor de desnudos semejantes a esculturas, con un especial cuidado en la iluminación y buscando ángulos espectaculares; Misha Gordin, pionero del desnudo conceptual, con sorprendentes imágenes elaboradas en un cuarto oscuro tradicional con la técnica de enmascaramiento.
Cabe remarcar la labor de Spencer Tunick, conocido por sus fotografías de grandes masas de gente desnuda dispuestas en diversas localizaciones urbanas, variando la postura y disposición de las personas, generalmente voluntarios que acuden a un acto artístico concebido casi como una performance o instalación. Comenzó en 1992 fotografiando personas desnudas por las calles de Nueva York, pasando posteriormente a otros estados de Norteamérica, en su proyecto denominado Naked States («Estados desnudos»). Más tarde hizo una gira internacional, a la que denominó Nude Adrift («Desnudo a la deriva»). En 2003 llegó a fotografiar a 7 000 personas desnudas en Barcelona, un récord superado en 2007 en la Ciudad de México, con 19 000 participantes. Tunick convierte el cuerpo en parte integrante de la ciudad, del paisaje, buscando trascender la esencia de la materialidad humana, ya que la pérdida de la individuación en el grupo metamorfosea la corporeidad en una entidad superior, de orden espiritual, donde se desfetichiza el cuerpo desnudo, que se convierte en un vehículo para el arte.

### Cine

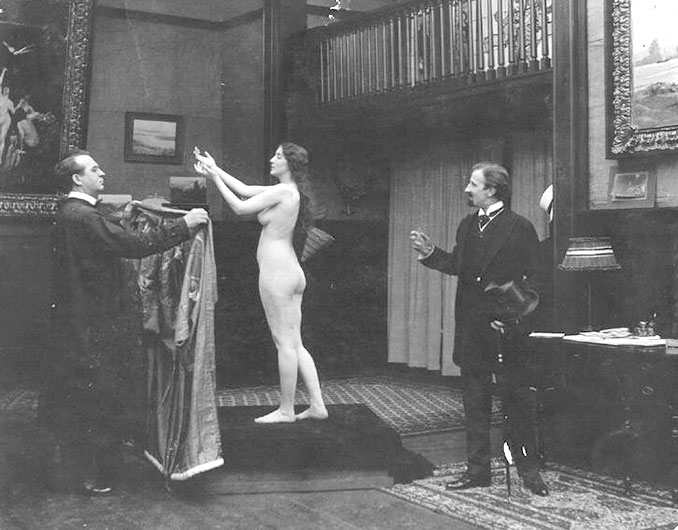
Inspiración (1915), primera película estadounidense no pornográfica que contenía escenas de desnudo, la actriz que aparece desnuda es Audrey Munson.

El cine, técnica basada en la reproducción de imágenes en movimiento, surgió con el invento del cinematógrafo por los hermanos Lumière en 1895. Si bien en principio únicamente suponía la captación de imágenes del natural, como si fuese un documental, enseguida la cinematografía evolucionó hacia la narración de historias mediante la utilización de guiones y procesos técnicos como el montaje, que permitían rodar escenas y ordenarlas de forma que presentase una historia coherente. Con la incorporación de elementos tomados del teatro —proceso iniciado por Méliès—, el cine alcanzó un grado de auténtica artisticidad, siendo bautizado como el «séptimo arte».
El desnudo en el cine ha estado frecuentemente vinculado al cine erótico y pornográfico, aunque numerosas películas comerciales han presentado desnudos parciales o totales por «exigencias del guion» —como se suele decir eufemísticamente en el mundillo del cine—. Ya en los primeros años del nuevo arte, en el llamado «cine mudo», se hallan diversos casos sobre todo en la industria norteamericana de Hollywood: Inspiración (1915), fue el primer film no pornográfico que presentó escenas de desnudo, al que siguieron casos como Hipócritas (1915), La hija de los dioses (1916), Volver al país de Dios (1919), La reina de Saba (1921), La señal de la cruz (1932), Ave del Paraíso (1932), etc. Sin embargo, entre 1934 y 1960 el desnudo fue prohibido en Estados Unidos por el Código de producción cinematográfica, también conocido como Código Hays. Fuera de este código se encontraban las películas nudistas, concebidas para difundir este estilo de vida, aunque en numerosas ocasiones sirvieron de pretexto para mostrar desnudos de forma poco justificada; algunos ejemplos de este tipo de películas son: El mundo desnudo (1933), El sinvergüenza (1938), Jardín del Edén (1954), Venus desnuda (1958) y La vida nudista (1961).
El inmoral Mr. Teas (1959) de Russ Meyer, fue el primer largometraje no naturista que exhibía abiertamente la desnudez y, aunque fue calificado de pornográfico, dio origen a un género apodado Nudies o Nudie-cuties, un precedente del fenómeno conocido como «destape», con películas como Las aventuras de Lucky Pierre (1961) y Desnudo en la Luna (1963). En los años 1960 surgió un género denominado sexploitation, mezcla de sexo y violencia, con ejemplos como Los rapiñadores (1965), Sexploiters (1965), Las chicas malas van al infierno (1965) y La agonía de amor (1966). También en los 1960 comenzaron a surgir desnudos en películas corrientes del circuito comercial, tratados con mayor naturalidad, como en Peeping Tom (1960), que contiene la primera escena de desnudo femenino en una película de posguerra, a la que siguieron: Promesas! Promesas! (1963), El prestamista (1964), Midnight Cowboy (1969), La naranja mecánica (1971), etc.
En Europa, el desnudo en el cine tuvo una evolución paralela, con mayor o menor intervención de la censura o de la calificación de películas según los diversos países. El primer desnudo femenino integral fue protagonizado por la actriz Hedy Lamarr en la película Éxtasis, dirigida por Gustav Machatý en 1933, que llegó a ser condenada por el papa Pío XI. Otros ejemplos de desnudo en el cine europeo son: Era Lui, Si Si (1951), Verano con Monika (1953), Dispara sobre el pianista (1960), El desprecio (1963), El juego ha terminado (1966), Belle de jour (1967) e Isadora (1968). Mujeres enamoradas (1969) generó polémica por mostrar unos desnudos masculinos frontales de una escena de lucha entre Oliver Reed y Alan Bates; Glenda Jackson ganó el premio de la Academia a la mejor actriz en la película, el primer actor que lo ganó por un papel que incluía escenas de desnudo. El último tango en París (1973), de Bernardo Bertolucci, fue una de las primeras películas de ámbito comercial en mostrar el desnudo sin tapujos, en paralelo a la revolución sexual propugnada por el movimiento hippy, y propició el boom del cine erótico de moda entre los años 1970 y 1980, con películas como Emmanuelle (1974) e Historia de O (1975), de Just Jaeckin, El imperio de los sentidos (1976), de Nagisa Oshima, y Calígula (1979), de Tinto Brass. 
En España, entre los años 1970 y 1980 se dio un curioso fenómeno sociológico conocido como el «destape», donde proliferaron escenas de desnudo —preferentemente femenino, pero también alguno masculino— casi sin ningún pretexto, simplemente por la demanda de este tipo de imágenes por un público que había recuperado la libertad tras la dictadura franquista y su férrea censura. La creación de la clasificación S para películas de softcore o porno blando, generó películas como Deseo carnal, Desnuda ante el espejo, Eróticos juegos de la burguesía, La orgía, La visita del vicio, Susana quiere perder eso, Aberraciones sexuales de una mujer casada, Atraco a sexo armado, Con el culo al aire, Viciosas al desnudo o La caliente niña Julieta. Estas películas hicieron famosos a actores de estilo cómico como Alfredo Landa, Andrés Pajares y Fernando Esteso, y convirtieron en mitos sexuales a actrices como Nadiuska (Lo verde empieza en los Pirineos, 1973), Ágata Lys (Último tango en Madrid, 1975) y María José Cantudo (La trastienda, 1976, primera película española que mostró un desnudo integral).
Pasados los años en que el desnudo en el cine era motivo de escándalo y provocación, hoy en día su presencia es asumida con naturalidad, siendo frecuentes las películas donde el desnudo se muestra en escenas que así lo requieren, como las que transcurren en la naturaleza, o bien en el baño o en escenas de amor. Así, por ejemplo, The Blue Lagoon (1980), de Randal Kleiser, muestra el despertar del instinto sexual en dos jóvenes náufragos en una isla tropical, donde el desnudo es parte consustancial del entorno natural en que se mueven. La bella mentirosa (1991), de Jacques Rivette, muestra la relación entre un pintor y su modelo, que posa desnuda para él y le vuelve a motivar tras una etapa de falta de inspiración del artista. Igual ocurre en Titanic (1997), de James Cameron, donde Kate Winslet posa desnuda para que la dibuje Leonardo DiCaprio. Estas películas evidencian la estrecha relación entre el cine y el arte tradicional, que en el ámbito del desnudo artístico ha dejado realizaciones como Las aventuras del Barón Munchausen (1988), de Terry Gilliam, donde aparece Uma Thurman posando como la Venus de El nacimiento de Venus de Botticelli, o Goya en Burdeos (1999), de Carlos Saura, donde Maribel Verdú posa como La maja desnuda de Goya. 
Así, en estos últimos años no es extraño encontrar escenas de desnudo en películas comerciales como Splash (1984, Ron Howard), Nueve semanas y media (1986, Adrian Lyne), Basic Instinct (1992, Paul Verhoeven), Prêt-à-porter (1994, Robert Altman), Más allá de las nubes (1995, Michelangelo Antonioni), Showgirls (1995, Paul Verhoeven), Striptease (1996, Andrew Bergman), El abogado del diablo (1997, Taylor Hackford), The Full Monty (1997, Peter Cattaneo), Eyes Wide Shut (1999, Stanley Kubrick), etc. En la actualidad, el desnudo es incluso una forma de cotización para actores y actrices, ya que es un fuerte reclamo para el público, existiendo la opinión de que uno de los factores del Óscar a la mejor actriz para Halle Berry por Monster's Ball (2001) fue su aparición desnuda en la película. Una de las películas con mayor número de desnudos colectivos —requirió 750 extras— ha sido El perfume (2006), de Tom Tykwer, donde en la escena final, en que el asesino va a ser ajusticiado, este esparce una fragancia que hipnotiza a todo el público asistente, que se pone a hacer el amor en una desenfrenada orgía que permite escapar al prófugo.
En España, tras los tiempos del destape el desnudo ha asumido la misma naturalidad que en el cine internacional, y es habitual en el cine comercial, con notables ejemplos como ¡Átame! (1990), de Pedro Almodóvar, historia de un joven obsesionado por una actriz porno a la que secuestra, iniciando una tórrida relación donde el amor se junta con el odio; o Lucía y el sexo (2001), de Julio Medem, centrada en los recuerdos de una camarera que ha perdido al ser amado, y su relación con un escritor que escribe una historia parecida, donde el sexo es una forma de plasmar los pensamientos de la protagonista.
El desnudo masculino, si bien no tan frecuente como el femenino, también ha estado presente en numerosas producciones, practicado por actores como: Richard Gere (American Gigolo, 1980), Arnold Schwarzenegger (The Terminator, 1984), William Petersen (To Live and Die in L.A., 1985), Harvey Keitel (Bad Lieutenant, 1992 y The Piano, 1993), Sylvester Stallone (Demolition Man, 1993), Bruce Willis (El calor de la noche, 1994), Ewan McGregor (Trainspotting, 1996), Edward Norton (American History X, 1998), Kevin Bacon (Juegos salvajes, 1998), Jude Law (The Talented Mr. Ripley, 1999), Geoffrey Rush (Quills, 2000), Christian Bale (American Psycho, 2000), Ralph Fiennes (Red Dragon, 2002), Viggo Mortensen (Eastern Promises, 2007), Willem Dafoe (Anticristo, 2009), Billy Crudup (Watchmen, 2009), etc.

### Artes escénicas

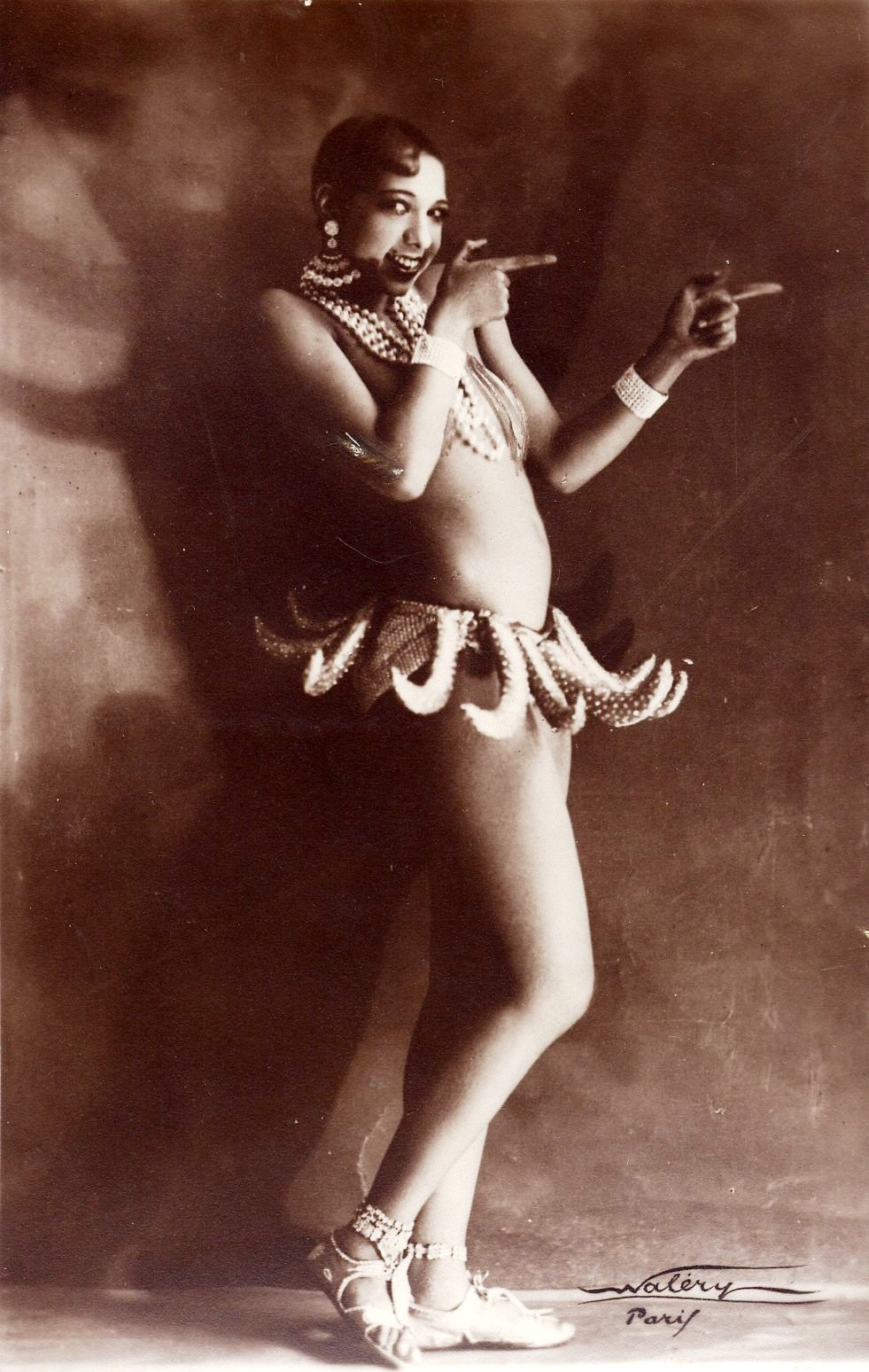
Joséphine Baker en la revista Un vent de folie (1925).

El desnudo es también un recurso habitual en artes escénicas como el teatro y la danza, especialmente desde mediados del siglo XX. En estas formas artísticas el cuerpo tiene una especial relevancia, ya que es transmisor por sus gestos y movimientos de una gran cantidad de expresiones y sentimientos. En el teatro, donde se escenifica un relato o drama literario, el desnudo puede estar justificado —como en el cine— por el guion, en escenas en el ámbito doméstico o cualquier situación que lo requiera. El desnudo teatral ha cobrado un gran auge en estos últimos tiempos gracias al teatro experimental y a la influencia del happening y la performance, espectáculos que por su representación ante un público tienen un fuerte componente teatral. En tales casos se utiliza la desnudez como forma de provocación, de impactar al público, de poner en tela de juicio los convencionalismos sociales. Así se pone de manifiesto, por ejemplo, en el «teatro pánico» elaborado por Fernando Arrabal, que en obras como Striptease de los celos utiliza el desnudo como elemento simbólico.
Sin embargo, el desnudo ha llegado también al teatro clásico, en casos como el papel de Desdémona representado por la actriz Sarah Stephenson en el montaje del Otelo de Shakespeare efectuado en el Mermaid Theatre de Londres en 1971. En 2007 se produjo una gran polémica por la aparición de Daniel Radcliffe —el famoso actor de la serie de películas Harry Potter— desnudo en la obra Equus, dirigida por Peter Shaffer en el Teatro Gielgud de la capital inglesa. Radcliffe insistió en que el desnudo era solo un elemento más en la obra y que había tomado el desafío porque le parecía un gran reto que podría ser muy enriquecedor para él como actor. La obra consiguió un enorme éxito, tanto de público como de crítica.
En la danza, el desnudo cobra un especial significado, ya que es una forma de expresión del cuerpo humano, que es el instrumento del que se sirven los bailarines para mostrar su arte. Las técnicas de danza requieren una gran concentración para dominar todo el cuerpo, con especial hincapié en la flexibilidad, la coordinación y el ritmo. En la antigua Roma era frecuente que las bailarinas se desnudaran, especialmente en las fiestas saturnales y lupercales, siendo prueba de su éxito el que nos hayan llegado algunos nombres de estas bailarinas, como Taletusa y Cíteris.
En el siglo XX se han buscado nuevas formas de expresión basadas en la libertad del gesto corporal, liberado de las ataduras de la métrica y el ritmo, cobrando mayor relevancia la autoexpresión corporal y la relación con el espacio. Isadora Duncan fue una de las principales promotoras del desnudo en la danza, bailando en numerosas ocasiones semidesnuda o con finas telas transparentes, como se podía constatar en los vasos y cerámicas de la antigua Grecia, con la pretensión de romper con el academismo y la rigidez del ballet clásico. Desde entonces la desnudez en la danza contemporánea ha oscilado según la época, apareciendo en tiempos de libertad y aperturismo social, y retrayéndose en períodos de moral más puritana. En tiempos modernos el cuerpo desnudo ha sido utilizado por coreógrafos como Jan Fabre, Daniel Léveillé, Maureen Fleming, Lia Rodríguez, Alban Richard, Eléonore Didier, Anna Ventura, Kataline Patkaï, Jesús Sevari, Cecilia Bengolea y la española María Ribot.

Yo no trabajo con el desnudo como tema sino como medio para hablar de otras cosas. Hoy nos interesa de nuevo la danza libre e Isadora Duncan. Hay como una búsqueda espiritual en la relación de la desnudez con la naturaleza cuyo espíritu se veía muy bien en la danza libre, como separación entre la danza formal y la danza espiritual. En verdad, vestir un cuerpo en escena es muy narrativo y lleva muchos siglos y características de épocas. Nosotros con la desnudez podemos estar en una especie de cuerpo sin época, sin narración. Lleva ideas de libertad, como en Isadora Duncan, pero también de política de la sexualidad, biopolítica, etcétera.
Cecilia Bengolea.

El desnudo ha ido cobrando relevancia en la danza especialmente desde los años 1960, concebido como la más pura forma de expresión del cuerpo. Si en los 60 estaba en consonancia con la liberación sexual, en los años 1980 tuvo cierto cariz de reivindicación política, mientras que en la actualidad es una mera elección estética, donde la piel tiene la misma validez que el vestuario. Para la historiadora Rose Lee Goldberg, la desnudez sería una reacción contra la excesiva tecnificación de los medios audiovisuales, afirmando que «es como si cada tanto necesitáramos recordar que la coreografía tiene que ver con el cuerpo».

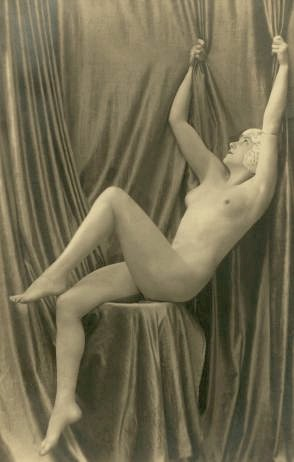
Colette Andris, bailarina de estriptis de los años 1920.

Si bien en la actualidad es frecuente la desnudez en la danza, hace unos años era un tema incómodo incluso para coreógrafos innovadores como Merce Cunningham, que en su ballet Rain Forest (1968), donde colaboró con el artista pop Andy Warhol, frente a la sugerencia de este de que los bailarines actuaran desnudos, decidió utilizar mallas de color piel, que en algunas escenas estaban cortadas para dar la sensación de arañazos en la piel. En 1970 Yonne Rainer presentó en el Judson Flag Show a bailarines desnudos bajo banderas estadounidenses, que generó una gran polémica. Pero poco a poco la desnudez fue ganado terreno: en los 80, la compañía Dancenoise, formada por Lucy Sexton y Anne Iobst, utilizó la desnudez como una herramienta integral, junto a una estética punk y otros elementos de gran impacto, como la sangre, en espectáculos cercanos a la performance. Para Sexton, «la desnudez enseguida se convierte en vestuario, y ésa es la naturaleza de estar desnudo en el escenario: hay un momento inicial en que se abre la puerta y cae algún tipo de barrera entre el artista y el público. Ellos están nerviosos y excitados y al artista le pasa lo mismo, y se elimina algún tabú social».
Otros trabajos donde la desnudez tiene un papel protagonista han sido: Glory, de Jeremy Wade, un dúo desnudo que presenta a los bailarines arrastrándose y retorciéndose por el suelo, como signo de vulnerabilidad; Giant Empty y Excessories, de Miguel Gutiérrez, donde los artistas se tocaban los pechos y los penes, como muestra de objetuación del cuerpo; Michael, de Ann Liv Young, donde el desnudo es una metáfora de autenticidad, de naturalidad del cuerpo; o NOVA, de Rose Anne Spradlin, donde unos bailarines rasgan con tijeras la ropa a otros hasta dejarlos desnudos.
Una variante escénica donde cobró gran relevancia el desnudo —especialmente desde inicios del siglo XX— fueron los espectáculos de cabaret, burlesque, vaudeville y revue, espectáculos generalmente nocturnos que suelen combinar música, danza y canción —pero que puede incluir también la actuación de humoristas, ilusionistas, mimos y muchas otras artes escénicas—, desarrollado en salas como los famosos Moulin Rouge y Folies Bergère de París, donde estrellas como Linopovska y Pouliguen triunfaron con tan solo mostrar sus desnudos integrales. Fue en los espectáculos de burlesque y cabaret donde aparece el drag y el transvestismo como elemento artístico en las representaciones dramáticas, y donde se representaron las primeras pantomimas o "pantomimes" con dichos elementos. En este tipo de espectáculos triunfaron estrellas como Loïe Fuller, Cléo de Mérode y Joséphine Baker, que se hizo famosa al bailar el charlestón con solo un cinturón de bananas.
Espectáculos como el cabaret pusieron de moda el estriptis, una forma de baile en que la persona ejecutante se va quitando la ropa sensualmente ante los espectadores, donde la delectación estética se encuentra en el hecho de desnudarse con movimientos sensuales y sugerentes, y no en la propia desnudez. Este tipo de espectáculo hizo famosa a la célebre Mata Hari a principios del siglo XX, mientras que en la actualidad ha lanzado al estrellato a figuras como Dita Von Teese y Chiqui Martí, defensora del estriptis como arte, para lo que ha acuñado el término strip-art. Igualmente, el estriptis ha sido un recurso frecuentemente utilizado por el cine, como el de Brigitte Bardot y Jeanne Moreau en Viva María! (1965), Sophia Loren en Ayer, hoy y mañana (1964), Kim Basinger en Nueve semanas y media (1986) y Demi Moore en Striptease (1996).

### Otros medios

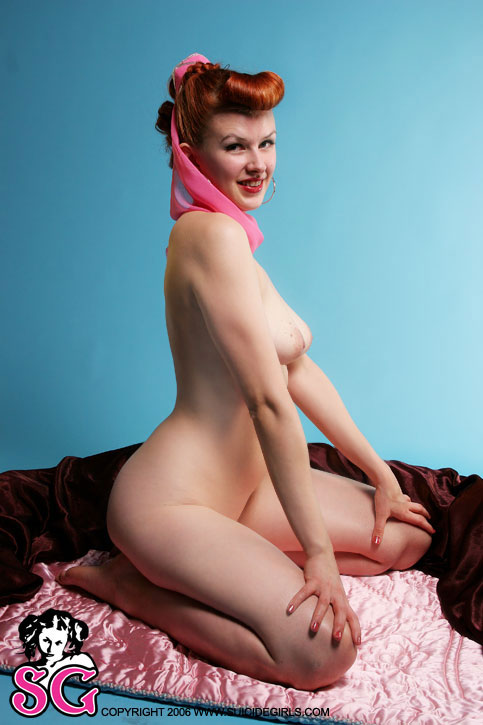
Bettina, modelo pin-up de SuicideGirls, página web de softcore altporn cuyas modelos tienen un perfil gótico o punk.

El desnudo se encuentra presente, además de en los medios artísticos tradicionales, en infinidad de otros medios de reproducción audiovisual, como la televisión, la publicidad, las revistas y demás medios editoriales, el cómic o, más recientemente, internet. La representación de desnudos dentro de películas y televisión ha generado polémica durante mucho tiempo. La desnudez integral ha tenido mucha más aceptación en el cine y la televisión europeos, donde —en contraste con sus homólogos estadounidenses— la audiencia percibe en general el desnudo y la sexualidad como algo menos censurable que la violencia, otro de los factores frecuentemente criticados en las producciones audiovisuales. Sin embargo, el desnudo en un contexto sexual no pornográfico ha quedado en muchos países europeos en el filo de lo que es socialmente aceptable para espectáculos públicos, a pesar de que esta situación fue liberalizada a finales del siglo XX: en la década de los 70 las series de televisión australianas Number 96 y The Box incluían desnudos regularmente, y en los Países Bajos el desnudo ha sido mostrado en programas de debate como Jensen! y Giel, presentados por Giel Beelen.
Las emisoras de televisión y la mayoría de las compañías de cable en los Estados Unidos han sido más reticentes a mostrar desnudos en la mayoría de los casos, siendo una excepción la PBS. Algunas series en la década de los 90, como por ejemplo NYPD Blue, han utilizado ocasionalmente desnudos parciales, tanto de hombre como de mujer. Cuando se transmiten en televisión, las películas teatrales que contienen desnudos normalmente se emiten con esas escenas cortadas, o el desnudo se oculta de alguna forma, como con imágenes digitales para vestir a los actores desnudos. Algunos servicios de cable premium como HBO, Showtime y, más recientemente, FX Networks han obtenido popularidad por, entre otras cosas, presentar películas sin retocar. Además, han producido series que no se muestran tímidas con las escenas de desnudos, como Oz, Sex and the City, Los Soprano, True Blood y Queer as Folk (la serie original británica fue incluso pionera en el más tolerante Reino Unido). El programa Gran Hermano, que se emite en múltiples países, a veces contiene desnudos, aun así las escenas con desnudos no siempre se muestran en televisión.
Las series de televisión rara vez han mostrado desnudos atrevidos, a excepción de las series de Procter & Gamble As the World Turns y Guiding Light, que en el 2005 fueron tan lejos como para mostrar por detrás a un hombre desnudo haciendo el amor. Después del escándalo motivado por el espectáculo de Janet Jackson en el descanso de la Super Bowl de 2004 —donde la artista enseñó un pecho sin querer—, la Comisión Federal de Comunicaciones de Estados Unidos declaró que era hora de tomar medidas drásticas para la televisión diurna, e indicó que estaba revisando si las series de televisión estaban violando las prohibiciones de indecencia de la agencia. Después de esta noticia, Guiding Light eliminó desnudos de un episodio que ya había sido grabado, y las nueve cadenas norteamericanas comenzaron a imponer una regla no escrita para evitar cualquier clase de escenas para adultos atrevidas. Sin embargo, en el ámbito europeo el desnudo es exhibido cada vez con mayor naturalidad, en series como: Roma, Espartaco, Los Tudor, Águila roja o Hispania, la leyenda.
La desnudez se presenta en algunas ocasiones en otros medios de comunicación como cubiertas de álbumes musicales de intérpretes como Jimi Hendrix, John Lennon y Yoko Ono, Nirvana, Blind Faith, Scorpions y Jane's Addiction. Varios músicos de rock han actuado desnudos en los escenarios, incluyendo miembros de Jane's Addiction, Rage Against the Machine, Green Day, Black Sabbath, Stone Temple Pilots, The Jesus Lizard, Blind Melon, Red Hot Chili Peppers, Blink-182, Queens of the Stone Age, Of Montreal y The Bravery.
En medios editoriales, el desnudo ha sido un recurso frecuentemente utilizado como reclamo especialmente del público masculino, en revistas bien de corte marcadamente erótico o en magazines de noticias y reportajes que incluyen algunas páginas de modelos desnudas, donde es típica la presencia de un póster central desplegable. A comienzos del siglo XX las modelos que aparecían en este tipo de publicaciones recibían el apodo de pin-ups, y aunque por lo general eran modelos amateur algunas adquirieron notable fama, como Bettie Page. Sin embargo, actualmente este tipo de trabajos los realizan modelos fotográficos, actrices de cine, cantantes o top-models del mundo de la moda y la publicidad. Algunas revistas dedicadas al desnudo erótico han alcanzado una gran notoriedad y difusión mundial, como Playboy, Penthouse y Hustler, llegando a desnudar a famosas modelos y actrices, como Marilyn Monroe, que inauguró el primer número de Playboy en 1953, o Madonna, que en 1985 apareció en Playboy y Penthouse. En España, la revista Interviú ha contado desde sus inicios con una sección dedicada a la fotografía de desnudo, siendo de remarcar la aparición en 1976 de la actriz Marisol desnuda, que tuvo un gran impacto en la España recién liberada de la censura franquista, o en 1991 de la cantante Marta Sánchez, que batió todos los récords de ventas de la revista.
Otro medio usual de difusión del desnudo erótico son los calendarios, destacando por su calidad el Calendario Pirelli, elaborado desde 1964 por la sección británica de la marca Pirelli, y que se caracteriza por la sensualidad de sus imágenes, que presentan a bellas actrices y modelos en lugares paradisíacos, contando con fotógrafos de la talla de Bert Stern, Herb Ritts, Richard Avedon, Peter Lindbergh, Bruce Weber, Annie Leibovitz, Mario Testino, Patrick Demarchelier, etc.

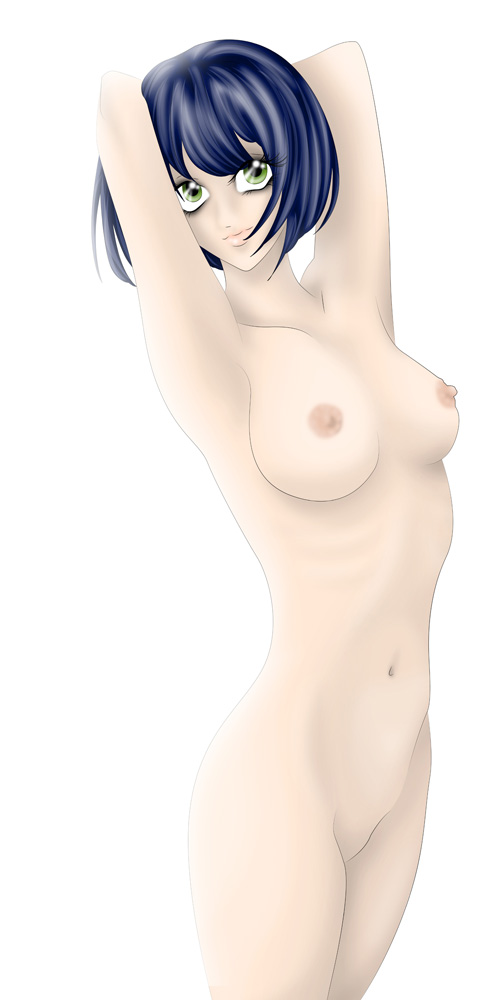
Ilustración de un cómic manga japonés.

El desnudo se encuentra asimismo en un medio gráfico como el cómic, generalmente en una temática erótica y dirigido a un público adulto. Aquí también existe una distinción entre erotismo y pornografía, dependiendo de la explicitud de las imágenes, como se percibe en Japón, donde distinguen entre los géneros ecchi (エッチ?), que no muestra sexo explícito, y hentai (変態?), que sí lo hace. La primera historieta en la que estuvo presente el erotismo fue Bringing Up Father (1913), de George McManus, en la cual aparecían de vez en cuando jóvenes bañistas. Otra de las pioneras fue Betty Boop, dibujada por Grim Natwick y Max Fleischer entre 1934 y 1937. En los años 1960, la incipiente revolución sexual permitió al cómic erótico superar el moralismo de los 50 por diversos caminos: en Francia, se produjeron cómics de lujo con heroínas independientes y activas sexualmente, como Barbarella (1962), de Jean-Claude Forest, y Valentina (1965), de Guido Crepax; en Estados Unidos se editaron obras marcadamente eróticas como Little Annie Fanny (1962), de Harvey Kurtzman y Will Elder, además de mezclarse el erotismo con el terror en Vampirella (1969-1988), de Forrest J. Ackerman y Archie Goodwin. En los años 1980 el cómic erótico alcanzó su edad dorada, con artistas como el italiano Milo Manara, autor El Click (1984), o el español Luis Royo, conocido por sus imágenes sensuales y oscuras, casi apocalípticas, en mundos de fantasía con formas de vida mecánica.
La aparición de internet ha supuesto un gran medio de difusión del desnudo, en sus múltiples variantes del desnudo artístico al erótico y pornográfico. Muchas páginas web cuentan con este tipo de material como reclamo para el público, siendo especialmente demandadas las imágenes de personajes famosos —los llamados celebrities—. En internet se han recopilado todo tipo de imágenes provenientes de revistas, calendarios y publicaciones de moda, además de fotografías hechas especialmente para este medio, existiendo un abundante material sobre todo de actrices y modelos femeninas, con nombres mundialmente conocidos como las actrices Ursula Andress, Bo Derek, Ornella Muti, Nastassja Kinski, Kim Basinger, Milla Jovovich, Demi Moore, Sonia Braga, Cameron Diaz, Charlize Theron, Diane Kruger, Elsa Pataky, etc.; o las modelos Claudia Schiffer, Elle Macpherson, Cindy Crawford, Naomi Campbell, Helena Christensen, Gisele Bündchen, Kate Moss, Laetitia Casta, Adriana Sklenariková, Carla Bruni, etc. El desnudo masculino es menos frecuente, y suele estar más restringido a ámbitos homoeróticos. El desnudo artístico también dispone en internet de una óptima plataforma de lanzamiento, y muchos fotógrafos exponen su obra en el medio digital para dar a conocer su trabajo.